# Vorarlbersko
Vorarlbersko (výslovnost [forarlbersko], německy Vorarlberg –  poslech; nazývané též Ländle ([lendle]), česky Zemička) je nejzápadnější a z hlediska rozlohy (po Vídni) i počtu obyvatel (po Burgendlandsku) druhá nejmenší rakouská spolková země. Hlavním zemským městem je Bregenz, největším městem je Dornbirn.
V mnoha ohledech se Vorarlbersko odlišuje od zbytku Rakouska. Mluví se zde dialekty horní a nejvyšší alemanštiny, jejichž místní varianty se souhrnně označují jako Vorarlberština (německy Vorarlbergerisch). Vorarlbersko má tak mnohem blíže ke Švýcarsku a Lichtenštejnsku, protože tyto dialekty se (kromě menších jazykových ostrovů v Tyrolsku) ve zbytku Rakouska nevyskytují. Z geografického hlediska (s výjimkou obce Lech am Arlberg) leží celá spolková země v povodí Rýna, zatímco zbytek Rakouska je odvodňován do Dunaje.

## Název

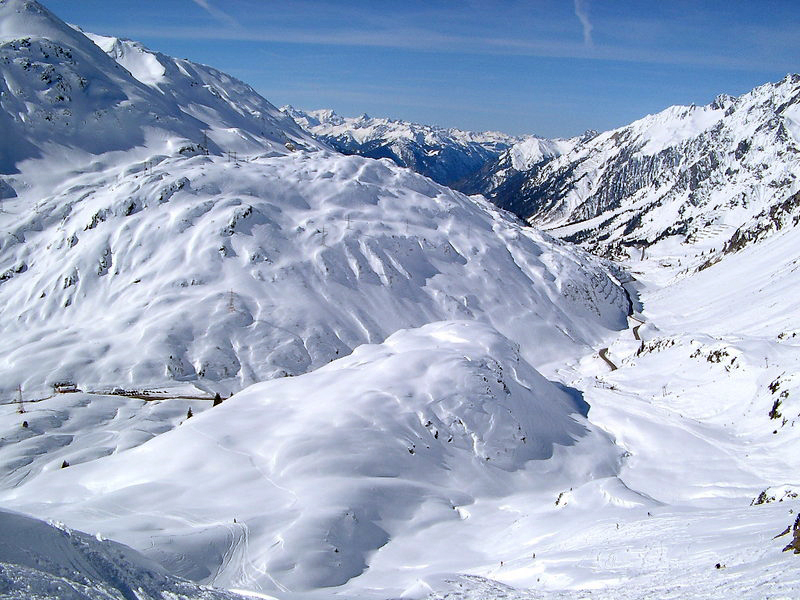
Arlberskému průsmyku vděčí Vorarlbersko za své jméno

Svůj název, jenž se dá doslovně přeložit jako Předarlbersko, odvozuje země od Arlberského průsmyku, důležité dopravní spojnice s Tyrolskem a zbytkem Rakouska. Z pohledu Svaté říše římské a zejména z pohledu původního sídla Habsburků v dnešním švýcarském kantonu Aargau se tato oblast nacházela před Arlberským průsmykem. Jako souhrnné označení současného Vorarlberska se název Vorarlberg používá od poloviny 18. století, samosprávu získalo Vorarlbersko roku 1861. Jméno Arl nebo Arlberg lze v různých formách vysledovat až do roku 1218 (Arle, Arlen, Mons Arula, Arlenperge) a je odvozeno od hojně se zde vyskytujících arlenských keřů, takzvaných klečových borovic.
Vorarlbersku se často říká Ländle (česky Zemička). Tato přezdívka vznikla díky porovnávání se s mnohem větším a zalidněnějším Tyrolskem, od kterého se malé Vorarlbersko pokoušelo administrativně oddělit. V roce 1861 bylo Vorarlbersko konečně povýšeno na korunní zemi se svým vlastním zemským sněmem. Na cestě k odtržení od Tyrolska nabyla přezdívka značného významu a uchovala si ho dodnes.

## Geografie
Obecně uznávaná rozloha Vorarlberska se udává jako 2 601,67 km². Bez oblasti horního Bodamského jezera, kterou podle mezinárodní právní teorie kondominia, převládající v Rakousku a Německu, spravují společně všechny sousední státy, je rozloha spolkové země pouze 2 596 km².
Země se rozkládá mezi 46°52' a 47°36' s.š., a 9°33' a 10°15' v.d. mezi Bodamským jezerem a Alpským Rýnem na západě, Lechtalskými Alpami, Arlberským průsmykem a Verwallským pohořím na východě, pohořími Rätikon a Silvretta na jihu a oblastí Allgäu na severu. Hory severně od údolí Klostertal a Arlberského průsmyku se počítají mezi severní vápencové Alpy.
Státní hranice Voralberska činí 321 km, z toho:
- 110 km s Německem (Bavorsko) na severu
- 107 km se Švýcarskem (kantony St. Gallen a Graubünden) na západě a jihu
- 69 km s rakouskou spolkovou zemí Tyrolsko na východě
- 35 km s Lichtenštejnskem na západě

### Tektonika
Spolková země se nachází v zóně několika zlomových oblastí, způsobených pohybem africké tektonické desky pod desku eurasijskou. Díky tomu zde dochází ke znatelným zemětřesením, a to jak s epicentry ve Vorarlbersku, tak v zahraničí, zejména ve Švýcarsku. Tyto zlomové zóny leží pod Rýnským údolím a údolím Klostertal, v oblasti jezera Spullersee a těsně u zemského povrchu poblíž Lechu, a pokračují dále ve smykové zóně Innského údolí na východ do Tyrolska. Asi 2/3 Vorarlberska spadají do zóny nebezpečí 1, západní třetina spolkové země v Rýnském údolí spadá do zóny 2 (je možné „občasné velké poškození budov“).
V průměru každých 30 let dochází k silnému zemětřesení, které vede převážně k mírnému poškození budov. V roce 1965 došlo poblíž Dalaasu k zemětřesení o síle 4, v roce 1992 k zemětřesení o síle 4,3 s epicentrem poblíž Feldkirchu a v roce 1996 ke dvěma obdobně silným zemětřesením pod Lechem. V roce 2016 následovalo zemětřesení o síle 3,6 poblíž Klösterle. Naposledy začátkem roku 2018 došlo k dvěma zemětřesením o síle 3,9 vycházejícím ze zlomové zóny u Spullersee, přičemž oboje bylo možné pocítit až v Innsbrucku a Basileji. V dubnu 2018 následovalo další zemětřesení v oblasti Spullersee o síle 3,1.

### Údolí

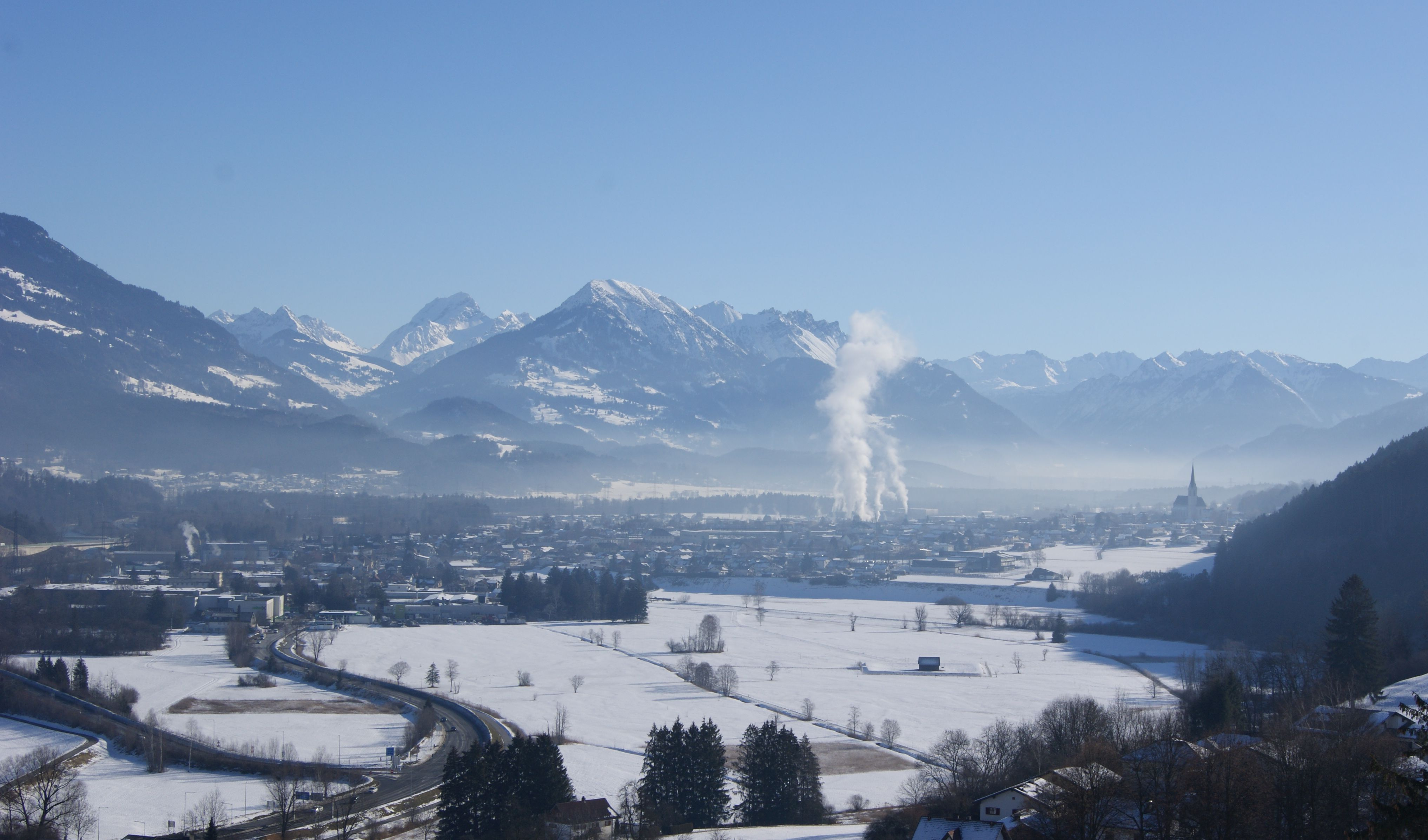
Údolí Walgau v zimě

Hornaté Vorarlbersko je geograficky strukturováno především údolími a jejich řekami. Mezi nejlidnatější údolí patří:
- údolí Alpského Rýna (Rýn / Alpský Rýn)
- údolí Walgau (Ill)

Další údolí a jejich řeky jsou:
- Montafon (Ill)
- Klostertal (Alfenz)
- Großes Walsertal (Lutz)
- Brandnertal (Alvier)
- Laternsertal (Frutz)
- Leiblachtal (Leiblach)
- Kleinwalsertal (Breitach)

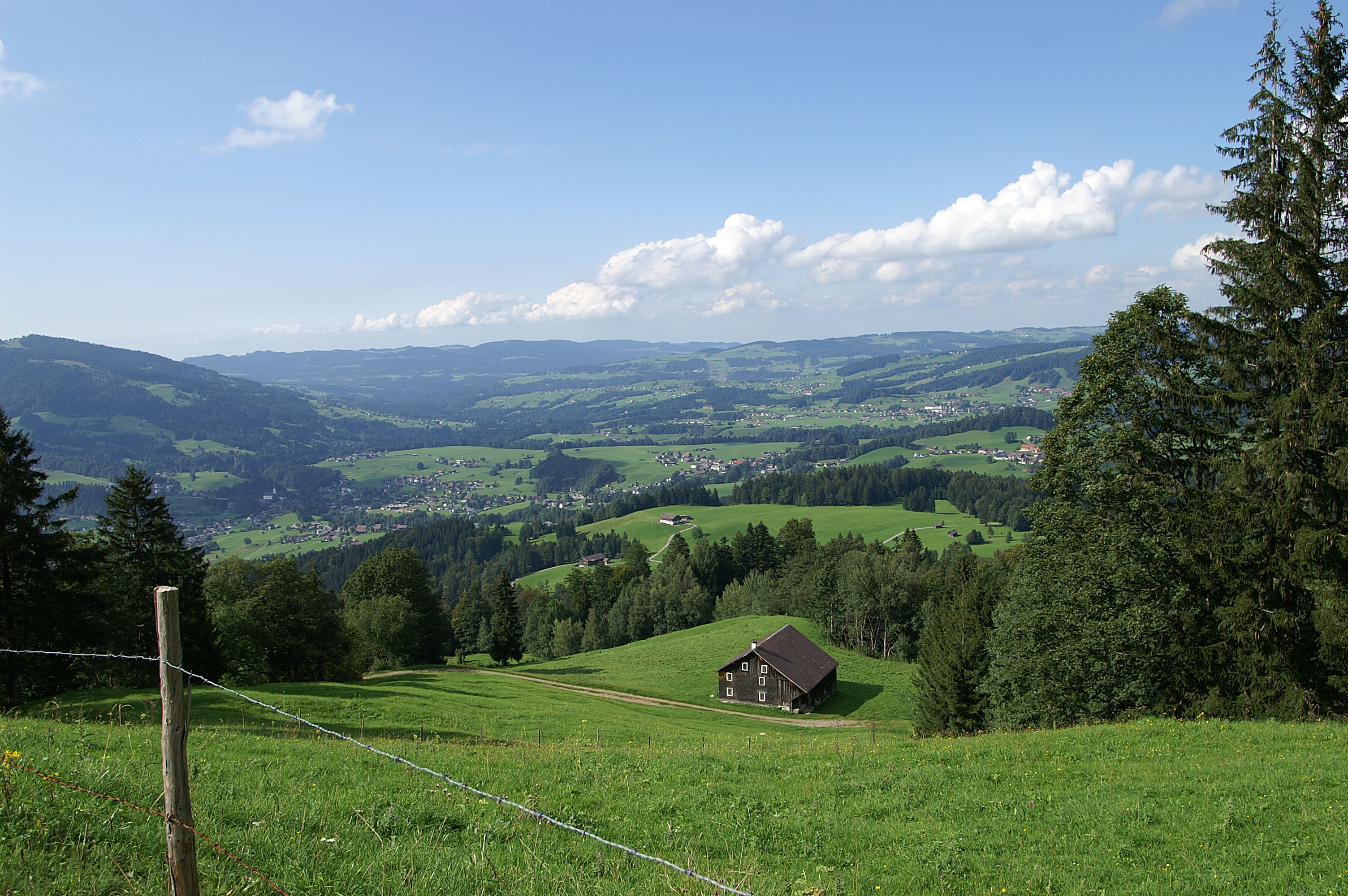
Bregenzský les

- Lechtal (Lech) v oblasti Arlberského průsmyku
- Silbertal (Litz)

### Metropolitní oblasti

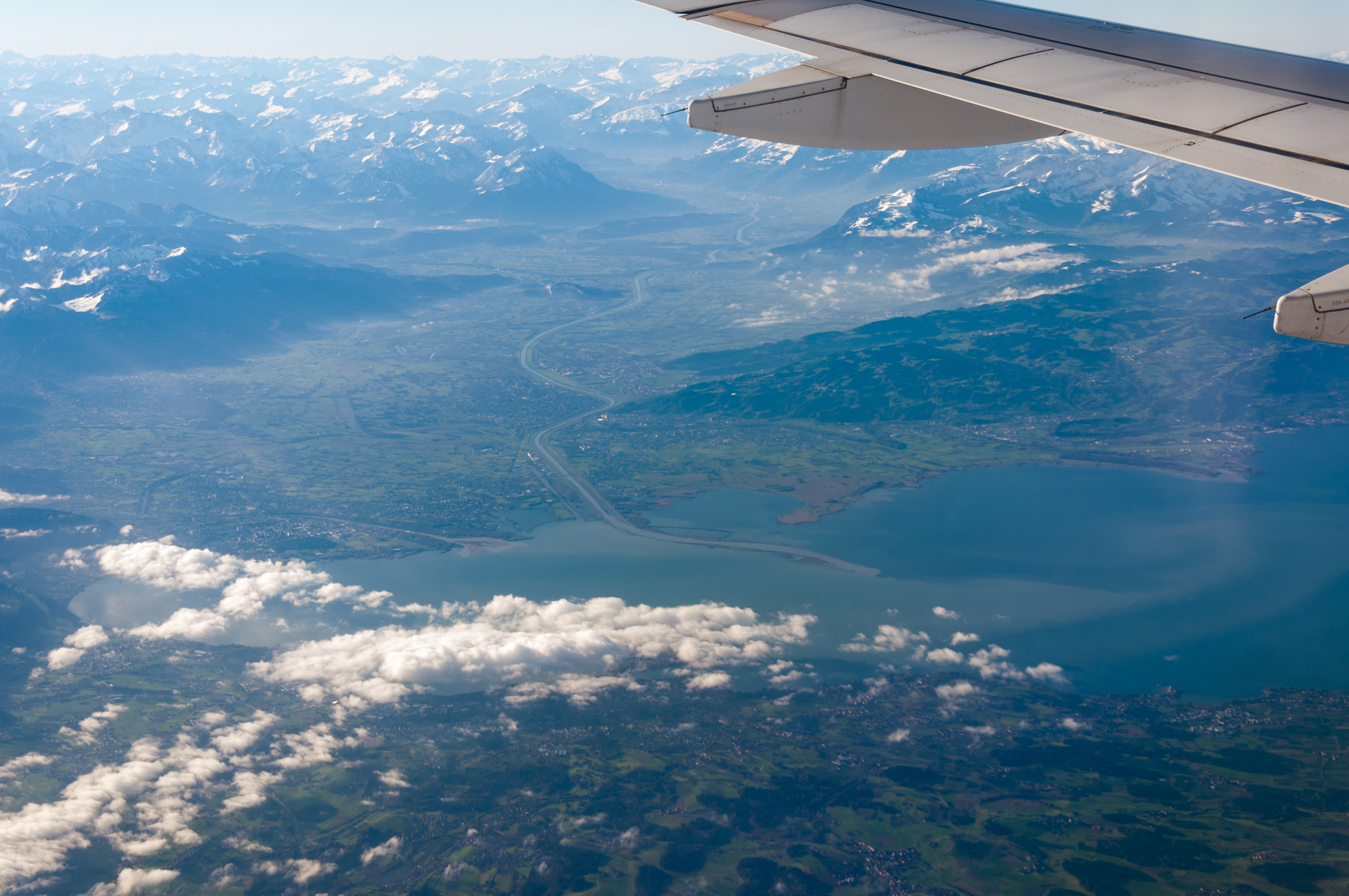
Letecký snímek Rýnského údolí. Jedná se o jednu z nejhustěji osídlených oblastí v Evropě

Vorarlbersko je rozděleno do několika velkých oblastí, které jsou většinou spojeny z hlediska dopravy či plánování. Nejdůležitější z těchto velkých oblastí je Rýnské údolí, které se rozkládá od Bregenzu po Feldkirch a je s téměř 240 000 obyvateli největší aglomerací ve Vorarlbersku. Asi dvě třetiny populace Vorarlberska jsou soustředěny v této oblasti na úplném západě spolkové země.
Druhou největší oblastí je Walgau s přibližně 48 000 obyvateli. Dalšími oblastmi jsou Bregenzský les, Montafon, oblast Bodamského jezera včetně údolí Leiblachtal a Große Walsertal. Údolí Kleinwalsertal představuje geografickou zvláštnost, jelikož není dopravně přístupné z Rakouska ale pouze z německého Bavorska. Přesto patří do okresu Bregenz jako jeho svým způsobem „enkláva“.
Část Rýnského údolí a menší část Walgau jsou také součástí tzv. Zemské zelené zóny, jejímž hlavním účelem je zabránit rozrůstání měst a ponechat prostor pro územní plánování budoucím generacím.

### Řeky a vodstvo

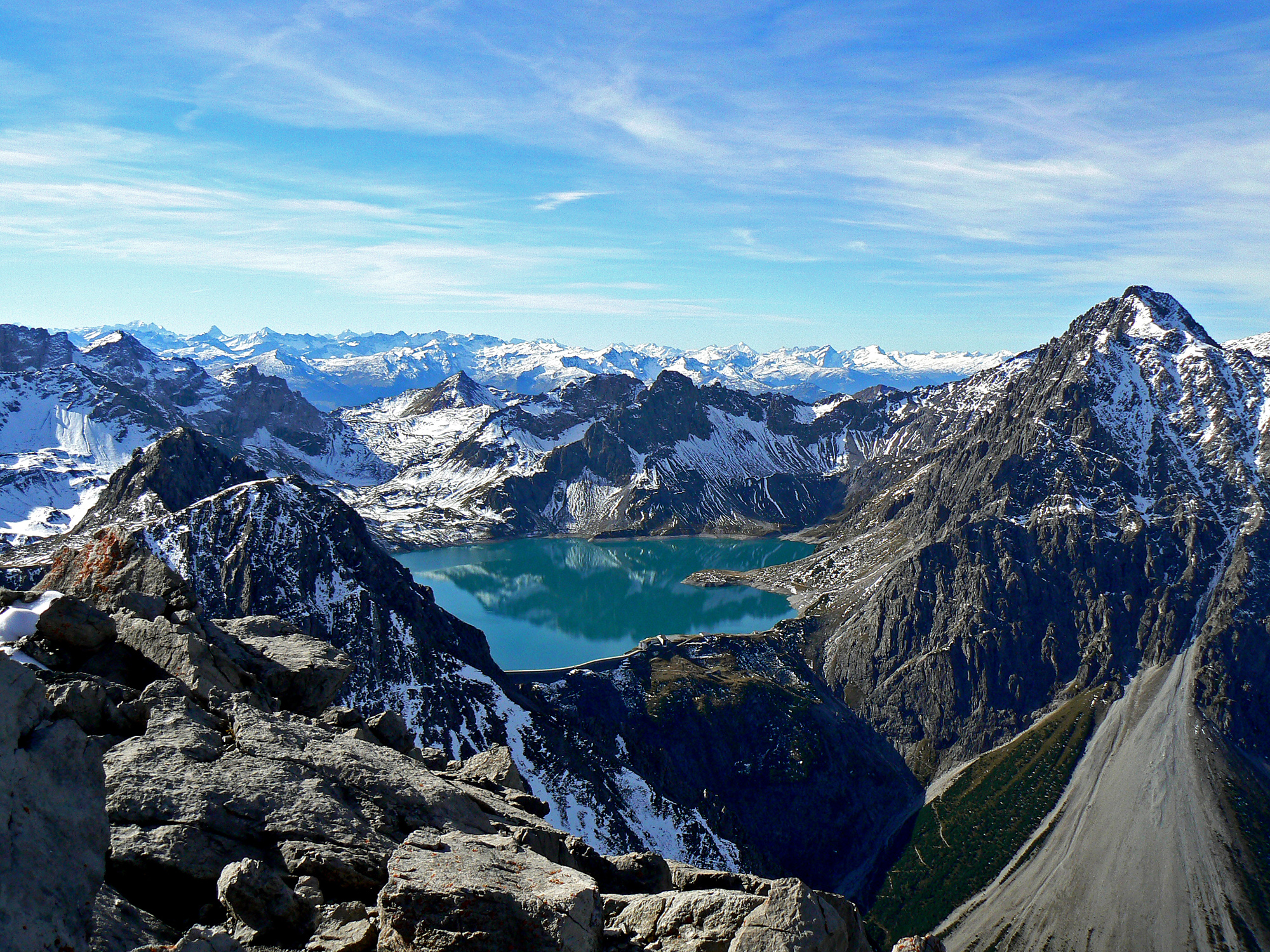
Jezero Lünersee

Hlavní řekou ve Vorarlbersku je Alpský Rýn, který tvoří celou západní hranici se Švýcarskem. Ill je druhá nejdůležitější řeka a teče přes Montafon a Walgau, než se vlévá do Rýna poblíž Meiningenu. Dalšími důležitými řekami jsou Bregenzer Ach a Dornbirner Ach, protože odvodňují velké části Bregenzského lesa. Jednou z nejkratších řek je se svými 5,8 km Galina. V pohoří Lechquellengebirge pramení řeka Lech, která teče severovýchodním směrem do Tyrolska.
Největším jezerem je Bodamské jezero, podíl Voralberska na celkové délce břehu činí 11 % (28 km). Dalšími významnými jezery jsou Lünersee, přehrada Silvretta, přehrada Kops, Vermuntsee, Spullersee, a Formarinsee; všechny tyto přehrady krom Formarinsee byly upraveny pro výrobu vodní energie. Již předtím, než byla postavena přehrada pro elektrárnu, bylo Lünersee jedním z největších vysokohorských jezer v Alpách. Všechny nádrže jsou spravované energetickou společností illwerke VKW.

### Průsmyky

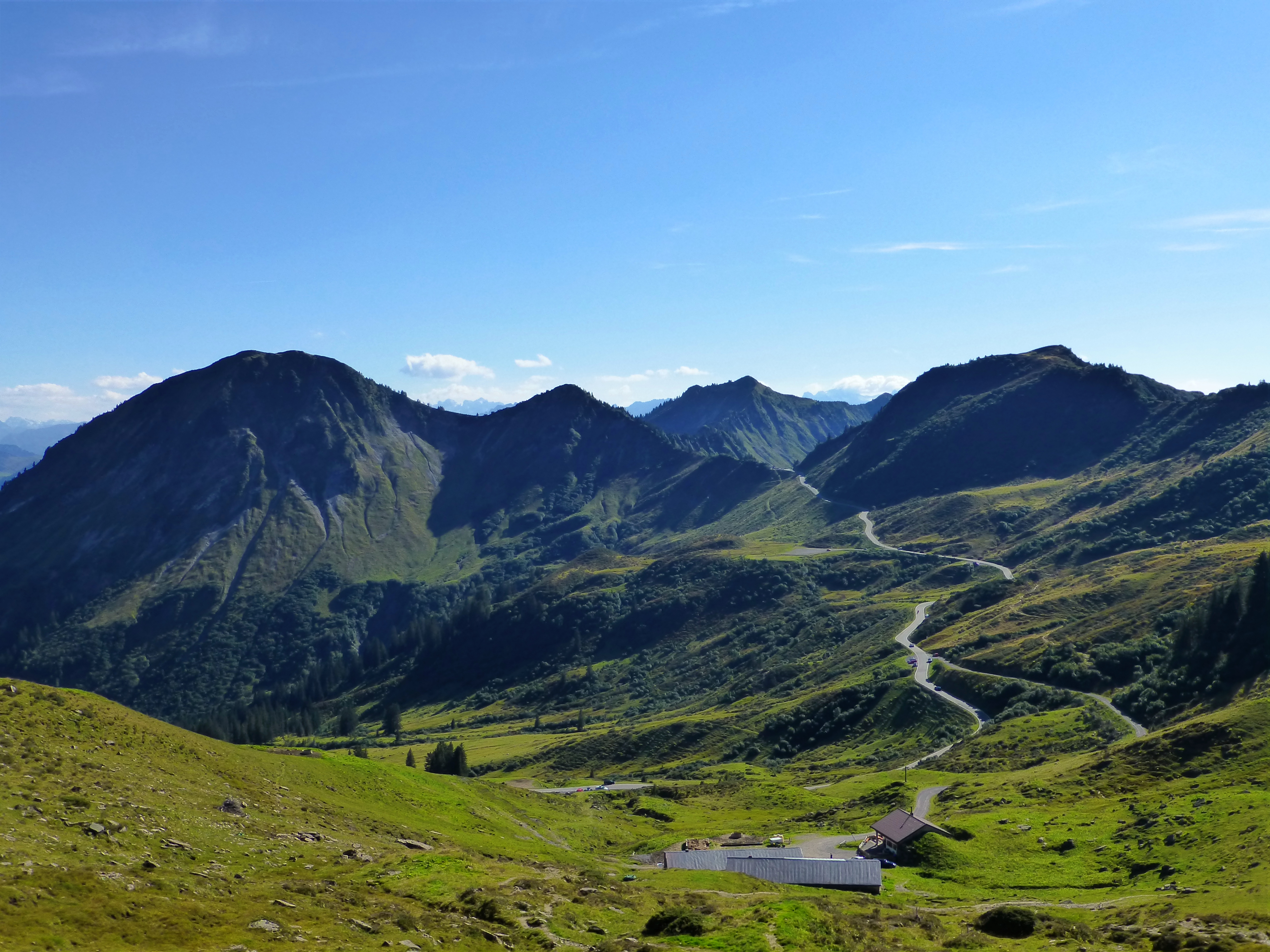
Průsmyk Furkajoch

Na východě je Vorarlbersko spojeno se zbytkem Rakouska třemi průsmyky, které nejsou celoročně průjezdné případně jsou průjezdné jen částečně. Jedná se o Arlberský průsmyk, Hochtannberg (ten ve skutečnosti spojuje údolí Bregenzerachtal s horním Lechtalem) a Bielerhöhe v pohoří Silvretta (mezi Montafonem a údolím Paznaun). Flexenpass vytváří spojení mezi údolími Lechtal, Klostertal a Arlberským průsmykem.
Také ve vorarlberském vnitrozemí se nachází několik průsmyků, které nejsou celoročně průjezdné. Mezi důležité se řadí Furkajoch, který spojuje Rýnské údolí přes Laternsertal s vnitřním Bregenzským lesem (město Damüls). Dva další důležité vnitrozemské průsmyky Bödele (Losenpass, 1140 m n. m.) mezi Dornbirnem respektive Rýnským údolím a Bregenzským lesem a dále Faschinajoch, přes který vede zemská silnice z Bregenzského lesa do údolí Großes Walsertal a dále do Walgau.

### Důležité hory a pohoří

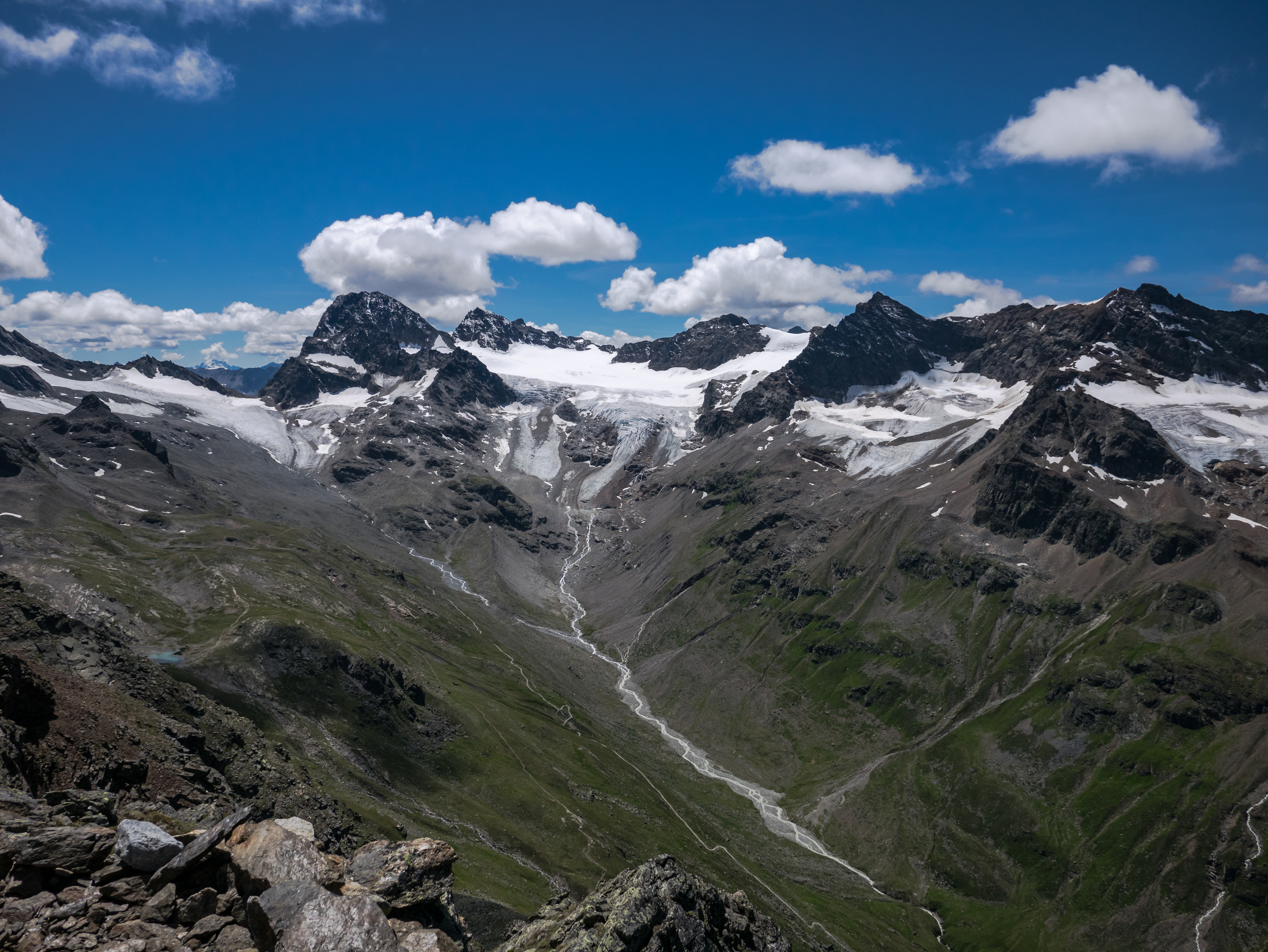
Ledovci obklopený Piz Buin, nejvyšší hora Vorarlberska

Vorarlbersko je díky svým četným alpským pohořím proslulé mnoha lyžařskými oblastmi a středisky. Nejznámějším pohořím je Silvretta na jihovýchodě země. Nachází se zde také největší ledovec Vorarlberska. Dalším důležitým pohořím je Rätikon, který se také nachází na jihu země na hranici se Švýcarskem. Hory prudce klesají směrem k severu. Na hranici s Tyrolskem se nalézá pohoří Verwall a samotný Arlberg. V Bregenzském lese se výška hor postupně zvyšuje směrem na jihovýchod až do výšky 2650 m (Braunarlspitze). Známá místní hora hlavního města, Pfänder (1064 m) na severozápadě země, se tyčí více než 650 metrů nad Bodamským jezerem, ale stále je jednou z nejnižších hor ve spolkové zemi.
Ve Vorarlbersku se nachází nejméně 1000 pojmenovaných hor. Nejvyšší horou je ledovci obklopený Piz Buin s nadmořskou výškou 3312 m. Další známé hory jsou:
- Zimba (Rätikon), 2643 m
- Schesaplana (nejvyšší hora Rätikonu), 2965 m
- Rote Wand (Lechquellengebirge), 2704 m
- Drei Türme (Montafon), 2830 m
- Drei Schwestern (blízko měst Frastanz/Feldkirch), 2048 m
- Diedamskopf a Kanisfluh v Bregenzském lese, 2090 m
- Große Widderstein (nejvyšší hora v údolí Kleinwalsertal), 2533 m
- Karren v Dornbirnu, 971 m
- Pfänder v Bregenzu, 1062 m

### Příroda
Vorarlbersko je do značné míry hornatá země. Asi 37 % (97 000 hektarů) jeho povrchu tvoří lesy. Existuje zde tak řada chráněných oblastí s různými charakteristikami. Takové oblasti obvykle slouží k zachování a zabezpečení krásy, jedinečnosti a rozmanitosti přírodní a kulturní krajiny. Požadavky a předpisy na zřizování chráněných oblastí jsou odpovídajícím způsobem vysoké. Chráněná oblast může být charakterizována svou originalitou a může poskytovat útočiště živočišným a rostlinným druhům, které stojí za to chránit, případně se v ní mohou vyskytovat také vzácné minerály či fosilie. „Zvláštní scénická krása“ nebo možnosti rekreace pro obyvatelstvo mohou být také důležitými kritérii. (Tradiční) zemědělství a lesnictví, například rozsáhlé obhospodařování luk jako pastvin či zdroje podestýlky, je předpokladem pro udělení zvláštní ochrany v některých chráněných oblastech.
O těchto územích rozhoduje dle vyhlášek vlády Vorarlberska a v závislosti na účelu a obsahu ochrany jsou označeny jako přírodní rezervace, evropská přírodní rezervace, chráněná krajinná oblast, chráněná část krajiny, klidová zóna, přírodní park nebo biosférický park.

#### Chráněná území existující ve Vorarlbersku

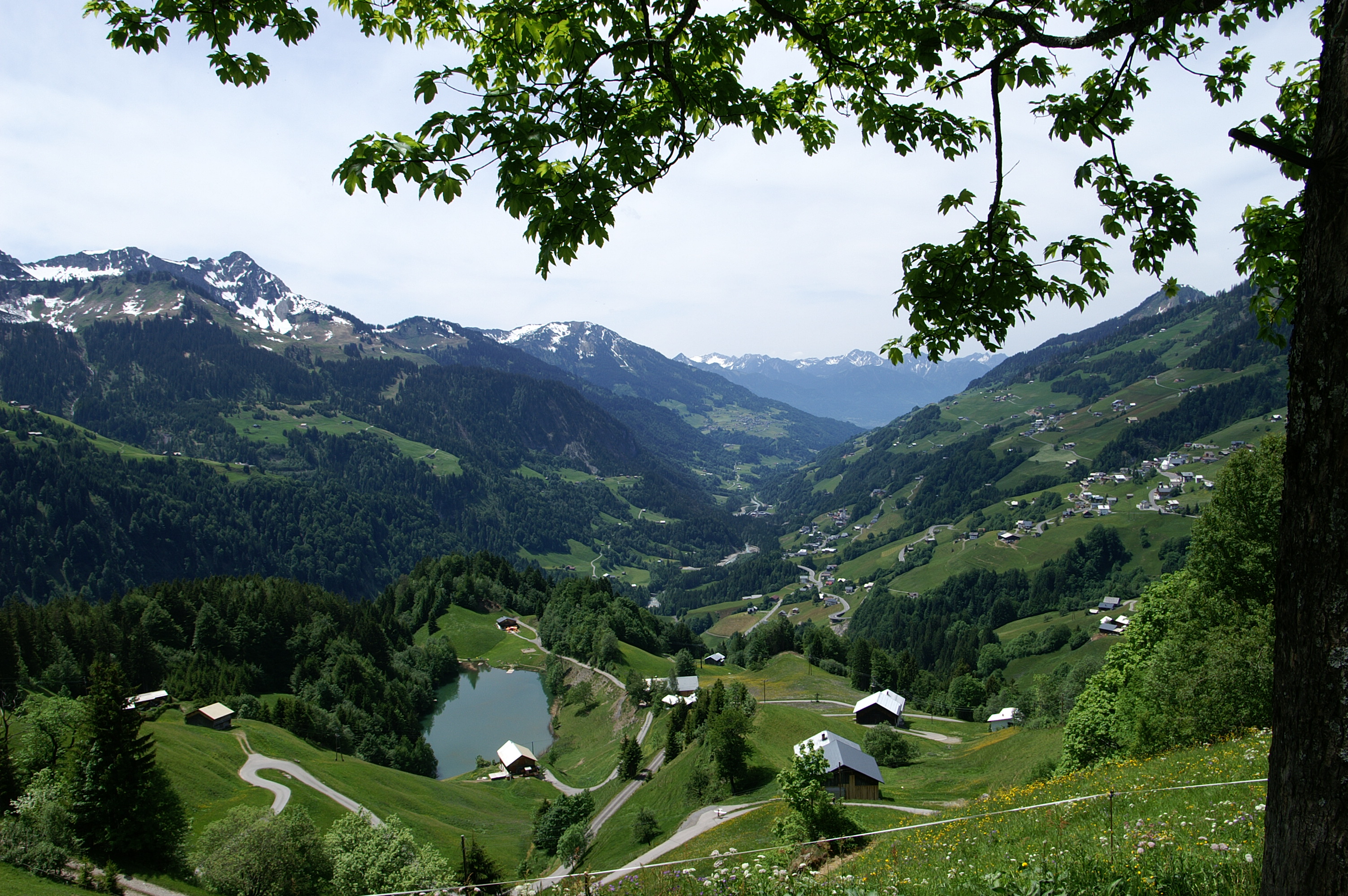
Biosférický park UNESCO Großes Walsertal

- 39 evropských přírodních rezervací o celkové rozloze 24 132 hektarů (přibližně 9,3 % rozlohy)
- 25 přírodních rezervací o celkové rozloze 14 256 ha (cca 5,5 % rozlohy)
- 9 chráněných krajinných oblastí o celkové rozloze 4 388 ha (cca 1,69 % rozlohy)
- 3 chráněné krajinné oblasti o celkové rozloze 584 ha (cca 0,3 % rozlohy)
- 3 oblasti ochrany rostlin o celkové rozloze 4300 ha (přibližně 1,6 % rozlohy)
- Biosférický park UNESCO Großes Walsertal o celkové rozloze 19 231 ha. Na území parku trvale žije 3400 obyvatel, a nachází se zde přibližně 180 farem (40 % z nich je ekologických). Biosférický park není zcela uzavřenou přírodní rezervací, a lze jej prozkoumat na mnoha turistických a cyklistických stezkách. Návštěvnické centrum „Biosphärenpark Haus“ bylo vybudováno jako vzdělávací zařízení a je zde možné domluvit prohlídky se správci parku.[11][12]
- Přírodní park Nagelfluhkette o celkové rozloze 15 410 ha. Tento park je velkou chráněnou rezervací mezi Allgäu a Bregenzským lesem. Také tento park má vzdělávací zázemí a strážci a správci parku jsou k dispozici pro prohlídky či workshopy. V informačním centru „AlpSeeHaus“ jsou návštěvníkům uceleně představeny všechny aspekty přírodního parku.[13]

#### Přírodní krásy a zajímavosti ve Vorarlbersku

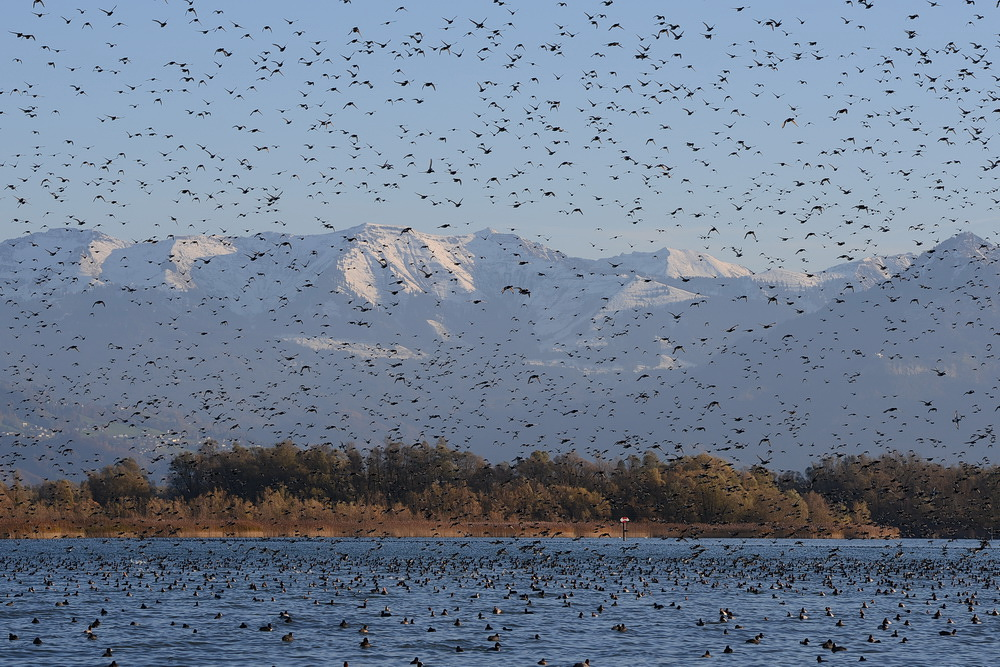
Ptačí hejna v deltě Rýna

Jezera Lünersee (v roce 2019), Körbersee (v roce 2017) a Formarinsee (v roce 2015) byla televizním publikem a odbornou porotou v rámci televizního programu „9 míst, 9 pokladů“ vysílací společnosti ORS zvoleny za „nejkrásnější místa v Rakousku“.
Zimba je jednou z nejznámějších horolezeckých hor ve Vorarlbersku s výškou 2643 m nad mořem. Jelikož tvar hory ze všech stran připomíná roh (německy Horn), říká se jí také Vorarlberský Matterhorn. Přístupy k horolezeckým trasám nejsou příliš obtížné, ale samotné trasy by neměly být podceňovány.
Přírodní rezervace Delta Rýna je největší mokřadní oblastí na Bodamském jezeře a je jednou z nejdůležitějších oblastí chovu a odpočinku ptáků.
Vřesoviště poblíž Krumbachu patří k chráněným oblastem díky jich zvláštní biologické rozmanitosti a protipovodňové funkci. Jsou přístupné pro (turistické) vzdělávací účely s vyznačenou turistickou stezkou a lze je navštívit také s průvodcem. Instalované informační tabule vysvětlují geologii a historii rašelinišť.
Jednou z nejpozoruhodnějších přírodních zajímavostí ve Vorarlbersku je Ebnitské údolí se soutěskami Rappenloch, Alploch a Schaufel, vodní nádrží Staufensee, soutěskou Kirchle a divokou řekou Gunzenach / Kobelach. Soutěsky jsou přístupné z Dornbirnu a lze jimi projít od dubna do října, mimo tuto dobu je prostor turistům uzavřen z důvodu padajícího kamení.

### Politická geografie

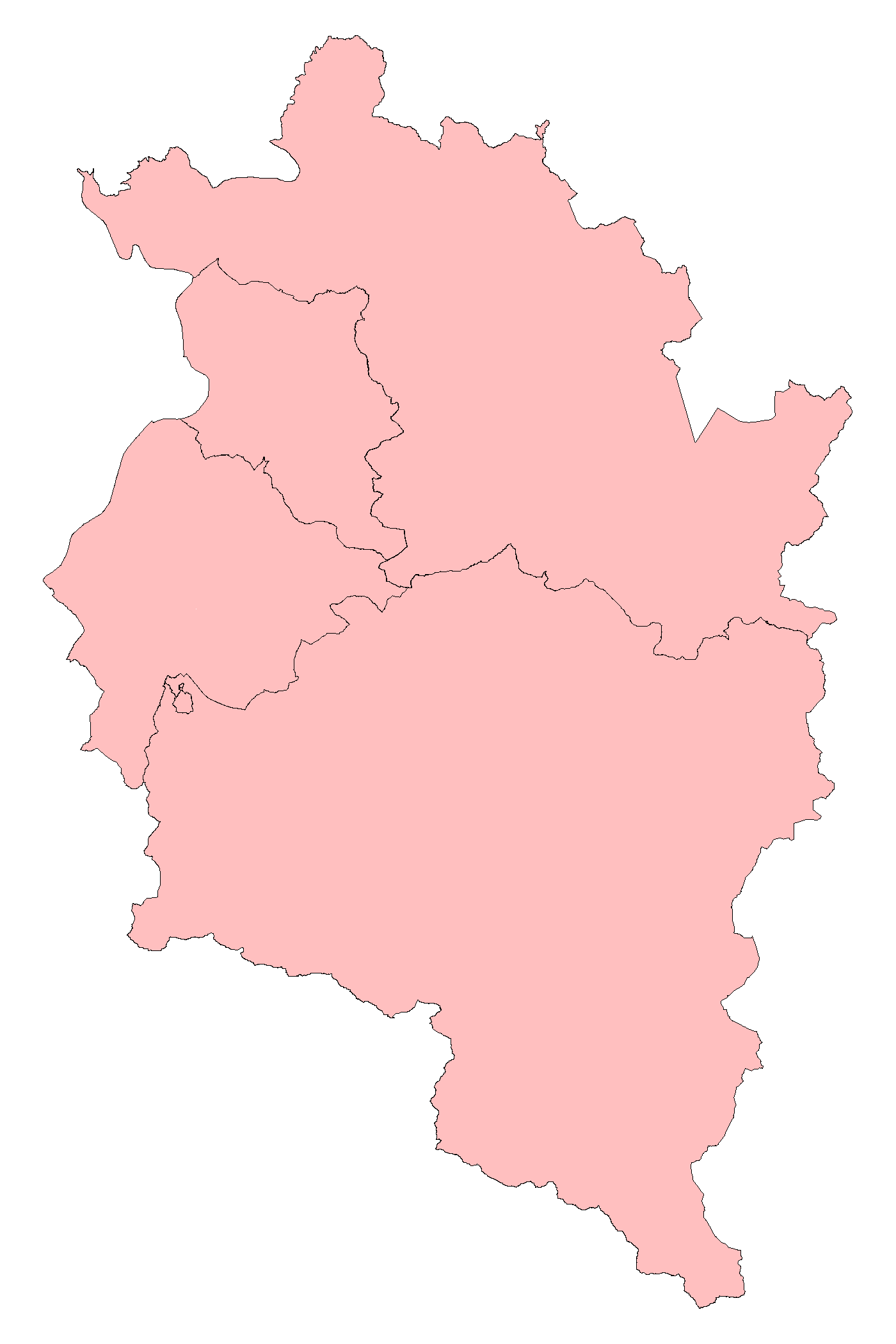
Okresy ve Vorarlbersku. Po směru hodinových ručiček od severu: Bregenz, Bludenz, Feldkirch a Dornbirn

Spolková země je rozdělena do čtyř správních okresů různých velikostí. Každý z nich nese název svého hlavního města. Tyto okresy jsou (v sestupném pořadí, dle rozlohy): Bludenz, Bregenz, Feldkirch a Dornbirn.
Kromě těchto správních okresů existuje pět soudních okresů, kterými jsou Bezau, Bludenz, Bregenz, Dornbirn a Feldkirch. Obecně platí, že každý z okresních soudů má na starosti celý správní okres stejného jména. Okresní soud v Bezau, který se obstarává téměř celý Bregenzský les a údolí Kleinwalsertal, zmenšuje obstarávanou oblast okresního soudu v Bregenzu.
| Správní okresy | Správní okresy  | Správní okresy                       | Správní okresy                          | Správní okresy                 |
| RZ             | Okres           | Počet obyvatel (Stav: 1. leden 2020) | Rozloha (km²) (Stav: 31. prosinec 2019) | Hustota zalidnění (Obyv./ km²) |
| -------------- | --------------- | ------------------------------------ | --------------------------------------- | ------------------------------ |
| BZ             | Okres Bludenz   | 64.107                               | 1.287,64                                | 50                             |
| B              | Okres Bregenz   | 134.987                              | 863,36                                  | 156                            |
| DO             | Okres Dornbirn  | 89.912                               | 172,36                                  | 522                            |
| FK             | Okres Feldkirch | 108.133                              | 278,31                                  | 389                            |
| V              | Vorarlbersko    | 397.139                              | 2.601,67                                | 153                            |

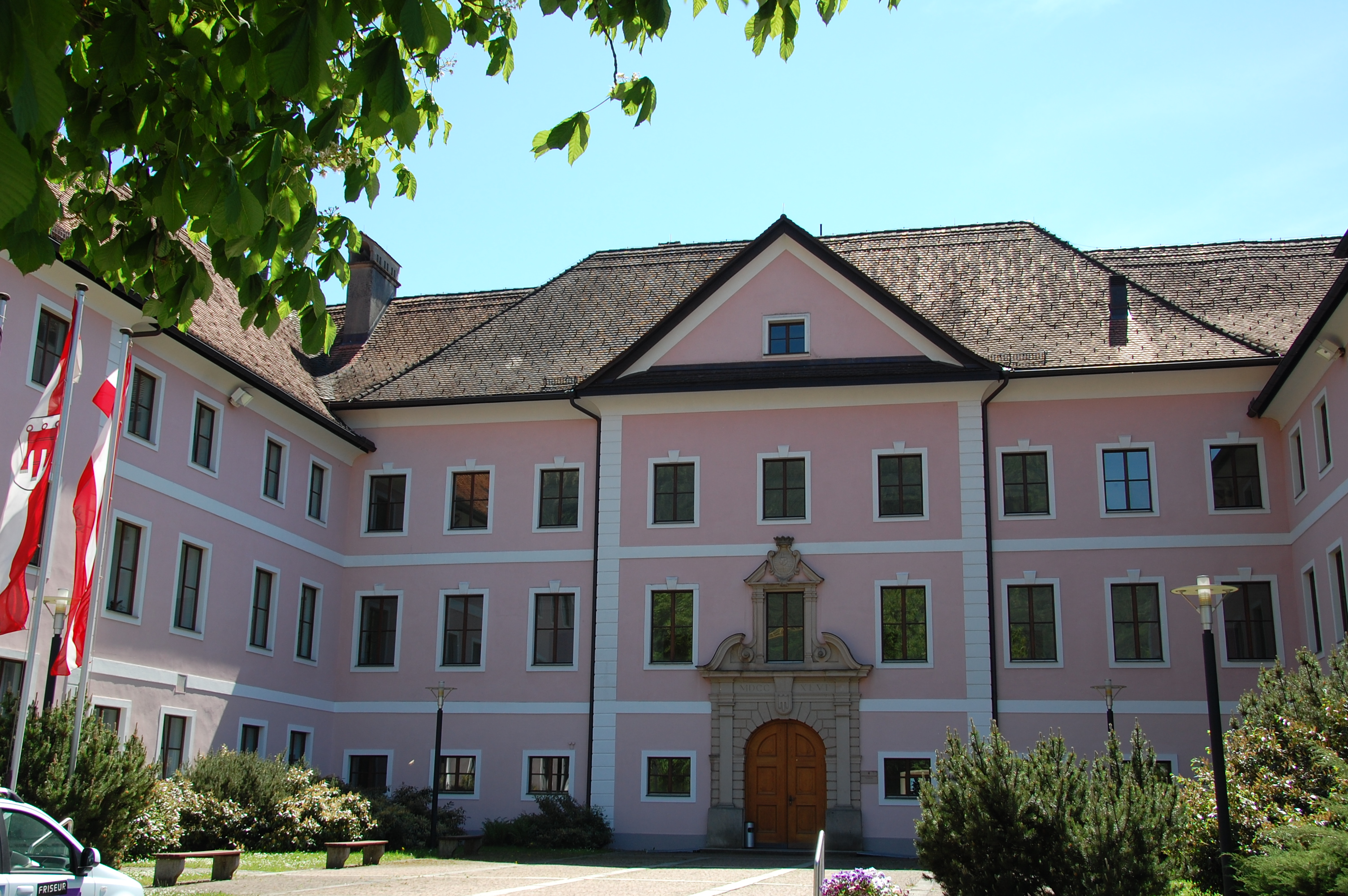
Nejrozlehlejší okres Bludenz má své okresní hejtmanství v tamním zámku Gayenhofen

Vorarlbersko je rozděleno do 96 nezávislých obcí, které se rozkládají na 107 katastrálních územích. Pět obcí ve Vorarlbersku má městská práva (Bludenz, Bregenz, Dornbirn, Feldkirch a Hohenems), dalších dvanáct se označuje jako městys. Ačkoli města Bregenz, Dornbirn a Feldkirch mají požadovanou velikost, ani jedno z nich není městem statutárním.
Sídlem nejvyšších zemských orgánů, Vorarlberského zemského sněmu a zemské vlády je hlavní zemské město Bregenz. Podle zemské ústavy může zemský hejtman po dobu mimořádných okolností nařídit jejich přemístění na jiné místo ve spolkové zemi.

## Historie

### Nejstarší dějiny

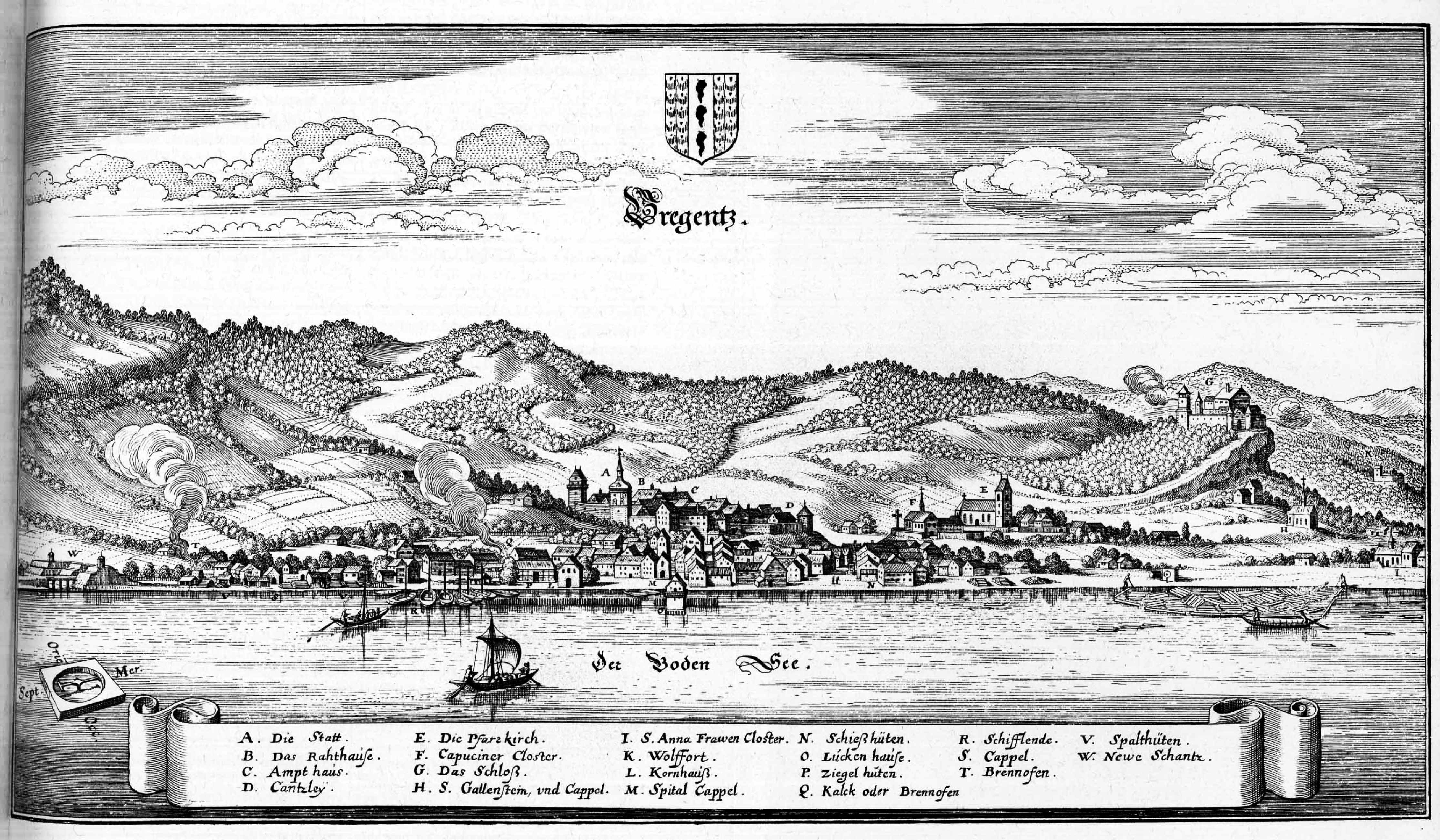
Bregenz, měděná rytina (kolem roku 1650)

První známky osídlení v oblasti dnešního Bregenzu lze datovat do roku 1500 př. n. l. Vorarlbersko bylo přinejmenším od roku 500 př. n. l. osídleno keltskými kmeny Rétů ve výše položných oblastech a Vindeliky v oblasti nížin, tj. v oblasti Bodamského jezera a Rýnského údolí. Jedním z podkmenů Vindeliků, zmiňovaný historikem Strabónem, byli takzvaní Brigantiové, kteří vybudovali osadu známou jako Brigantium v oblasti dnešního města Bregenz. V roce 15 př. n. l. byla tato oblast dobyta Římany, a stala se součástí římské provincie Raetie. Římané z Brigantia učinili důležitou vojenskou základnu a přístav na Bodamském jezeře.
Nájezdy Alamanů začaly kolem roku 260, přičemž natrvalo se zde usazovali přibližně od roku 450. S Alamany připadla oblast Franské říši, v a od roku 843 byla součástí říše Východofranské. Oblast následně spadala pod vliv Bavorského vévodství a zažila několik migračních vln z Bavorska a Lombardie. Jako dědicové Udalrichingerů, hrabat z Bregenzu a dalších karolínských hrabat v oblasti Bodamského jezera, získala kolem roku 1200 vládu v oblasti Bludenzu, Bregenzu a Feldkirchu hrabata z Montfortu.
Ve 14. století proběhla Walserovská imigrace z Horních Valais a Graubünden (Švýcarsko), jelikož ve 13. století se alemanská populace v Horním Valais rozrostla natolik, že bylo nutné aby část obyvatelstva hledala obživu jinde. Expanze dále na západ však nebyla možná kvůli silným Románům (Savojské vévodství), a tak se přesunuli přes východní a jižní horské průsmyky do sousedních vysokých údolí Vorarlberska a Tyrolska.
V období vrcholného středověku byla tato německojazyčná oblast charakteristická množstvím napůl autonomních biskupství, knížectví a hrabství (přičemž tato situace přetrvávala víceméně až do začátku První světové války). Od 14. století připadala jednotlivá panství Habsburkům, kteří se snažili sloučit svá území v dnešním Švýcarsku a Rakousku. Získávání a slučování panství probíhalo v následujícím pořadí:
- 1363 panství Neuburg am Rhein
- 1375 hrabství Feldkirch
- 1394 panství Bludenz a Montafon
- 1397 panství Jagdberg
- 1451 polovina hrabství Bregenz
- 1453 soudy Tannberg a Mittelberg
- 1474 hrabství Sonnenberg (Stolníci z Waldburgu)
- 1523 druhá polovina hrabství Bregenz

Četná panství v jihozápadním Německu (Freiburg im Breisgau) a dnešním Švýcarsku (Fricktal v pozdějším kantonu Aargau) byla také ve vlastnictví Habsburků, a spolu s Vorarlberskem tvořila tzv. Přední Rakousy. Až do 17. století stál v čele správy habsburských území ve Vorarlbersku zemský rychtář.

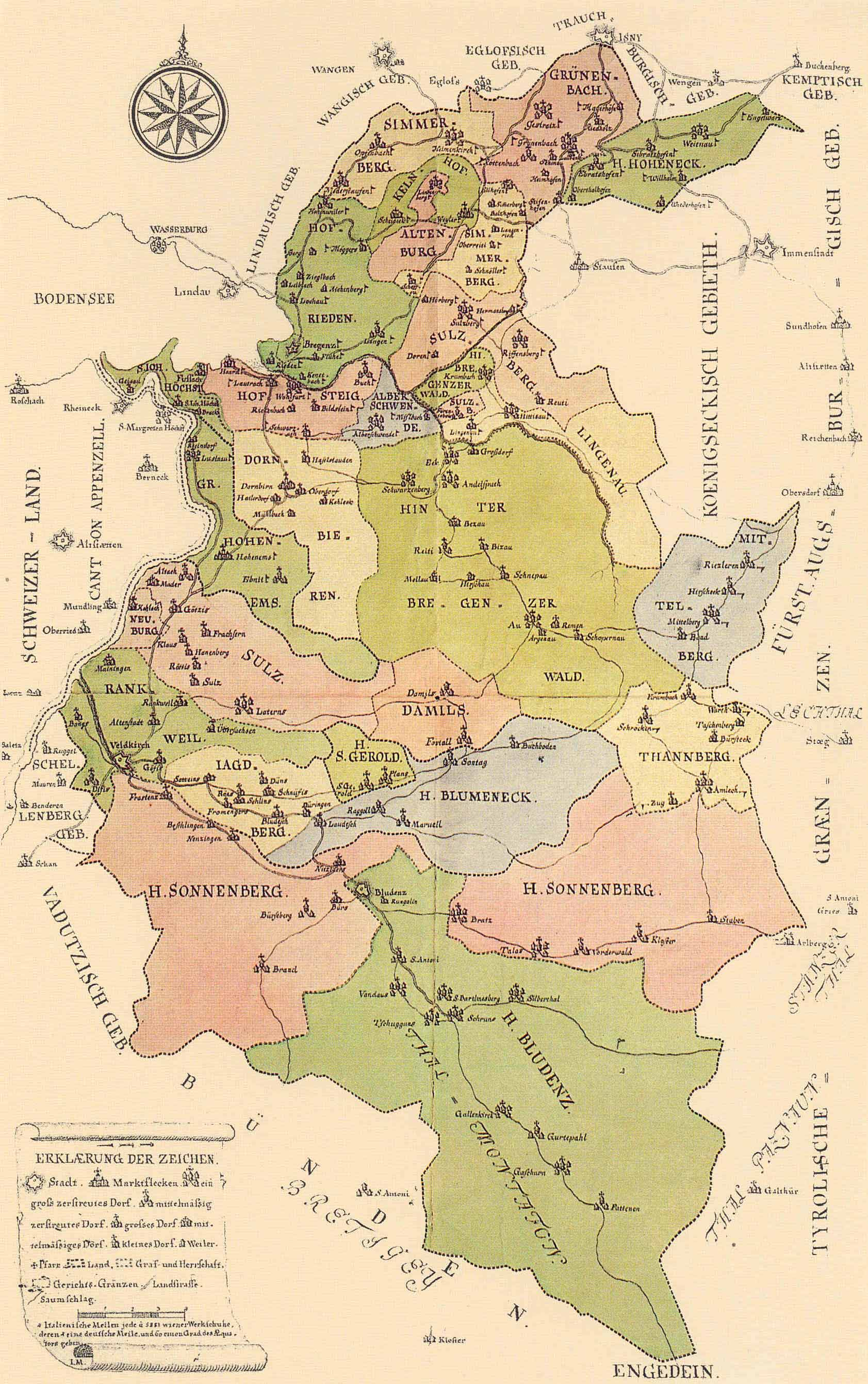
Vorarlberská panství roku 1783

Roku 1765, po vymření hrabského domu po mužské linii, připadlo Habsburkům také hrabství Hohenems. Roku 1782 připojil císař Josef II. Vorarlbersko k Tyrolsku. Se zřízením tyrolského okresního úřadu Vorarlbersko v roce 1786, instituce spravující panství Bregenz a Hohenems, se poprvé objevuje moderní název země – Vorarlberg neboli Vorarlbersko 23. června 1804 získali Habsburkové panství Blumenegg a Sankt Gerold, dříve vlastněněná kláštery Weingarten a Einsiedeln, a nakonec v roce 1814 bývalý císařský dvůr Lustenau.
V napoleonském období mezi lety 1806 a 1814 byla oblast Vorarlberska připojena k Bavorsku. V té době zde propuklo několik prorakouských povstání. Poté se, s výjimkou západního Allgäu, časti panství Bregenz a Hohenegg vrátily zpět Rakousku. Tím získalo Vorarlbersko svou současnou územní podobu, nadále však bylo spravováno z tyrolského Innsbrucku.

### Moderní dějiny

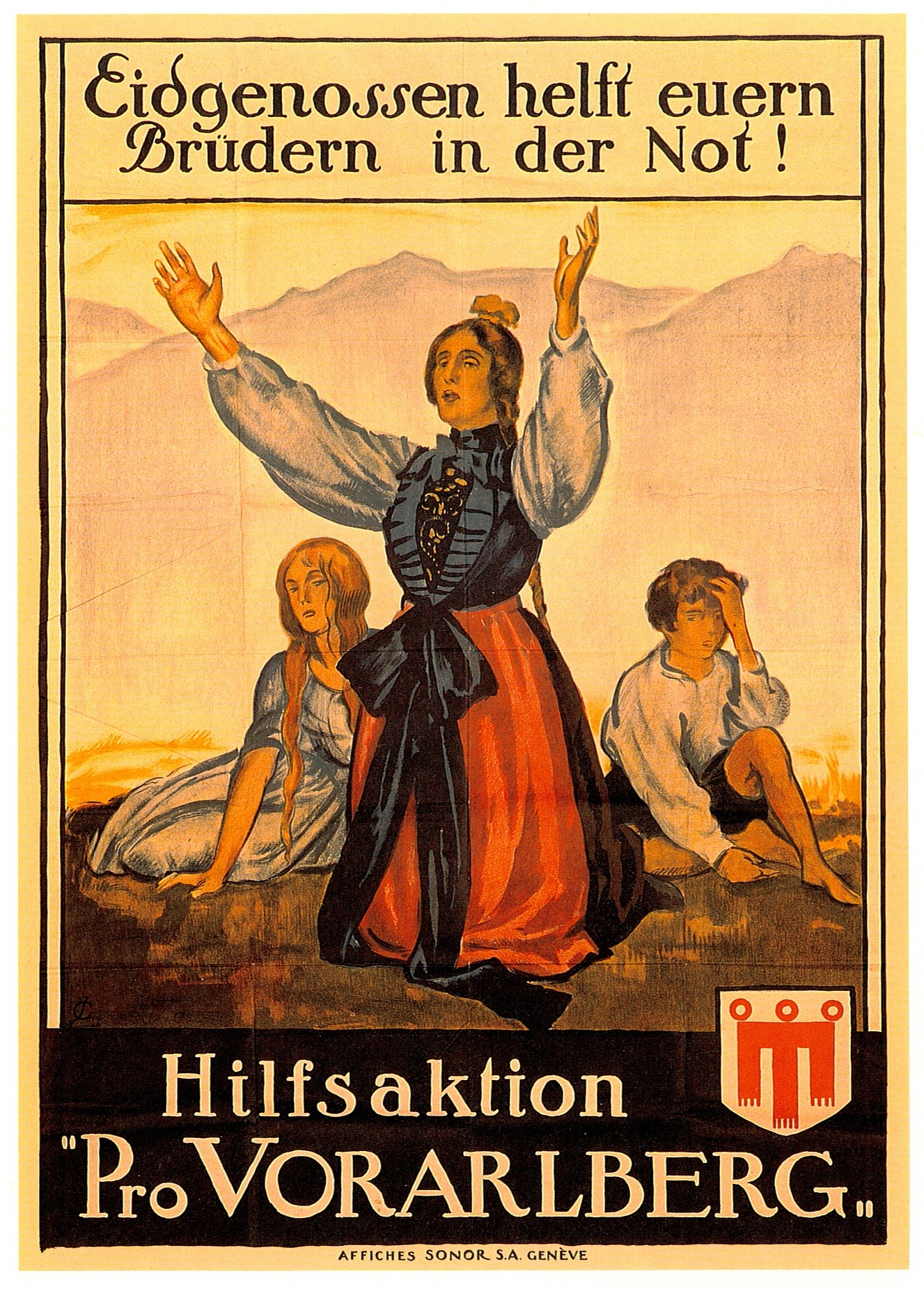
Švýcarský plakát hnutí Pro Vorarlberg, propagující přistoupení Vorarlberska (1919)

V revolučních letech 1848–1849 usilovali obyvatelé Vorarlberska o autonomii ve formě samostatné korunní země Rakouska, k tomu však nakonec došlo až 26. února 1861. Stejně jako všechny korunní země získalo Vorarlbersko vlastní zemský sněm jehož zemský výbor sloužil jako výkonný orgán, ale pokud jde o státní správu, zůstala země v kompetenci c.k. místodržitelství v Innsbrucku, které zastupovalo císaře jakožto zemského panovníka a c.k. vládu ve Vídni. Dodnes existují zbytky tohoto správního sjednocení s Tyrolskem, např. v soudnictví (vyšší zemský soud v Innsbrucku) nebo v organizaci komor (architekti, notáři).
Po rozpadu habsburské monarchie v roce 1918 Vorarlbersko oddělilo svou správu od tyrolské. Referendum z 15. května 1919, které prosazovalo jednání se Švýcarskem o přistoupení Vorarlberska ke Švýcarské konfederaci, získalo přes 80 % hlasů, ale selhalo kvůli váhavé politice (prozatímního) vorarlberského zemského shromáždění a švýcarské spolkové rady, která nechtěla narušit pečlivě udržovanou rovnováhu mezi jazyky a denominacemi ve Švýcarsku prostřednictvím dalšího kantonu s německy mluvícími katolíky. Ponižující označení Vorarlberska jako kantonu navíc naopak pochází od oponentů projektu, kteří byli pro připojení k Německu jako součást navrhované spolkové země Velké Švábsko, jehož území mělo být tvořeno Vorarlberskem, bavorským vládním obvodem Švábsko a územím Bádenska a Württemberska Případné připojení Vorarlberska ke Švýcarsku naráželo také na silný odpor Vídně, států Dohody, švýcarských liberálů a bylo v přímém rozporu s mírovými smlouvami ze Saint Germain a Versailles. Také Itálie byla proti, a požadovala, aby se Švýcarsko vzdalo Ticina, pokud by došlo ke změnám na jeho východní hranici. Vorarlbersko se tak i přes všechny separatistické pokusy stalo jednou z devíti spolkových zemí nově vzniklé republiky ale snahy některých uskupení o připojení k Německu nebo Švýcarsku přetrvávaly další desetiletí. Vorarlbersko je nyní samostatnou spolkovou zemí s vlastní spolkovou vládou a ústavou,ale je také jedinou rakouskou spolkovou zemí, která se ve své ústavě označuje jako samostatný stát.
Během tzv. anšlusu Rakouska 12. března 1938 bylo Vorarlbersko a s ním i celé Rakousko de facto připojeno k Německé říší, a to vše za hlasitého jásotu místních národních socialistů. Krátce poté, co se nacisté dostali k moci, se Vorarlbersko stalo se Zemským hejtmanstvím a bylo násilně sloučeno s Tyrolskem, čímž vznikla říšská župa Tyrolsko-Vorarlbersko. Dne 15. října 1938 nacisté oddělili od Vorarlberska obec Mittelberg, kterou připojili k Bavorsku. V roce 1938 žilo ve Vorarlbersku pouze velmi málo Židů. Židovská komunita v Hohenemsu, která zde existovala od 17. století, byla násilně rozprášena, a její členové byli deportováni do koncentračních a vyhlazovacích táborů. Také ve Vorarlbersku, které bylo téměř úplně ušetřeno válečných útrap, si nacistická tyranie a druhá světová válka vyžádaly lidské životy, včetně lidí zabitých z rasistických nebo politických důvodů a těch, kteří zemřeli na frontách. Krátce před koncem války na jaře 1945 místní vojáci SS stříleli na civilisty, kteří z oken pověsili bílé vlajky, když se blížily francouzské jednotky.
Po válce patřilo Vorarlbersko, jemuž byla navrácena obec Mittelberg, od roku 1945 do roku 1955 k francouzské okupační zóně spolu se spolkovou zemí Tyrolsko (kromě Východního Tyrolska, spravovaného Brity). Dne 15. května 1955 byla podepsána Rakouská státní smlouva, vedoucí k odchodu okupačních jednotek z Rakouska, a Vorarlbersko se stalo součástí plně suvereního Rakouska.
V roce 1964 se Vorarlbersko dostalo na titulní stránky novin, poté, co pokus spolkového ministerstva dopravy pojmenovat novou loď jménem bývalého spolkového prezidenta Karla Rennera považovala velká část obyvatel Vorarlberska za provokaci.[ujasnit] Vyvolané vášně, živené rovněž vorarlberskými médii, vyústily v násilné protesty v loděnici ve Fußachu u příležitosti křtu lodi 21. listopadu 1964. Rozzuřený dav nakonec dosáhl toho, že loď byla pokřtěna jako "Vorarlberg". Události ve Fußachu se od té doby staly symbolem odporu proti centralistickým snahám rakouské spolkové politiky a v diskusích o federalismu se na ně dodnes odkazuje.
V letech 1999 a 2005 zpustošily silné povodně části Vorarlberska a způsobily velké škody.

## Obyvatelstvo
Vývoj počtu obyvatel

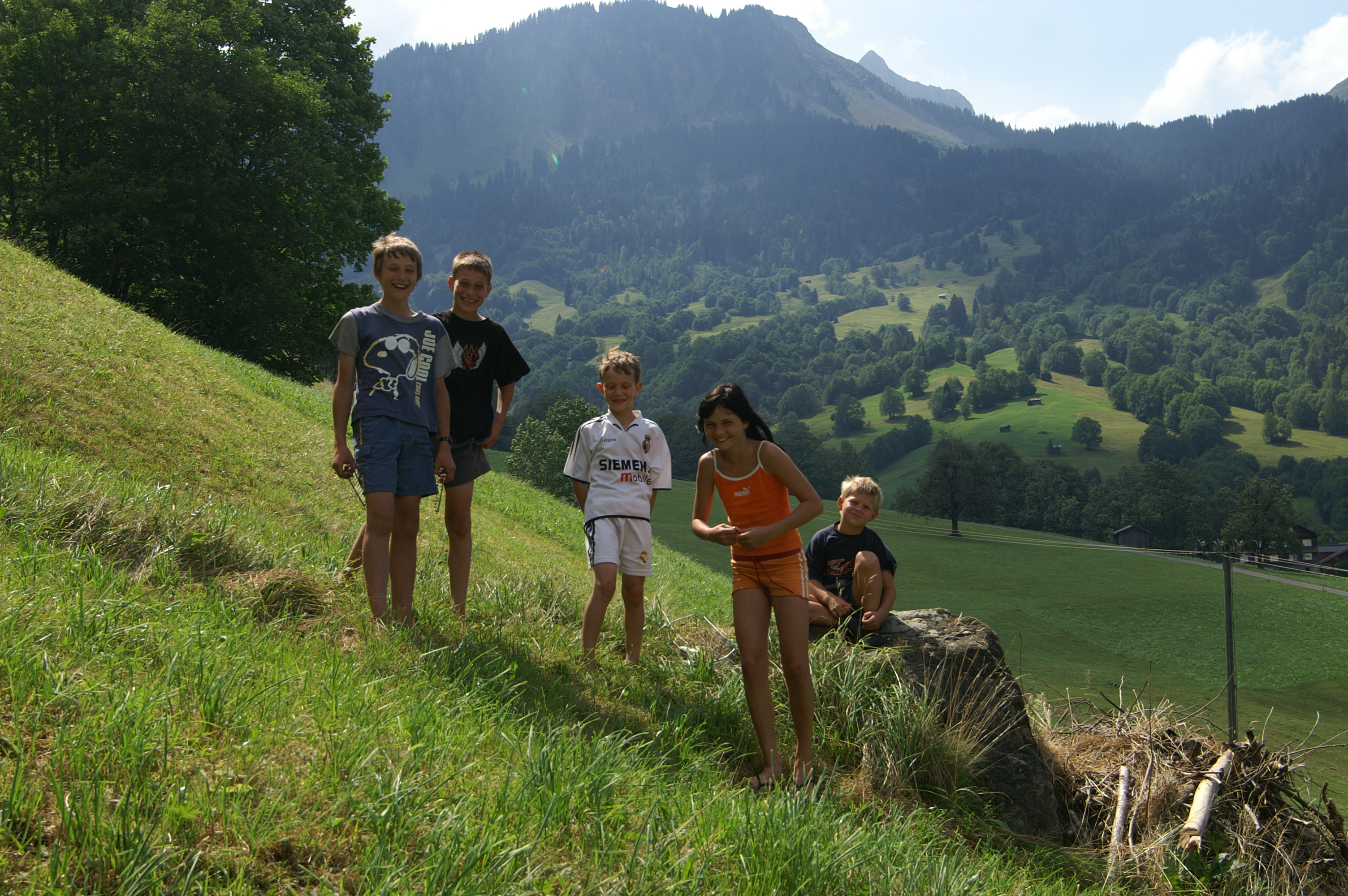
Děti na louce u vesnice Au v Bregenzském lese

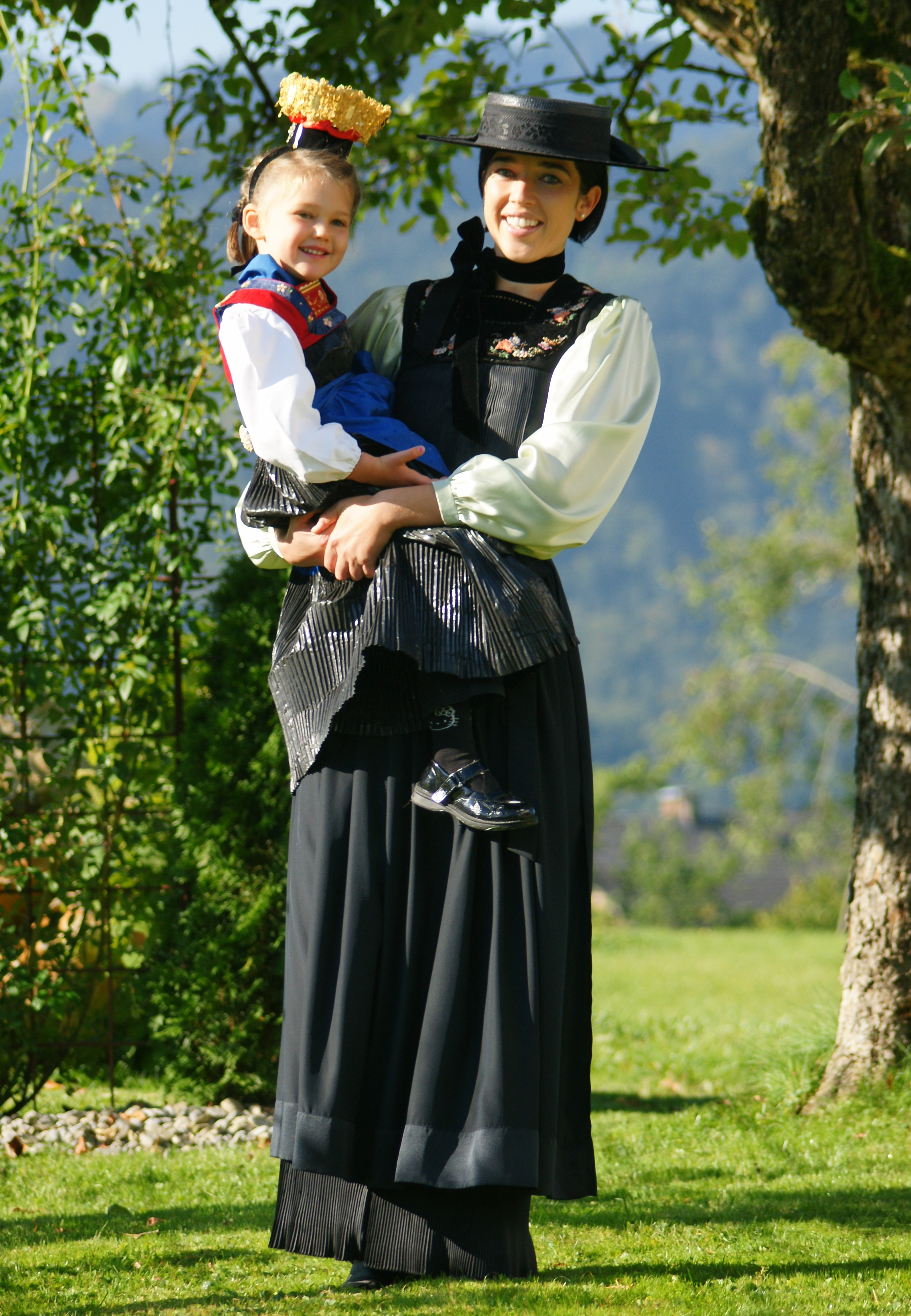
Matka s dcerou v tradičním kroji Juppe v Bregenzském lese

Současná populace Vorarlberska činí 399 924 lidí (k 31. prosinci 2020). Se svými 153 obyvateli na kilometr čtvereční je Vorarlbersko po Vídni druhou nejhustěji osídlenou spolkovou zemí v Rakousku. Metropolitní oblast mezi Feldkirchem a Hörbranzem je jedna z nejlidnatějších oblastí v Evropě. Díky rané industrializaci v porovnání se zbytkem Rakouska se Vorarlbersko stalo již v 19. století tradiční imigrační zemí. Rozlohou malá země tak má vedle Vídně nejvyšší podíl přistěhovalců. V roce 2015 tvořili přistěhovalci přibližně 16 % z celkové populace. Největší skupinou imigrantů jsou obyvatelé německého původu, těsně následovaní přistěhovalci z Turecka. Třetí největší skupinu tvoří s velkým odstupem lidé ze států bývalé Jugoslávie.
Vorarlbersko bylo do poloviny 19. století stále relativně řídce osídlené, a to i přes několik walserovských migračních vln (viz Nejstarší dějiny). Regulace Rýna, výstavba železnice a s tím spojený rozmach průmyslu podpořil imigraci Italů z Trenta, kteří do země přišli jako dělníci. Četná italská příjmení, jako jsou Collini a Girardelli, jsou důkazem této imigrační vlny.
První velká imigrační vlna začala v meziválečném období, a sestávala hlavně z lidí z východního Rakouska, zejména Štýrců a Korutanů. Během nacistického období se přistěhovalo velké množství lidí německojazyčných obyvatel Jižního Tyrolska. Za tímto účelem byly v několika větších obcích země postaveny výrazné jihotyrolské osady, které jsou dodnes zachovány a obydleny.
Po druhé světové válce se do země dostalo několik velkých imigračních vln, což vysvětluje velký populační skok mezi lety 1923 a 1951 (navzdory válce) a mezi lety 1961 a 1971. V roce 1966 se například 26,3 procenta vorarlberské populace narodilo mimo zemi. První vlna sestávala hlavně z německých vyhnanců (sudetští Němci a Dolní Štýrci). Druhá velká imigrační vlna přišla díky dobré ekonomické situaci ve Vorarlbersku a sousedním Švýcarsku v 60. a na začátku 70. let, a byla tvořena hostujícími pracovníky, zejména z Turecka a Jugoslávie, jejich uplatnění bylo hlavně v textilním průmyslu.

### Jazyk

Modře vyznačené jsou alemanské dialekty, kterými se mluví také ve Vorarlbersku

Na rozdíl od zbytku Rakouska se ve Vorarlbersku nemluví bavorskými, ale alemanskými dialekty, které jsou příbuzné s alemanskými dialekty v německojazyčných částech Švýcarska, stejně jako s dialekty v Lichtenštejnsku, Bádensku-Württembersku, jihozápadním Bavorsku (vládní obvod Švábsko) a francouzském Alsasku. Zdejší dialekty horní a nejvyšší alemanštiny se souhrnně označují jako Vorarlberština (německy Vorarlbergerisch). Tyto dialekty se dále dělí na jednotlivé sub-dialekty dle regionů, mezi nejvýraznější patří například ty z oblastí Montafonu, Bregenzského lesa či Lustenau. Výrazné lokální odlišnosti však existují i na úrovni jednotlivých měst a vesnic. Severní vorarlberský dialekt (Bregenzský les a hlavní město Bregenz) je nejpříbuznější s allgäuským dialektem; dialekt, kterým se mluví ve Vorarlberském údolí Alpského Rýna, vychází spíše z dialektů švýcarských (kanton St. Gallen) a lichtenštejnských.
Populární označení Vorarlberska jako „Ländle“ (česky Zemička) rovněž nezapře svůj původ v alemanštině. Zejména u zeměpisných označení, ale také u některých předmětů každodenní potřeby je rozšířeno mnoho románských výrazů. Z důvodů silných komunikačních obtíží používají obyvatelé Voralberska standardní horní němčinu při komunikaci s lidmi mimo alemanskou oblast (včetně ostatních obyvatel Rakouska).

### Náboženství
Populace Vorarlberska podle náboženství, 2018
Při sčítání lidu, které provedl úřad Statistik Austria v roce 2001, bylo přibližně 78 % obyvatel Vorarlberska římskými katolíky a přibližně 2,2 % protestanty. V roce 2015 bylo 241 037 obyvatel Vorarlberska římskými katolíky, což odpovídalo asi 64 % populace. Většina protestantských věřících podporovala augsburské vyznání, ale existovala také malá skupina, která podporovala helvétské vyznání. Muslimové tvořili v roce 2001 přibližně 8,4 % populace; díky tomu je islám druhou největší náboženskou komunitou ve Vorarlbersku. Počet muslimských obyvatel se od té doby zvýšil a jejich podíl na populaci činil v roce 2012 11,5 %. Muslimové ve Vorarlbersku patří hlavně mezi turecké a bosenské přistěhovalce a jsou nadprůměrně zastoupeni v okrese Dornbirn, kde různé skupiny muslimských vyznání tvoří více než 10 % populace. Při sčítání lidu ve Vorarlbersku v roce 2001 se 20 945 lidí nepřihlásilo k žádné náboženské komunitě, což odpovídá asi 6 % populace.
Od sčítání lidu v roce 2001 (s výjimkou římskokatolické církve) nebyly shromážděny žádné spolehlivé údaje o náboženské příslušnosti obyvatel Vorarlberska. Systematicky se zaznamenává pouze náboženské vyznání žáků základních škol. Kromě klesajícího podílu katolíků na celkové populaci tato čísla ukazují na významnou změnu v náboženském složení populace Vorarlberska od roku 2001. V roce 2018 patřilo 61,3 % studentů základních škol k římským katolíkům, 1,5 % k protestantům, 4,1 % bylo pravoslavných, 22,5 % muslimů, 2 % se hlásila k jiným náboženským komunitám a 8,4 % bylo bez náboženského vyznání.

## Politika

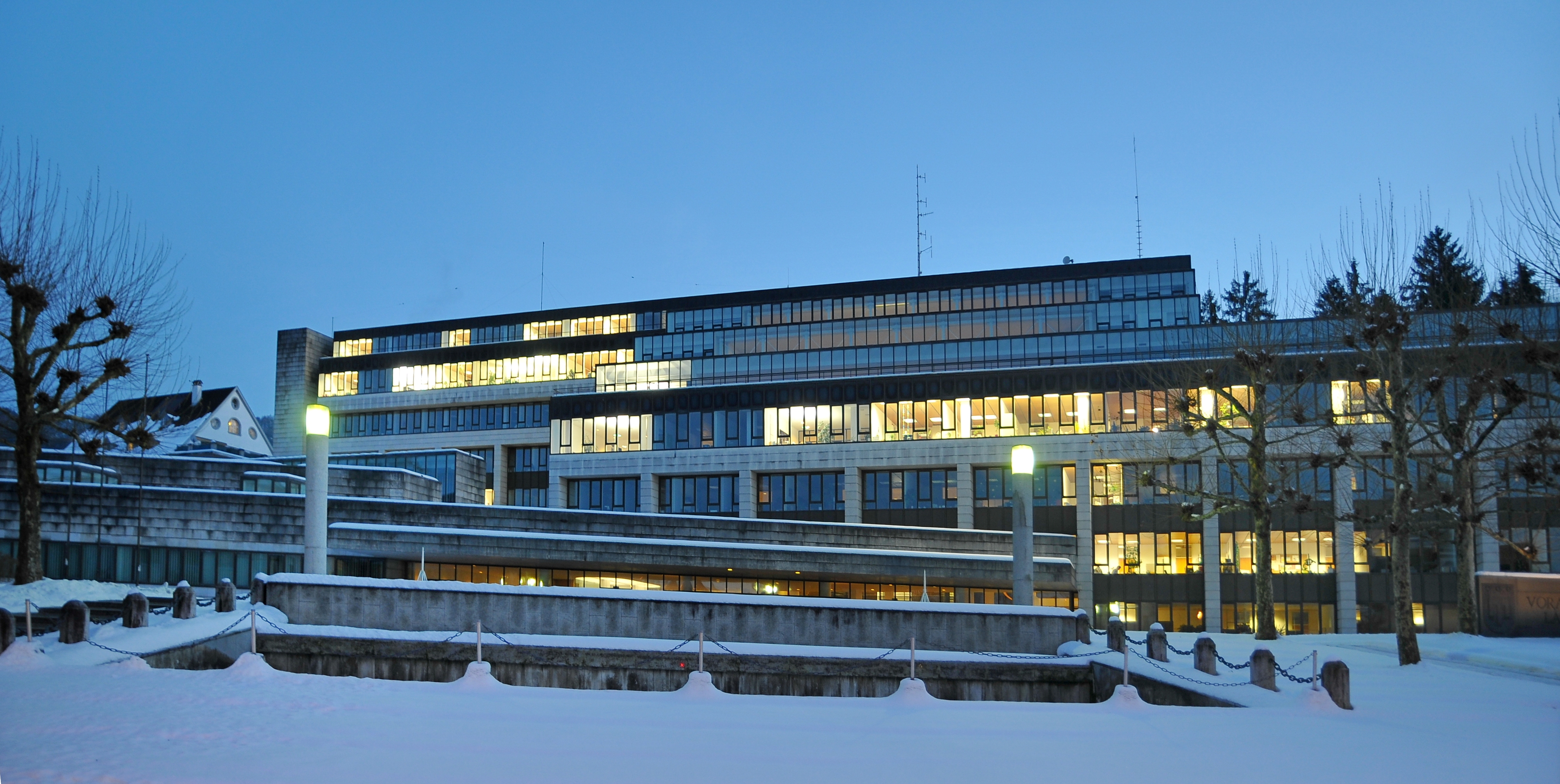
Vorarlberger Landhaus, sídlo zemské vlády a zemského sněmu

Vorarlbersko je podle svojí ústavy definováno jako „nezávislý stát“ a zároveň jako součást spolkového státu. Vzhledem k federální struktuře Rakouské republiky a federalnímu principu spolkové ústavy má Vorarlbersko jako spolková země vlastní výkonné a zákonodárné orgány a díky zemskému správnímu soudu i vlastní soudní orgán. Výkonný a zákonodárný orgán i zemský správní soud mají sídlo v hlavním zemském městě Bregenzu.

### Zemská vláda
Vláda ve Vorarlbersku, jakožto vláda zvolená zemským sněmem, je odpovědná za provádění zemských zákonů a zvláštních spolkových zákonů, které spadají do jurisdikce spolkových zemí. Zemský hejtman je předsedou zemské vlády a zároveň vládnoucím předsedou země. Ve Vorarlbersku není jeho zástupce označován jako „náměstek hejtmana“, stejně jako v ostatních spolkových zemích, ale jako zemský guvernér. Kromě zemského hejtmana a zemského guvernéra patří k vládě také další zemští radní s různými oblastmi odpovědnosti.
Ve třetí zemské vládě Markuse Wallnera (Wallner III), která je ve funkci od roku 2019, jsou pod vedením zemského hejtmana Markuse Wallnera (ÖVP) a zemské guvernérky Barbary Schöbi-Fink (ÖVP) zastoupeny další tři zemští radní ÖVP a dva zemští radní koaličního partnera Zelených.

### Zemský sněm

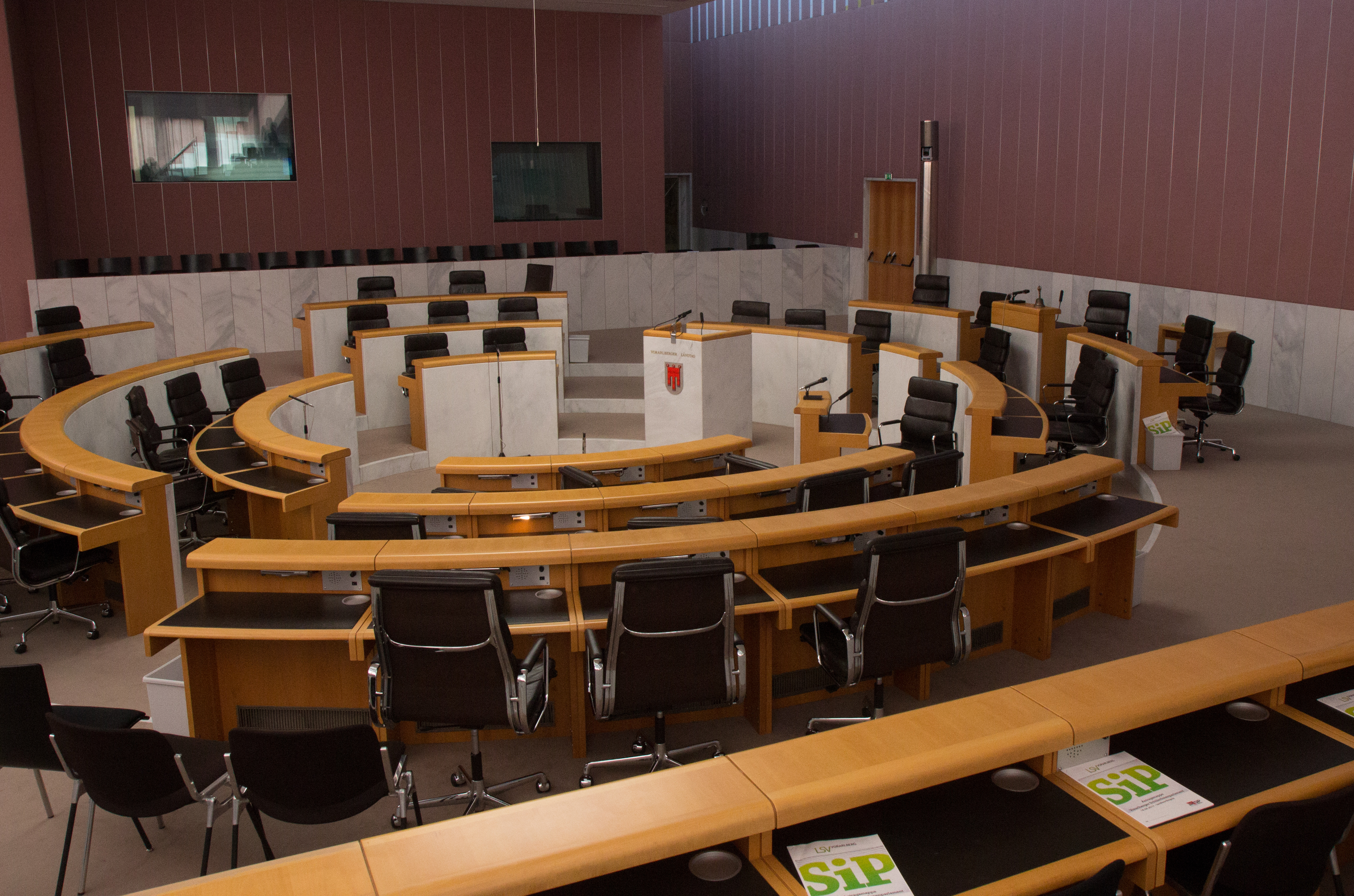
Zasedací sál zemského sněmu

Vorarlberský zemský sněm funguje jako zákonodárný orgán spolkové země a zemského parlamentu. 36 poslanců zemského sněmu je voleno vorarlberským lidem každých pět let a v současné době (2021) se dělí do čtyř různých politických frakcí. Po volbách do zemského sněmu 13. října 2019 (sněmovní volby ve Vorarlbersku 2019) jsou v zemském sněmu zastoupeni:
- Vorarlberská lidová strana se 17 poslanci
- Zelení Vorarlbersko se 7 poslanci
- Svobodná strana Vorarlberska s 5 poslanci
- Sociálně demokratická strana Vorarlberska se 4 poslanci
- NEOS se 3 poslanci

Zasedáním Vorarlberského zemského sněmu předsedá předseda zemského sněmu nebo jeho dva zástupci. Harald Sonderegger (ÖVP) je v současné době (2021) předsedou Vorarlberského zemského sněmu, jeho zástupci jsou Monika Vonier (ÖVP) a Sandra Schoch (Zelení).
Kromě legislativních činností a kontroly vlády má zemský sněm za úkol vyslat v každém legislativním období tři poslance do rakouské spolkové rady, regionální komory rakouského parlamentu. V 31. legislativním období Vorarlberského zemského sněmu byli jakožto zástupci Vorarlberska nejprve vysláni Magnus Brunner (ÖVP), Heike Eder (ÖVP) a Adi Gross (Zelení). Magnuse Brunnera po jeho jmenování státním tajemníkem na začátku ledna 2020 nahradila Christine Schwarz-Fuchs (ÖVP).

### Politický vývoj

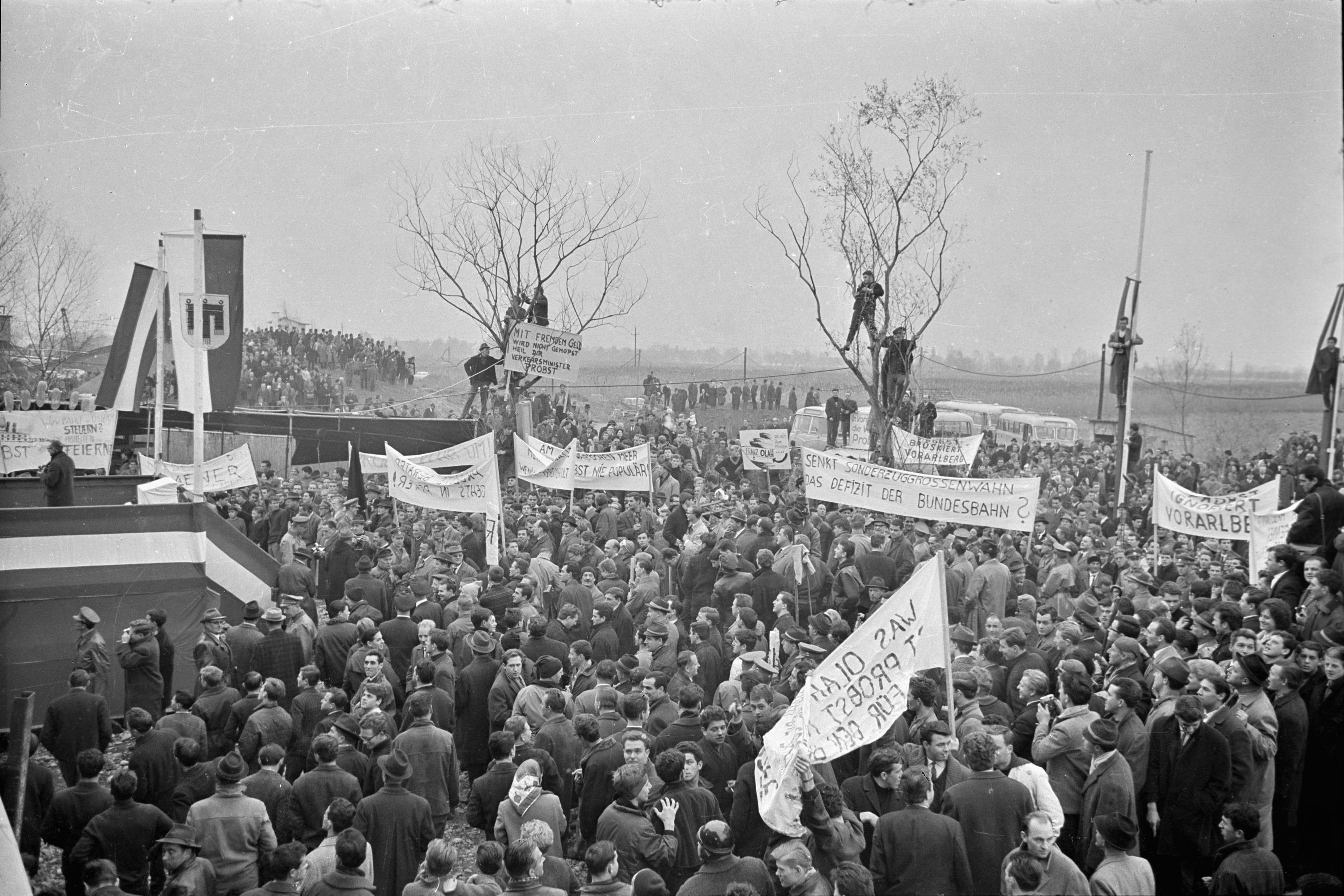
Aféra ve Fußachu byla největším politickým nepokojem ve Vorarlbersku od konce války (1964)

Od začátku druhé republiky dominovala vorarlberské politice konzervativní Vorarlberská lidová strana (ÖVP), stejně jako dříve v době první republiky její předchůdkyně Křesťansko-sociální strana. Vorarlberská sociálně demokratická strana (SPÖ) opustila zemskou vládu státu v roce 1974. Vorarlbersko bylo po dlouhou dobu jedinou rakouskou spolkovou zemí, ve které se podle zemské ústavy vládní křesla nepřidělovala podle systému poměrného zastoupení, ale podle systému relativní většiny. Od roku 1999 platí systém relativní většiny také v Salcbursku a Tyrolsku.
Až do voleb v roce 2014 – s jednou výjimkou v letech 1999 až 2004 – měli lidovci v zemském sněmu vždy absolutní většinu. Vládní křesla udělená případnému koaličnímu partnerovi v předchozích zemských vládách proto nebyla politickou nutností. Po zemských volbách ve Vorarlbersku v roce 2009, v období před rozporem v koalici ÖVP / FPÖ (Svobodní), se Vorarlberská lidová strana a její tehdejší guvernér Herbert Sausgruber rozhodli poprvé od roku 1945 sestavit samostatnou vládu. Po zemských volbách v roce 2014 došlo poprvé ke koalici mezi ÖVP a Zelenými, která pokračovala i po zemských volbách v roce 2019.
Zelení jsou od roku 1984 zastoupeni jako čtvrtá strana ve Vorarlberském zemském sněmu. Po odtržení BZÖ od svobodných se vorarlberští svobodní zpočátku rozhodli pro nezávislou třetí cestu, ale v roce 2006 se znovu podřídili spolkové FPÖ. Od vstupu NEOS do zemských voleb v roce 2014 působí ve Vorarlberském zemském sněmu pět politických frakcí.
Po několik desetiletí charakterizoval základní postoj vorarlberské politiky silný důraz na rakouský federalismus, občas projevovaný zásadní opozicí vůči rakouské spolkové vládě ve Vídni – a to bez ohledu na její stranicko-politické složení – a obecně poněkud liberálnější postoj všech stran. Nejjasnějším symbolem silně zakotvené myšlenky nezávislosti ve Vorarlbersku byla tzv. Aféra ve Fußachu v roce 1964.

### Zemský znak

Zemský znak Vorarlberska

Symboly spolkové země jsou zemský znak, zemská pečeť, zemská hymna a zemské barvy.
Vorarlberská zemská ústava stanovuje zemský znak zavedený v roce 1918 slovy:
„Zemským znakem je Montfortský červený prapor na stříbrném štítu.“
Montfortský prapor má tři stejně široké přívěsky s černými třásněmi a tři červené kroužky na horním okraji. Horní pole praporu protínají dva vodorovné černé pruhy, přívěsky protínají tři vodorovné černé pruhy.

## Doprava a infrastruktura

### Doprava

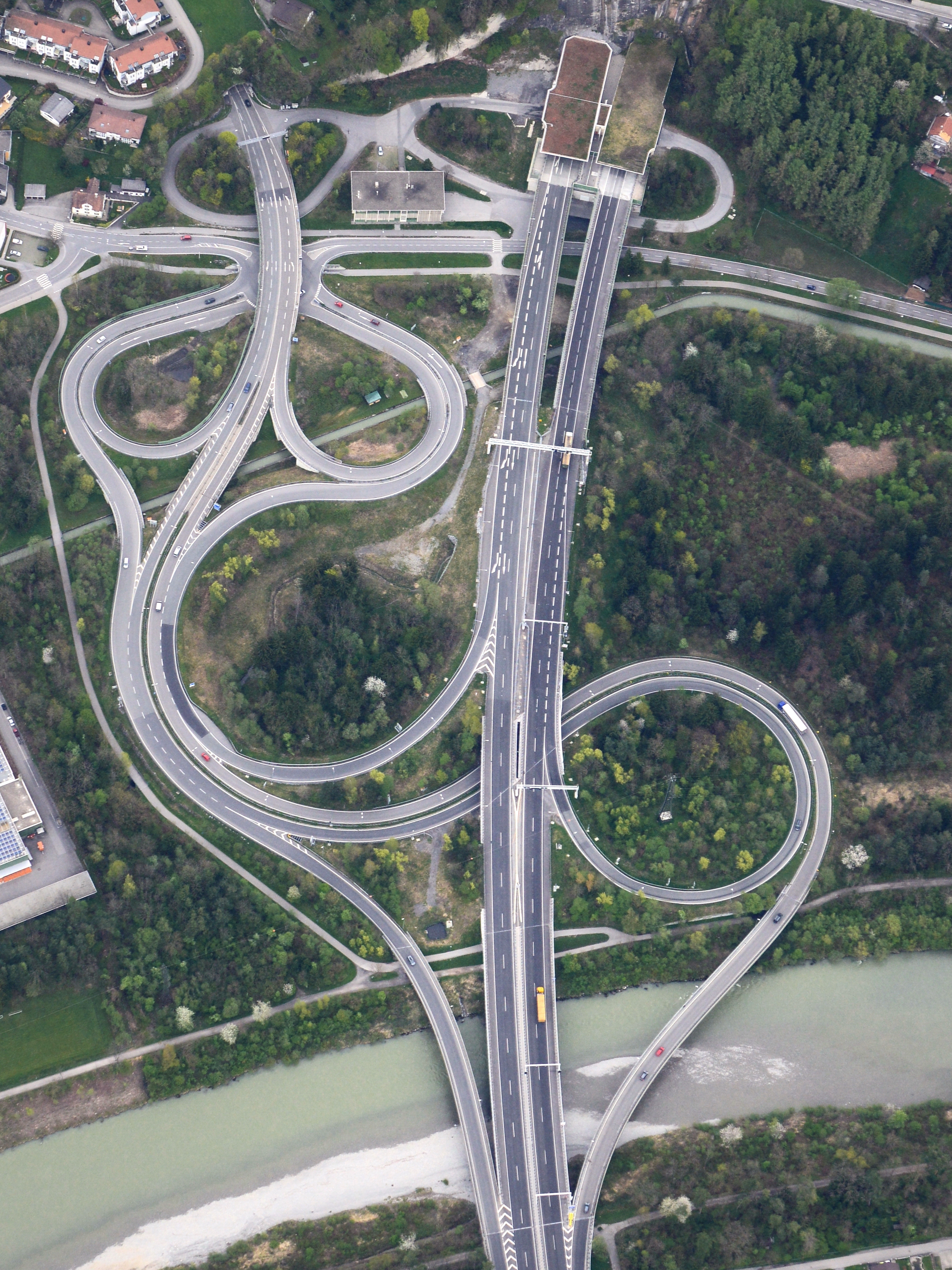
Dálnice A14, dálniční sjezd Bregenz

Hlavní dopravní osa Vorarlberska vede Rýnským údolím, a dále skrz Walgau a Klostertal do Arlberského průsmyku, kterým je země spojena se zbytkem Rakouska. Nejdůležitějšími přechody do Tyrolska jsou samotný Arlberský průsmyk, Bielerhöhe a Arlberský silniční tunel, stejně jako přechod do údolí Lechtal poblíž Warthu. Na úrovni individuálního provozu je tato dopravní osa realizována po dálnici A14 Rheintal / Walgau a rychlostní silnici S16 Arlberg (vedoucí skrze Arlberský tunel).
V oblasti veřejné dopravy tvoří hlavní osu železniční trať Lindau – Bludenz a Arlberská železnice. Společně s linkami Feldkirch – Buchs a St. Margrethen – Lauterach tyto trasy obsluhuje ÖBB. K dispozici je také železniční trať Bludenz – Schruns provozovaná společností Montafonerbahn. Vlaky EuroCity z Mnichova do Curychu zastavují ve Vorarlbersku ve stanici Bregenz. Vlaky Railjet z Vídně do Curychu zastavují ve stanicích Feldkirch a Bludenz. Úzkorozchodná železnice v Bregenzském lese byla z velké části vyřazena z provozu kolem roku 1980. Pouze krátká část je dodnes provozována jako muzejní železnice. Zemské autobusy, městské autobusy a místní autobusové systémy (většina linek jezdí každou půl hodinu) doplňují veřejnou dopravu, která je kompletně tarifně sdružena ve voralberském integrovaném dopravním systému.
Na rozdíl od ostatních dvou zemí hraničících s Bodamským jezerem, Švýcarska a Německa, které provozují několik pravidelných trajektových tras, nemá přeprava osob po Bodamském jezeře pro Vorarlbersko téměř žádný význam. Vorarlberská lodní flotila se používá pouze pro turistické účely a funguje pouze v letní polovině roku. Nejznámější lodí ve flotile je Vorarlberg, viz Aféra ve Fußachu.
Kromě letiště pro sportovní letadla v Hohenemsu a dvou heliportů ve Feldkirchu a Ludeschu nemá Vorarlbersko žádné letiště. Nejbližší komerční letiště jsou Innsbruck v Rakousku, Altenrhein a Curych ve Švýcarsku, Friedrichshafen, Memmingen, Mnichov a Stuttgart v Německu.
V prosinci 2008 získalo Vorarlbersko od spolkové vlády finanční prostředky ve výši 4,7 milionu eur na provedení modelového testu elektrických automobilů. Do provozu bylo uvedeno přibližně 100 nových elektromobilů, zejména v Rýnském údolí, 50 z nich bylo zakoupeno a pronajato skupinou illwerke / VKW. Elektřina potřebná pro vozidla se získává z obnovitelných energií. V tendru na modelový region zvítězila země proti Štýrskému Hradci, Linci a Salcburku. Celková motorizace Voralberska (osobní automobily) v roce 2017 činila 535 vozů na 1 000 obyvatel.

### Vysoké školy a výzkumné instituce

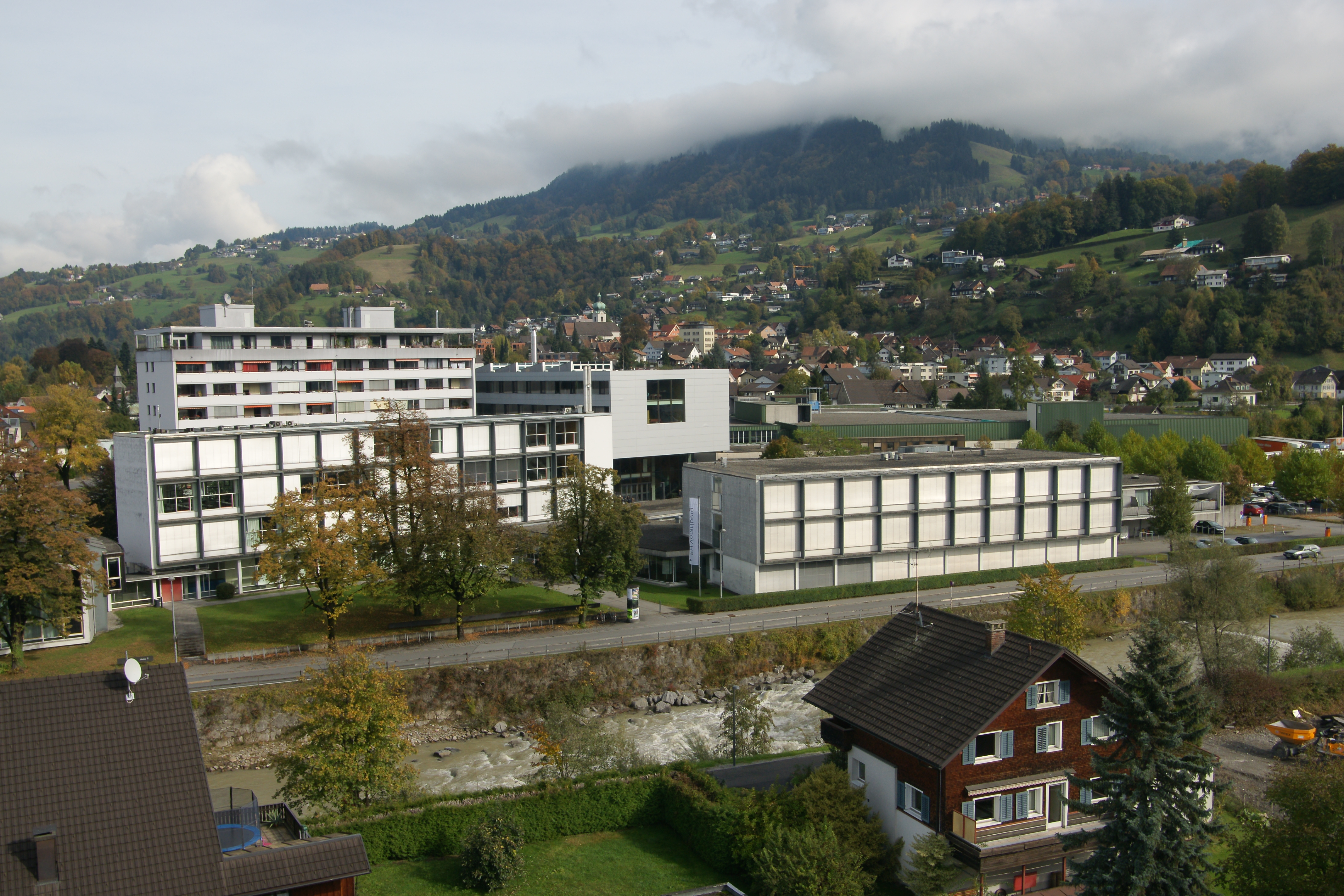
Vorarlberská univerzita aplikovaných věd

V současné době je Vorarlberská univerzita aplikovaných věd (německy: Fachhochschule Vorarlberg - FHS) v Dornbirnu jedinou institucí nejvyššího vzdělání ve Vorarlbersku. Původně založena jako technická škola v roce 1989, status oficiálně uznané univerzity získala v roce 1999. Nabízí bakalářské a magisterské tituly v oborech obchod, strojírenství & technologie, design a sociální práce. Na semestr 2018/19 se zapsalo asi 1350 studentů. V současné době je považována za jednu z nejlepších rakouských univerzit v oblasti aplikovaných technologií.
Dalšími vysokými školami/výzkumnými institucemi ve Vorarlbersku jsou:
- Centrum distančního vzdělávání (vzdálené pracoviště Univerzity Linec a dálkové univerzity v Hagenu) – Bregenz
- Ústav pro analýzu dýchacích plynů (vzdálené pracoviště Univerzity Innsbruck) – Dornbirn
- Vorarlberský ústav pro vaskulární vyšetřování a léčbu – Feldkirch
- Vorarlberská zemská konzervatoř – Feldkirch
- Vorarlberská vysoká škola pedagogická – Feldkirch

### Média

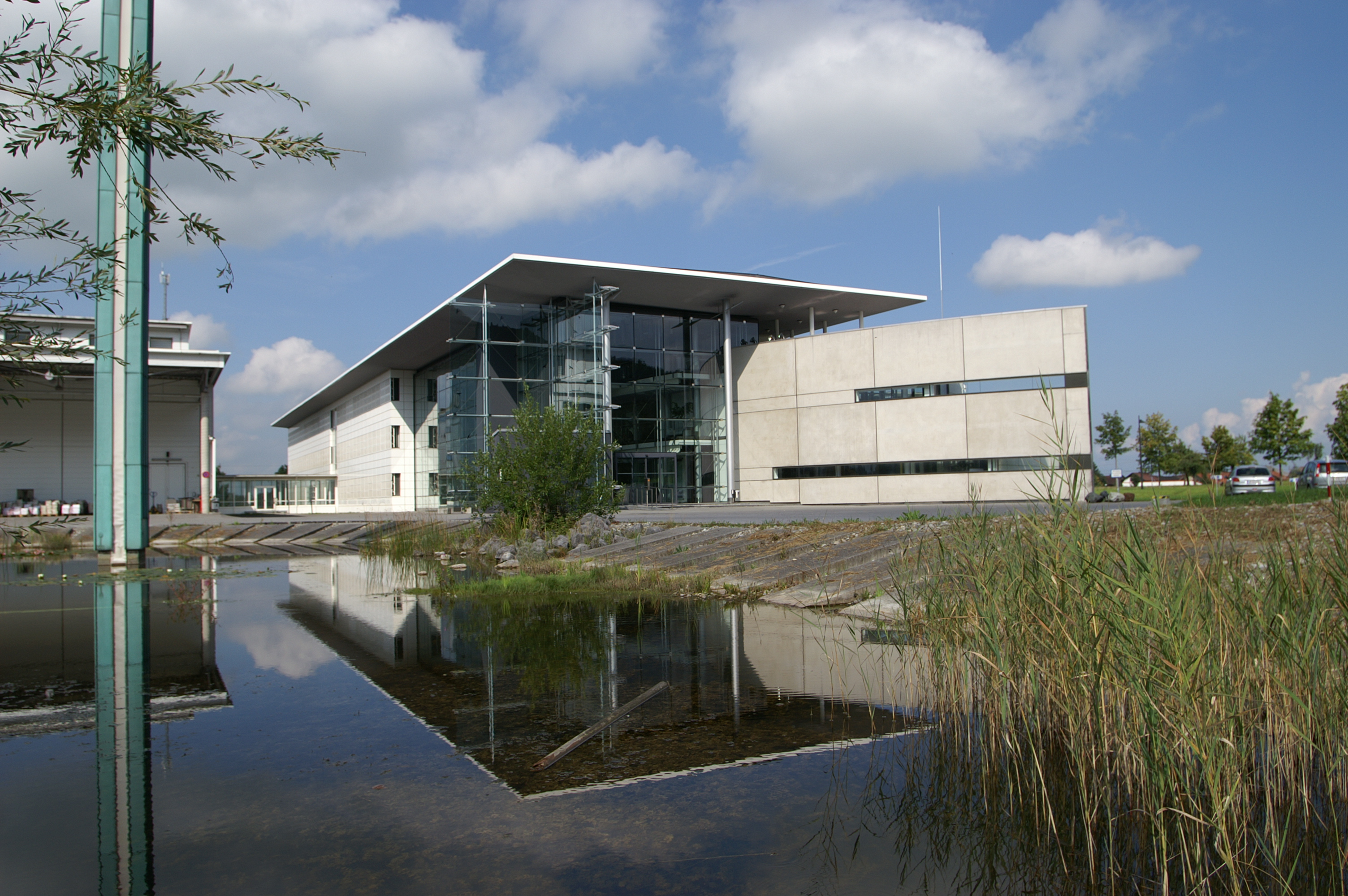
Sídlo vydavatelství Russmedia ve Schwarzachu

V oblasti tištěných médií dominují noviny Vorarlberger Nachrichten (Vorarlberské zprávy), které stejně jako další dva tiskové produkty s celozemským rozsahem, Neue Vorarlberger Tageszeitung (Nový vorarlberský deník) a Wann & Wo (Kdy & Kde) vycházejí pod záštitou vydavatelství Russmedia (dříve Vorarlberger Medienhaus) patřícího rodině Russ. V minulosti tvořily redakční linii Vorarlberger Nachrichten důsledné kampaně, které propagovaly Vorarlbersko jako nezávislou entitu proti „zbytku Rakouska“ (zejména proti sociálně demokratické Vídni, jakožto historickému „nepříteli“).
V novinovém sektoru dříve docházelo k právním sporům mezi Vorarlberger Medienhaus a dalšími vydavateli, kterým vadila jeho téměř monopolní pozice na vorarlberském mediálním trhu. Russmedia také drží podíly v soukromé rádiové stanici Antenne Vorarlberg. Této silné mediální pozici tak konkurují pouze rakouské veřejnoprávní vysílací služby, a to prostřednictvím regionálního denního televizního zpravodajství a rozhlasové stanice Radio Vorarlberg.

### Správa

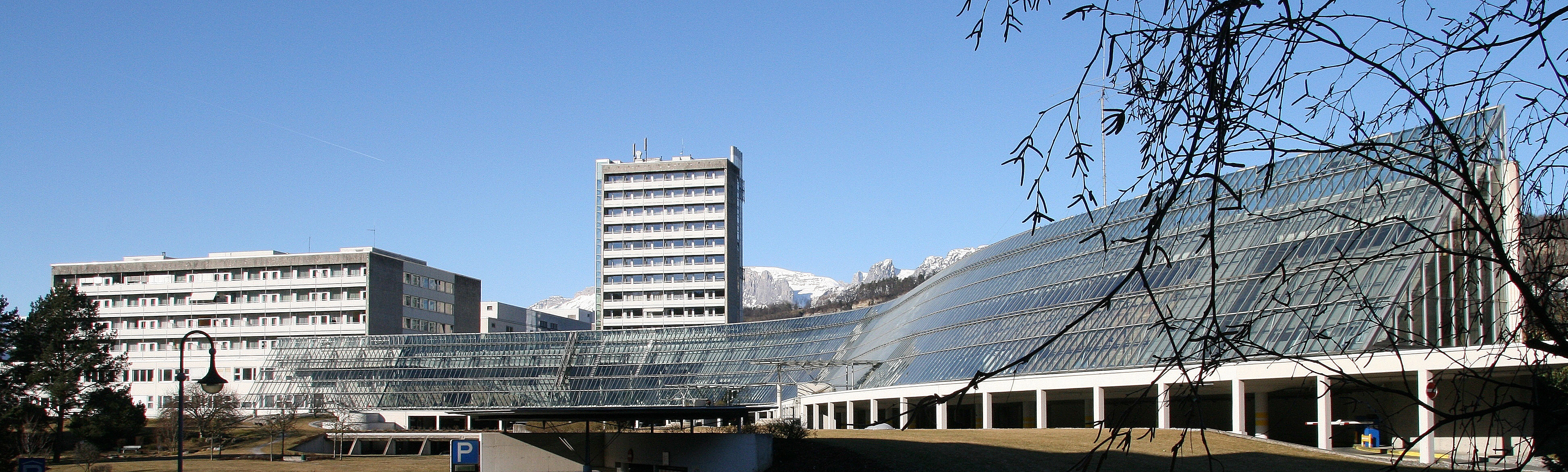
Zemská nemocnice Feldkirch

Ve Vorarlbersku je správa tradičně organizována decentralizovaně. Na jedné straně je to dáno tím, že Vorarlbersko nebylo do roku 1918 samostatnou zemí, tudíž nemělo zemské hlavní město a instituce byly rozděleny mezi největší města. Na druhou stranu je to proto, že Bregenz je sice sídlem zemské vlády, ale jako třetí největší město ve spolkové zemi nezastává centrální pozici, jakou má například město Innsbruck v Tyrolsku či Klagenfurt v Korutanech. Celé Rýnské údolí, zejména tři největší města Bregenz, Dornbirn a Feldkirch, lze považovat za skutečné politické a sociální centrum Vorarlberska, jelikož většina organizací a institucí sídlí právě v těchto třech městech.
Instituce celozemského významu (které se obvykle nacházejí v hlavním zemském městě) a jejich umístění ve Vorarlbersku:
- Bregenz: zemská vláda, zemské policejní ředitelství, armádní velitelství, zemská knihovna, zemský archiv, zemské muzeum, zemské divadlo, zemská školní rada pro Vorarlbersko (školní inspektorát), Dům umění v Bregenzu, Bregenzský festival, zemská hospodářská komora, regionální úřad sociálního pojištění pro zemědělce, zemský úřad Pojišťovny státních zaměstnanců.
- Wolfurt: Nákladové nádraží pro celé Rýnské údolí - z toho vyplývá: poštovní úřad Wolfurt-Nádraží jako největší a nejdůležitější pošta, celní úřad Wolfurt-Nádraží a ředitelství dopravní společnosti ÖBB-Postbus AG
- Dornbirn: zemské studio rádia ORF, Vorarlberská univerzita aplikovaných věd, sídlo Vorarlberského regionálního fondu zdravotního pojištění, zemský úřad Ústavu penzijního pojištění, Institut pro hospodářskou podporu (WIFI) Vorarlberské hospodářské komory, lékařská komora
- Feldkirch: sídlo diecéze, zemský soud, sídlo integrovaného dopravního systému Vorarlberska, hlavní celní úřad pro Vorarlbersko, pracovní komora, rakouský odborový svaz, hospodářská komora, Vorarlberská vysoká škola pedagogická, zemský úřad institutu sociálního pojištění pro komerční subjekty, největší zemská nemocnice (Zemská nemocnice Feldkirch), zemské ředitelství finančního úřadu, Vorarlberská zemská konzervatoř, zeměměřický úřad, zemská hasičská škola
- Lustenau: svaz průmyslu, sídlo Mezinárodního regulačního úřadu pro Rýn, nejdůležitější celní úřad na švýcarských hranicích, centrální sklad ropy pro celé Vorarlbersko

## Ekonomika

### Ekonomická pozice

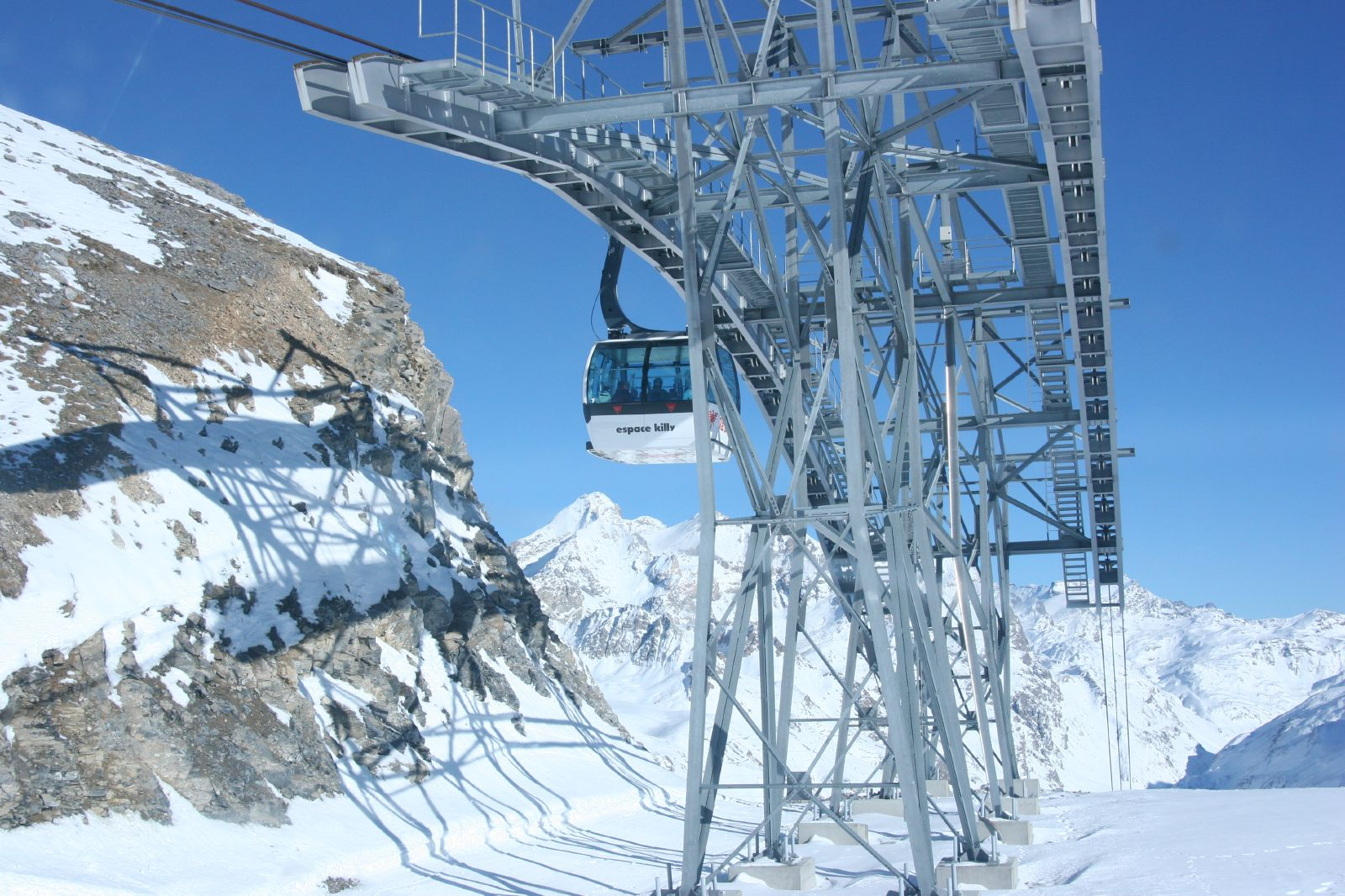
Firma Doppelmayr exportuje lanovky a výtahy do celého světa

Z ekonomického hlediska bylo Vorarlbersko jedním z prvních rozvinutých průmyslových regionů v Rakousku. Tradiční textilní průmysl dnes již nedominuje, byl ale nahrazen průmyslem strojírenským a elektronickým a také cestovním ruchem (Lech am Arlberg a Zürs am Arlberg, Montafon, Bregenzský les, údolí Kleinwalsertal).
Země je v současnosti druhou nejprůmyslovější spolkovou zemí v Rakousku s nejsilnější orientací na export (do zahraniční směřuje přibližně 70 % průmyslové výroby). Důležitým faktorem jsou také přeshraniční pracovníci, dojíždějící do Švýcarska a Lichtenštejnska a v menší míře také do Německa. Již několik let si ekonomika Vorarlberska vede vysoko nad rakouským průměrem. Zatímco celkový rakouský HDP v roce 2004 reálně vzrostl o 2,0 %, Vorarlbersko zaznamenalo nárůst o 2,9 %. To bylo překvapením, zejména proto, že hlavním obchodním partnerům v Německu a Itálii se nedařilo. Díky tomuto silnému ekonomickému výkonu dokázalo Vorarlbersko v roce 2014 zvýšit svůj hrubý regionální produkt na 15,2 miliardy eur, jak uvádí Odbor hospodářské politiky Vorarlberské obchodní komory. To znamená nominální nárůst o 3,4 % (srov. Rakousko jako celek +5,2 %). HDP spolkové země činil v roce 2020 19,2 miliardy EUR, což představuje 4,9 % rakouské ekonomické produkce. HDP na obyvatele očištěný o kupní sílu činil ve stejném roce 48 400 EUR čili 137 % průměru EU 27. Vorarlbersko se díky tomu pyšní třetím nejvyšším HDP na obyvatele v Rakousku. Celá spolková země, zejména Rýnské údolí, je tak jednou z nejbohatších oblastí na světě s velmi vysokou životní úrovní.

### Průmysl

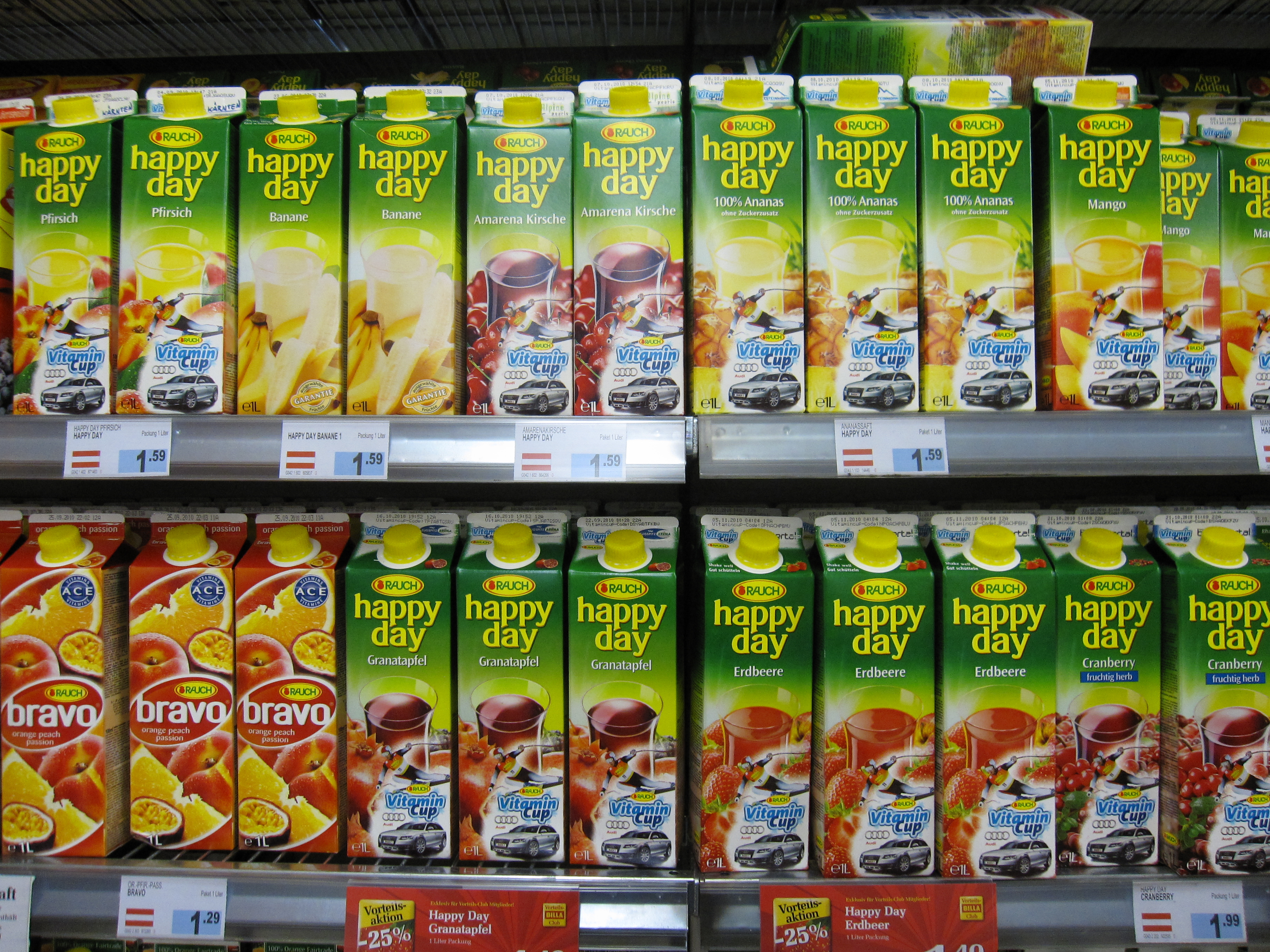
Firma Rauch má roční obrat přes miliardu euro

Mezi největší společnosti s mezinárodním významem patří:
- ALPLA v Hardu (plastové obaly)
- Julius Blum v Höchstu (nábytkové kování)
- Grass v Höchstu (nábytkové kování)
- Gebrüder Weiss v Lauterachu (doprava a logistika)
- Zumtobel v Dornbirnu (osvětlení)
- Doppelmayr ve Wolfurtu (vleky a lanovky)
- Rauch v Rankweilu a Nüziders (ovocné džusy)
- Pfanner v Lauterachu (ovocné džusy)
- Suchard (součást Mondelēz International) v Bludenzu (cukrovinky)
- Getzner Textil v Bludenzu (textilní zboží)
- Wolford v Bregenzu (textilní zboží)
- Rhomberg Gruppe (stavebnictví a železnice)
- Meusburger ve Wolfurtu (ocelové desky a normované díly do forem)

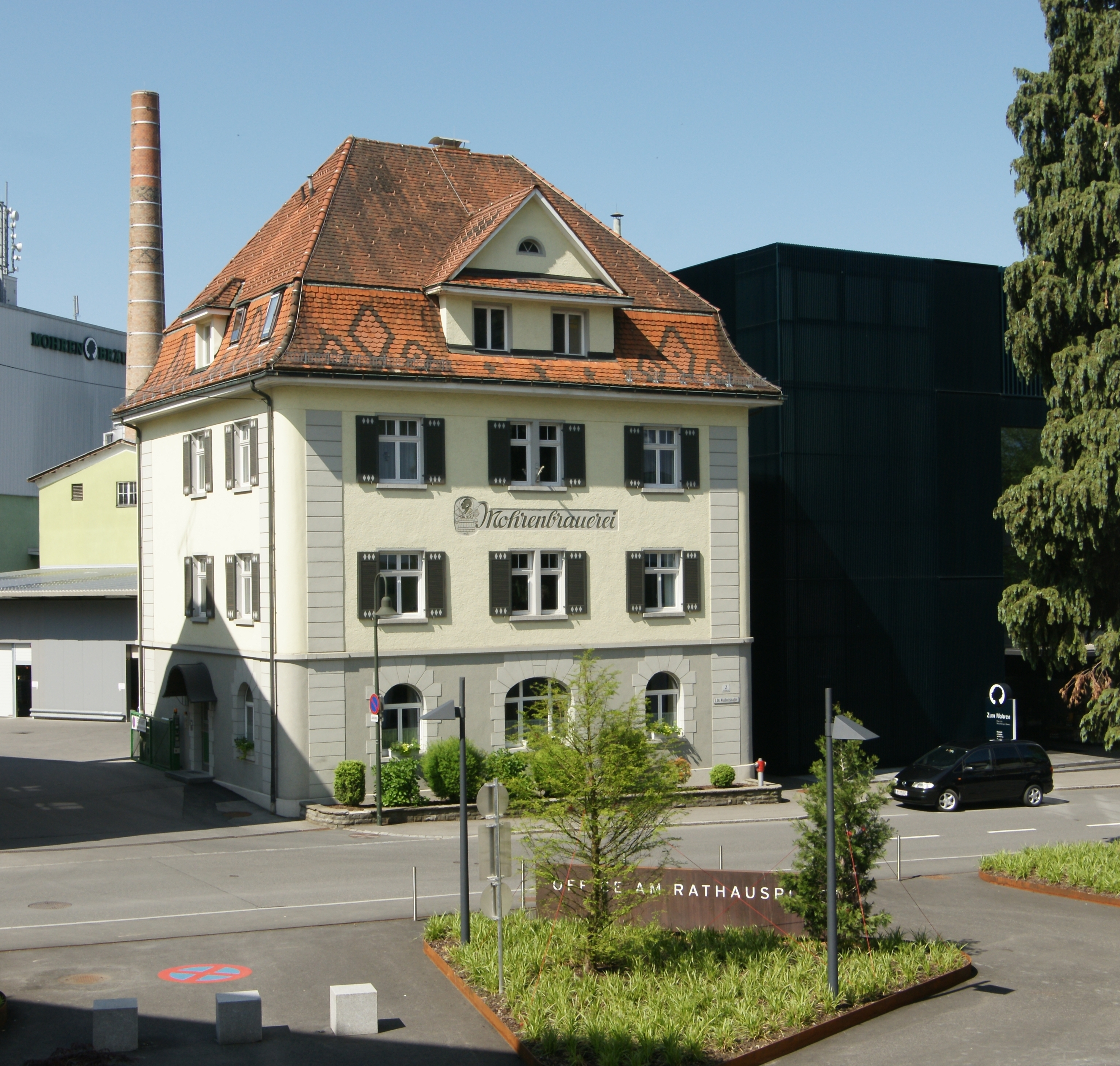
Pivovar Mohren v Dornbirnu

Kromě toho se ve Vorarlbersku usadila také řada významných zahraničních společností se strategickými výrobními zařízeními. Zde je třeba zmínit například Liebherr a Hydro-Aluminium v Nenzingu. Ve Vorarlbersku se také nachází pět pivovarů s převážně regionálním významem: Mohren (v Dornbirnu, od roku 1834), Fohrenburg (v Bludenzu, od roku 1881), Egg (v Eggu, od roku 1894), Frastanzer (ve Frastanzu, od roku 1902), Grabhers Sudwerk (v Bregenzu, od roku 2016).

### Poskytovatelé služeb
V roce 2006 existovalo ve Vorarlbersku 51 domovů s pečovatelskou službou nabízejících 2147 pobytových / pečovatelských míst, z toho 1818 pečovatelských míst a 329 rezidenčních míst v 1914 pokojích; 1755 z nich jsou jednolůžkové pokoje. V roce 2006 bylo pečováno o 3 687 osob, z nichž 1 152 bylo v pečovatelském domě pouze dočasně.
Prostituce je ve Vorarlbersku de facto zakázána, protože se smí odehrávat pouze v nevěstincích schválených radou obce a žádná taková povolení nejsou vydávána. V roce 2011 existovalo přibližně 70 až 100 nelegálních nevěstinců; zákazníci míří také do sousedního Švýcarska.

### Zemědělství

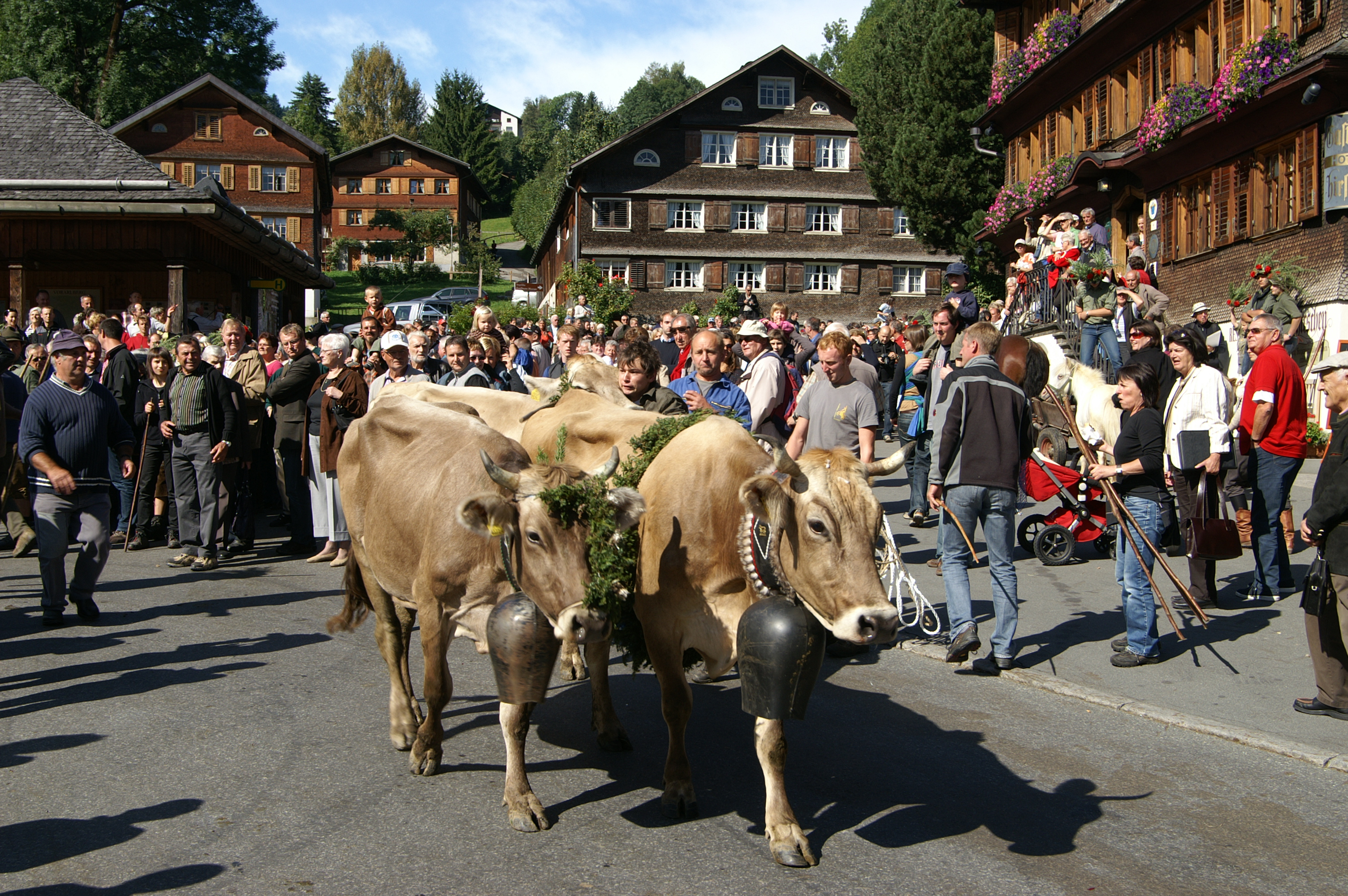
Přesun dobytka z horských pastvin do vesnic. Tato tradice je oblíbená u turistů

Kromě prosperujícího textilního a oděvního průmyslu, strojírenství, elektronického průmyslu a výroby obalových materiálů situovaných v Rýnském existuje také široká zemědělská základna, zejména v Bregenzském lese, který je známý svými mléčnými výrobky a cestovním ruchem.

#### Alpská transhumance a výroba sýrů
Tříúrovňové pohybové zemědělství („Dreistufenwirtschaft“) má zásadní význam pro hospodářství horských oblastí ve Vorarlbersku. Je také známé jako alpská transhumance a vyznačuje se sezónními přesuny pasoucích se zvířat mezi údolími v zimě a vysokohorskými pastvinami v létě.
Alpská transhumance má silný dopad na výrobu sýrů v Alpách. Zajišťuje, že dobytek produkuje vysoce kvalitní aromatické mléko, tzv. Heumilch („senné mléko“), založené na jeho speciální stravě z přírodní luční trávy oproti dobytku krmenému siláží. Použití senného mléka na výrobu sýrů přispívá k výrazné chuti, kterou se vyznačuje více než 30 alpských sýrů, včetně Vorarlberger Alpkäse, Vorarlberger Bergkäse, Großwalsertaler Bergkäse a Sura Kees. S cílem podpořit a zachovat místní mlékárenskou výrobu a tradiční zemědělské dědictví byla v roce 1998 založena Sýrová cesta Bregenzský les, organizace, která spojuje sedláky, obchodníky a řemeslníky. V průběhu sýrové cesty mohou návštěvníci sledovat proces výroby sýrů a účastnit se kulinářských ochutnávek.
V souvislosti s pastevectvím a výrobo sýrů se v horských oblastech Vorarlberska udržela spousta kulturních zvyků, jako jsou jódlování, alpský roh nebo schwingen. Toto sezónní nomádství dalo také vzniknout bohaté kultuře, architektuře a lásce k přírodě. Významnou kulturní ikonou jedinečnou pro tuto oblast je slavnostní podzimní přesun dobytka z pastvin do vesnic. Tato tradice je obzvláště oblíbená u turistů.

### Energetika

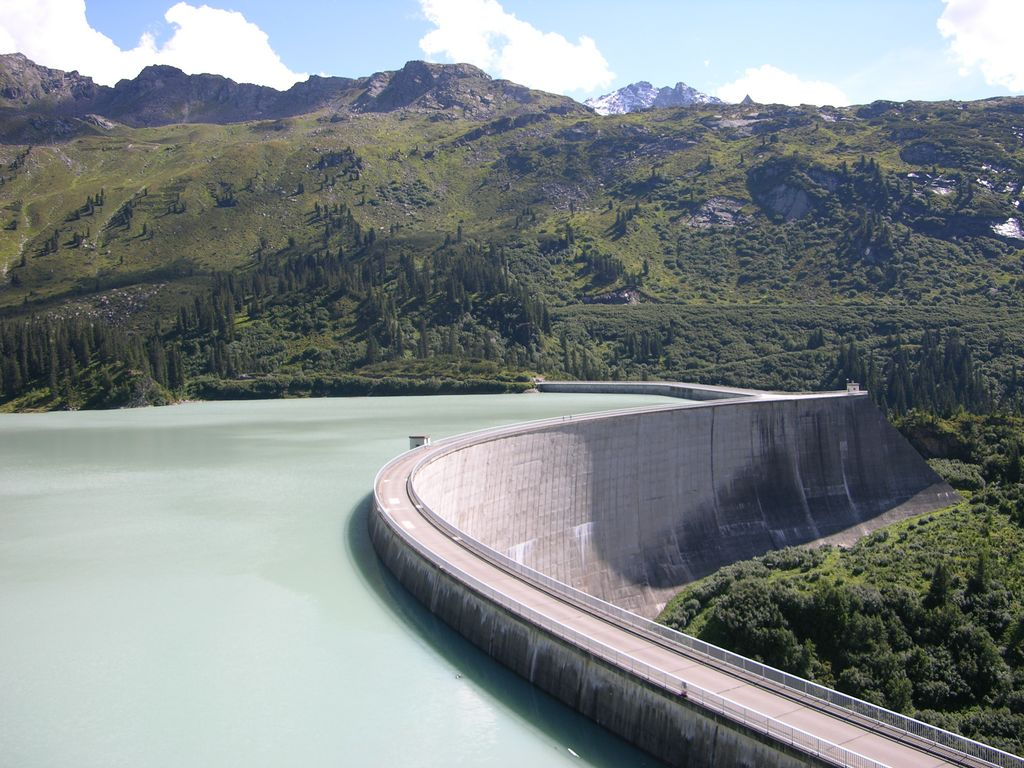
Vodní nádrž Kops, jedna z mnoha vodních elektráren ve Vorarlbersku

Energetický průmysl je dnes zásadní součástí vorarlberského hospodářství, přičemž jeho hlavním zdrojem je vodní energie. Používá se hlavně k výrobě elektřiny v energetických špičkách. Díky dohodě s Bádenskem-Württemberskem se elektřina z energetických špiček vyměňuje za základní německou elektřinou v poměru 1: 4. V roce 2003 bylo Vorarlbersko prvním regionem v Evropě, který vyrábí více obnovitelné energie, než kolik sám spotřebuje. Zelená elektřina z Vorarlberska se proto prodává také do západního Allgäu v Německu, do Švýcarska a do dalších rakouských spolkových zemích. Největším výrobcem a prodejcem elektřiny ve Vorarlbersku je illwerke vkw AG, který vyrábí 75 % místní elektřiny, primárně z vodní energie.

### Budoucí vývoj
Ekonomický vývoj Vorarlberska v roce 2000 byl hodnocen jako „velmi pozitivní a do budoucna dynamičtější než v sousedních zemích“, to se vztahovalo i na prognózovaný nárůst populace a zaměstnanosti ve srovnání se sousedními zeměmi, s výjimkou Lichtenštejnska.
Vorarlberská ekonomika je v současné době ovlivněna změnami ve své struktuře, jako jsou zvýšená emigrace nebo zavírání velkých společností v textilním průmyslu a rostoucí nezaměstnaností. Míra nezaměstnanosti ve Vorarlbersku byla v roce 2012 5,6 % (0,9 % pod celorepublikovým průměrem).

## Cestovní ruch

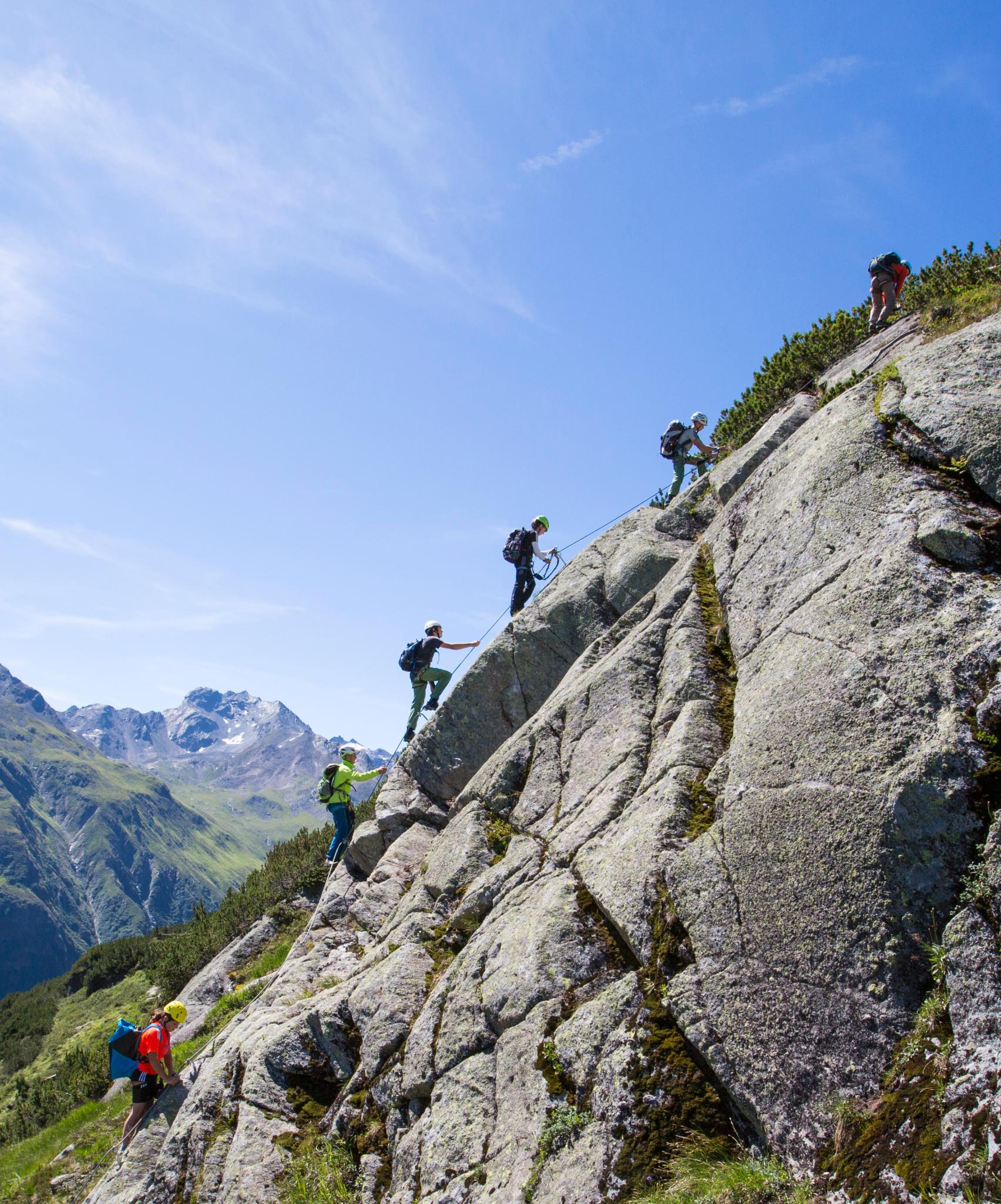
Horský výstup v Montafonu

Vorarlbersko je tradiční turistickou destinací. Ve srovnání s celkovou ekonomickou produkcí však hraje cestovní ruch relativně malou roli. V odvětví „ubytování a stravování“ je hrubá přidaná hodnota Vorarlberska nad průměrnou úrovní celého Rakouska (6,83 %, Rakousko průměrně 5,3 %; údaje z roku 2018). Vorarlberský turistický průmysl má roční obrat kolem dvou miliard eur a nabízí cca 13 000 celoročních pracovních míst, což představuje přibližně 11 % celkové pracovní síly. Hosté si rezervují přes 8,6 milionu přenocování ročně. Státní statistický úřad počítá přibližně 2,2 milionu hostů ročně.
Pro domácí a zahraniční hosty bylo v zimní sezóně 2018/19 k dispozici přibližně 63 900 lůžek a v letní sezóně 2019 přibližně 59 000 lůžek v komerčních a soukromých ubytovacích zařízeních. Zimní sezóna 2018/2019 zůstala těsně pod úrovní předchozího roku s přibližně 5,0 miliony přenocování a 1,2 milionu příjezdů. S 1 236 000 příjezdy hostů a 5 031 200 noclehy byl nejvyšší výsledek zimy 2017/18 opět téměř dosažen. V meziročním srovnání poklesly příjezdy o 1,1 % a přenocování o 1,3 % (-67 200). Letní sezóna 2019 vykázala výrazný nárůst ve srovnání s létem 2018. V letní sezóně 2019 navštívilo Vorarlbersko zhruba 1 284 400 hostů (+ 3,2 % ve srovnání s létem 2018). Zarezervovali 4 183 100 přenocování (+ 4,0 % ve srovnání s létem 2018). Příjezdy jsou v zimě o něco vyšší. Skutečný rozdíl však spočívá v přenocování, což naznačuje, že Vorarlbersko je především zimní destinací. Přenocování v zimě dosahuje až 5,11 milionu, což je ve srovnání s letní sezónou s 3,7 miliony přenocování značný rozdíl.
Zeměmi původu prázdninových hostů jsou Německo (54 %), Rakousko (17 %), Švýcarsko (12 %), Nizozemsko (6 %), Francie (2,4 %), Belgie, Lucembursko (1,4 %), Spojené království (1,3 %), Itálie (1 %) a Švédsko, Dánsko, Česko, Polsko, Rusko (0,8 %). Nejvýznamnějším turistickým regionem v roce 2019 byl Montafon (celkový podíl na přenocování v roce 2019: 21,47 %), dále Bregenzský les (20,16 %) a Kleinwalsertal (19,22 %). V kalendářním roce 2019 dosáhl region Bodamské jezero-Vorarlbersko (+95 151) nadprůměrného počtu přenocování, což lze vysvětlit červencovou gymnaestrádou (podíl přenocování v roce 2019: 16,04 %). Alpská oblast Bludenzu (+19 100) také dosáhla významného nárůstu přenocování s podílem 12,56 %. Pokles přenocování v roce 2019 zaznamenaly destinace Montafon (-34 600) a Arlberský průsmyk (-15 000 přenocování, podíl přenocování: 10,56 %).

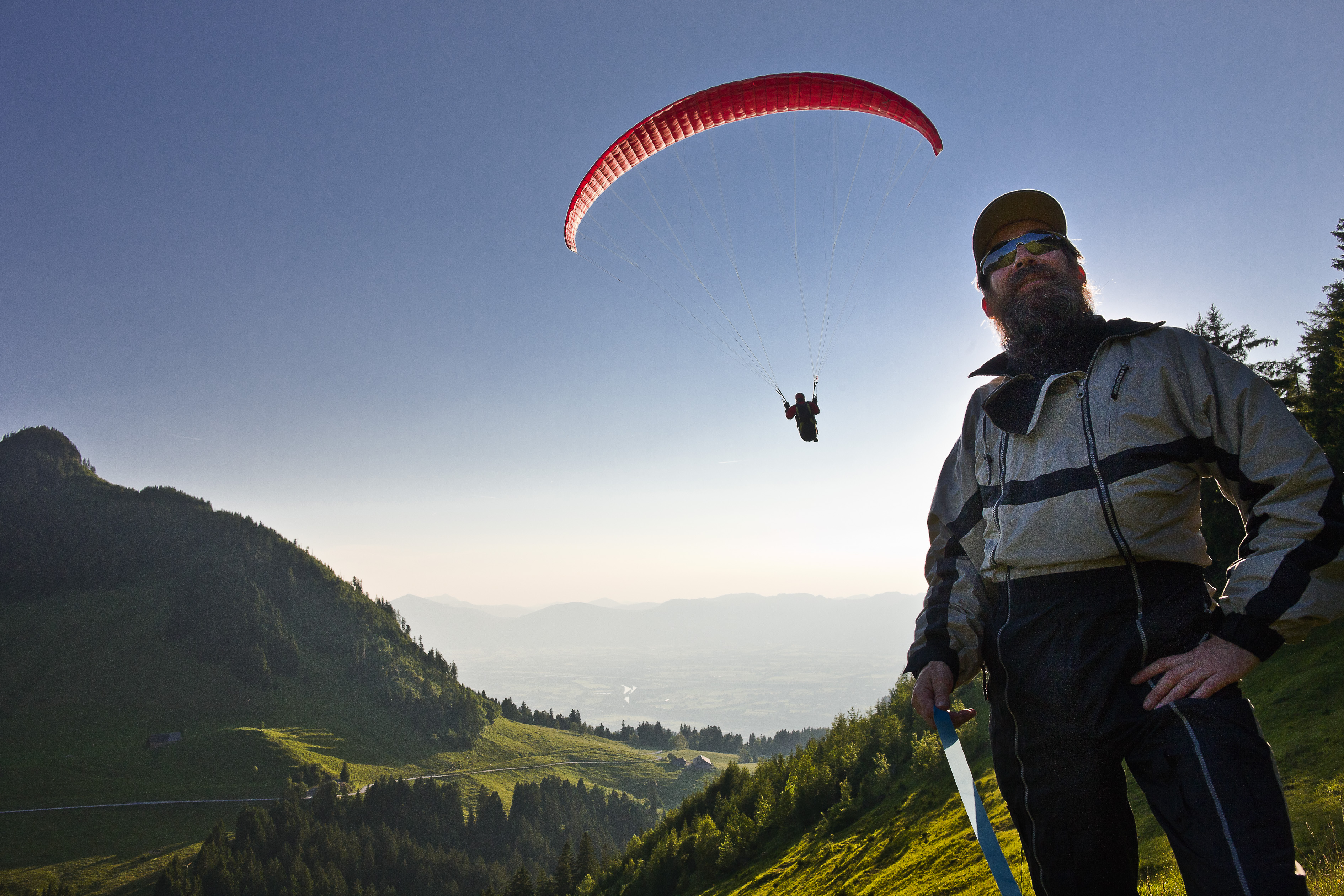
Paragliding v Rýnském údolí

Pozdější nositel Nobelovy ceny Ernest Hemingway strávil se svou rodinou ve Vorarlbersku dvě zimy v letech 1924/25 a 1925/26, kde několik měsíců žil ve Schruns a Gaschurn. Díky jeho příběhům v románu Pohyblivý svátek odehrávajícím se v regionu je tato oblast známá také v USA.
Mezi největší (a nejznámější) turistické regiony patří:
- Bregenzský les
- Okres Bludenz
- Oblast Arlberského průsmyku (včetně prvotřídních lyžařských středisek Lech a Zürs)
- Údolí Brandnertal
- Údolí Montafon
- Údolí Kleinwalsertal
- Údolí Großwalsertal

### Zima

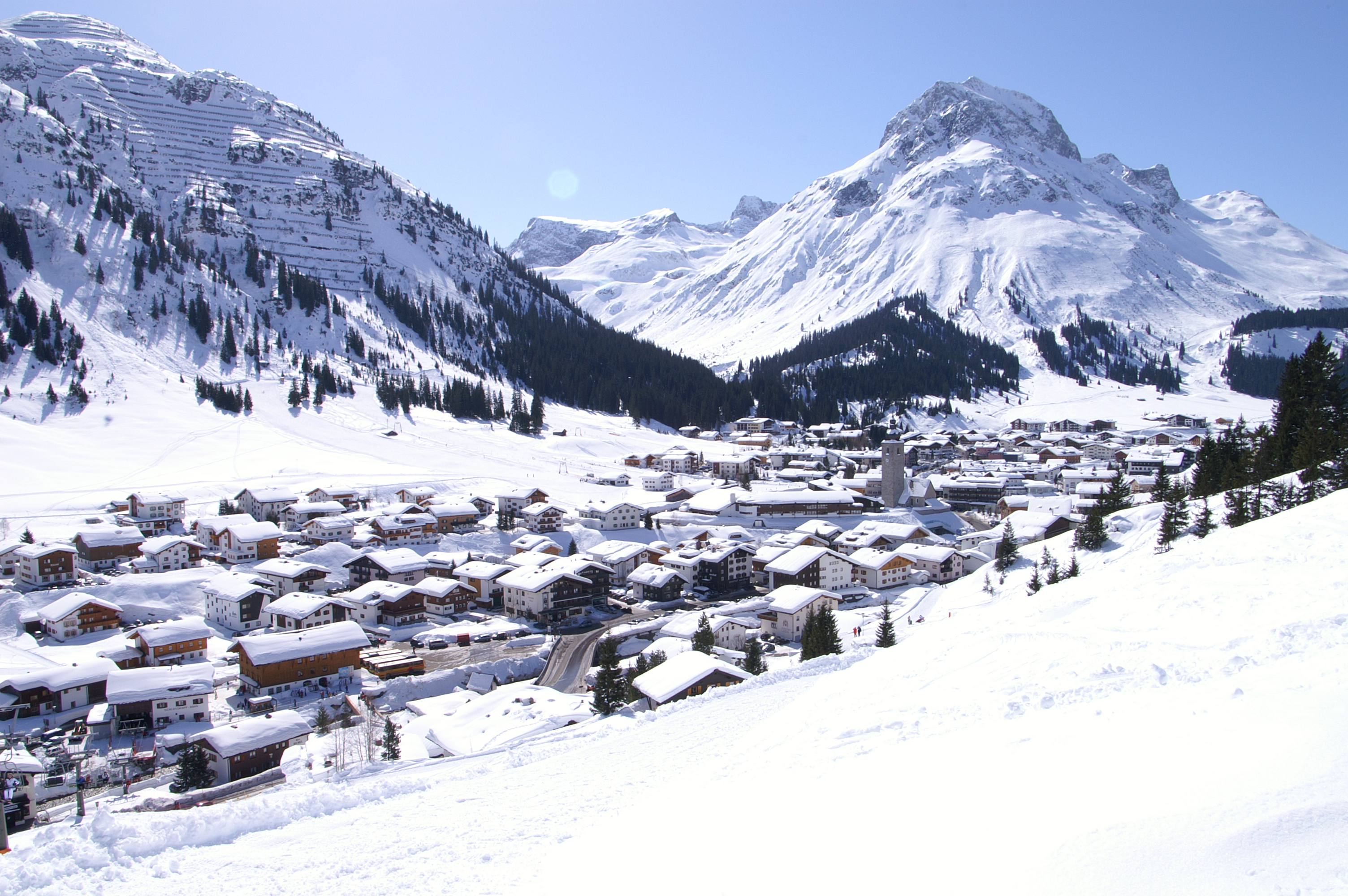
Lech am Arlberg je součástí Ski Arlberg - největšího lyžařského střediska v Rakousku

Největší turistickou atrakcí jsou hory a četná lyžařská střediska. V zimní sezóně najdou nadšenci do zimních sportů ve Vorarlbersku ideální podmínky pro svůj oblíbený sport: lyžování, běh na lyžích, freeride, snowboarding, bruslení, jízda na saních, jízdě v kočáře, sáňkování, zimní zábavní parky.
Mezi největší lyžařská střediska ve Vorarlbersku patří:
- Ski Arlberg
- Silvretta Montafon
- Kleinwalsertal
- Brandnertal
- Damüls-Mellau
- Diedamskopf
- Großes Walsertal / Fontanella-Faschina
- Klostertal

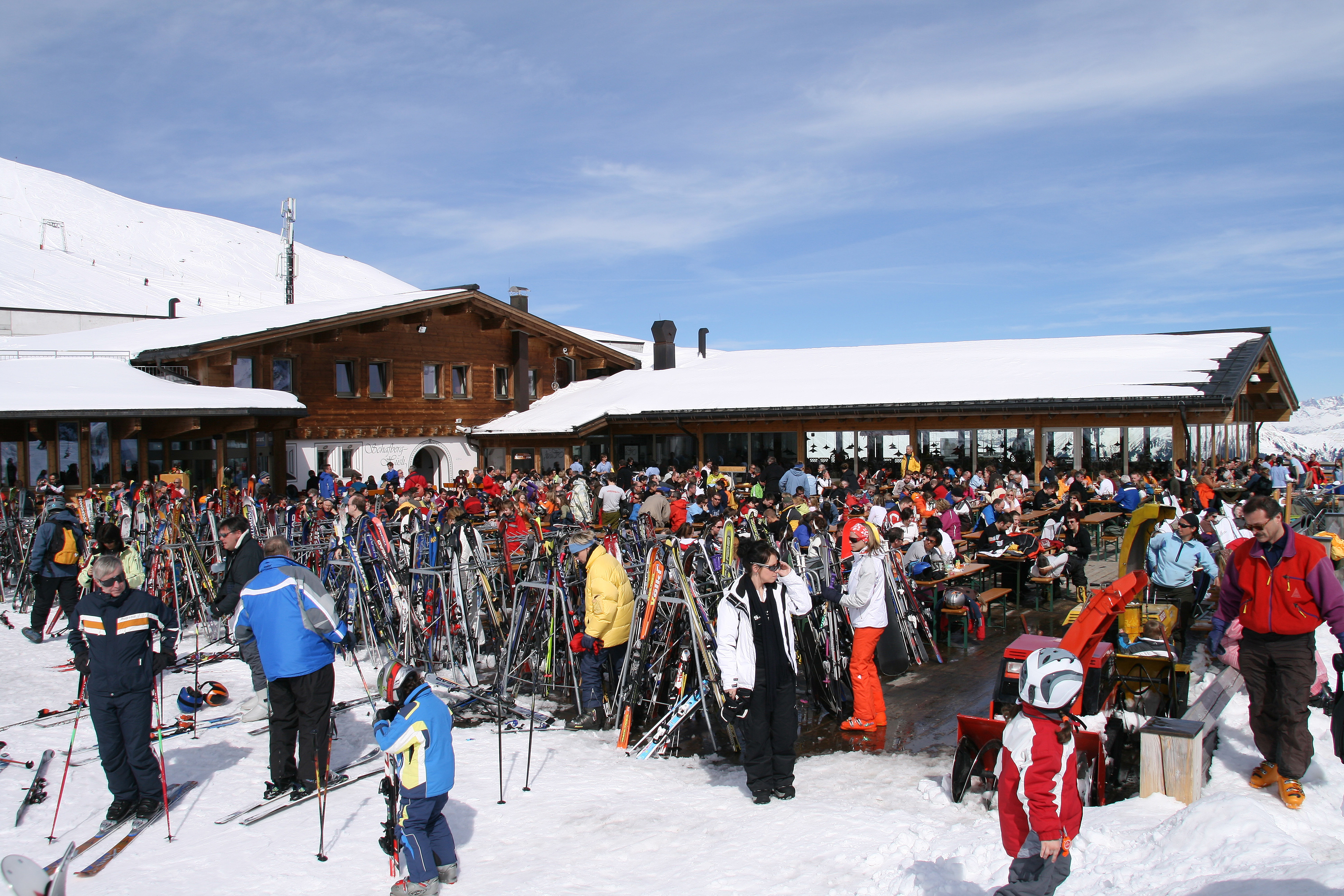
Turisté u horské restaurace Schafberg-Hüsli v pohoří Rätikon

Lyžařská střediska Silvretta Montafon a Ski Arlberg (které se částečně nachází v Tyrolsku) jsou dvě největší lyžařská střediska ve Vorarlbersku. Ski Arlberg je od roku 2016 největší propojená lyžařská oblast v Rakousku. Nabízí 305 km sjezdovek a 111 vleků. Zahrnuje Lech, Zürs, Oberlech, Warth, Schröcken, Stuben a tyrolské obce Sankt Anton a Sankt Christoph. Střediska Lech a Zürs jsou známá svou exkluzivitou a luxusem, a jezdí do nich mnoho prominentních osob. Jedná se například o nizozemskou královskou rodinu, která již po čtyři generace středisko každoročně navštěvuje a pobývá v prestižním hostinci Gasthof Post. Slavným lyžařským závodem odehrávajícím se v tomto středisku je Der Weiße Ring (česky „Bílý prsten“), kde lyžaři závodí od Lechu po Zürs. Tato zvláště obtížná, 22 km dlouhá trasa je pojmenována po okružním tvaru trati a sněžných podmínkách v této oblasti.
Damüls-Mellau je lyžařský areál pozoruhodný svými spolehlivými sněhovými podmínkami. V roce 2007 byl Damüls pojmenován jako „nejsněžnější vesnice na světě“. Během období měření byla průměrná výška sněhu za zimní sezónu přibližně 9,30 m.
Vyhlášenou atrakcí je Ski Ride Vorarlberg. Tento zájezd je kombinací lyžování, turistiky a freeridu procházející územím Vorarlberska. Trasa začíná v údolí Kleinwalsertalu na severu, pokračuje přes Bregenzský les, Arlberský průsmyk a údolí Klostertal do údolí Montafon na jihu. Túra s průvodcem obvykle trvá až 7 dní a je určena pro zkušené lyžaře.

### Léto

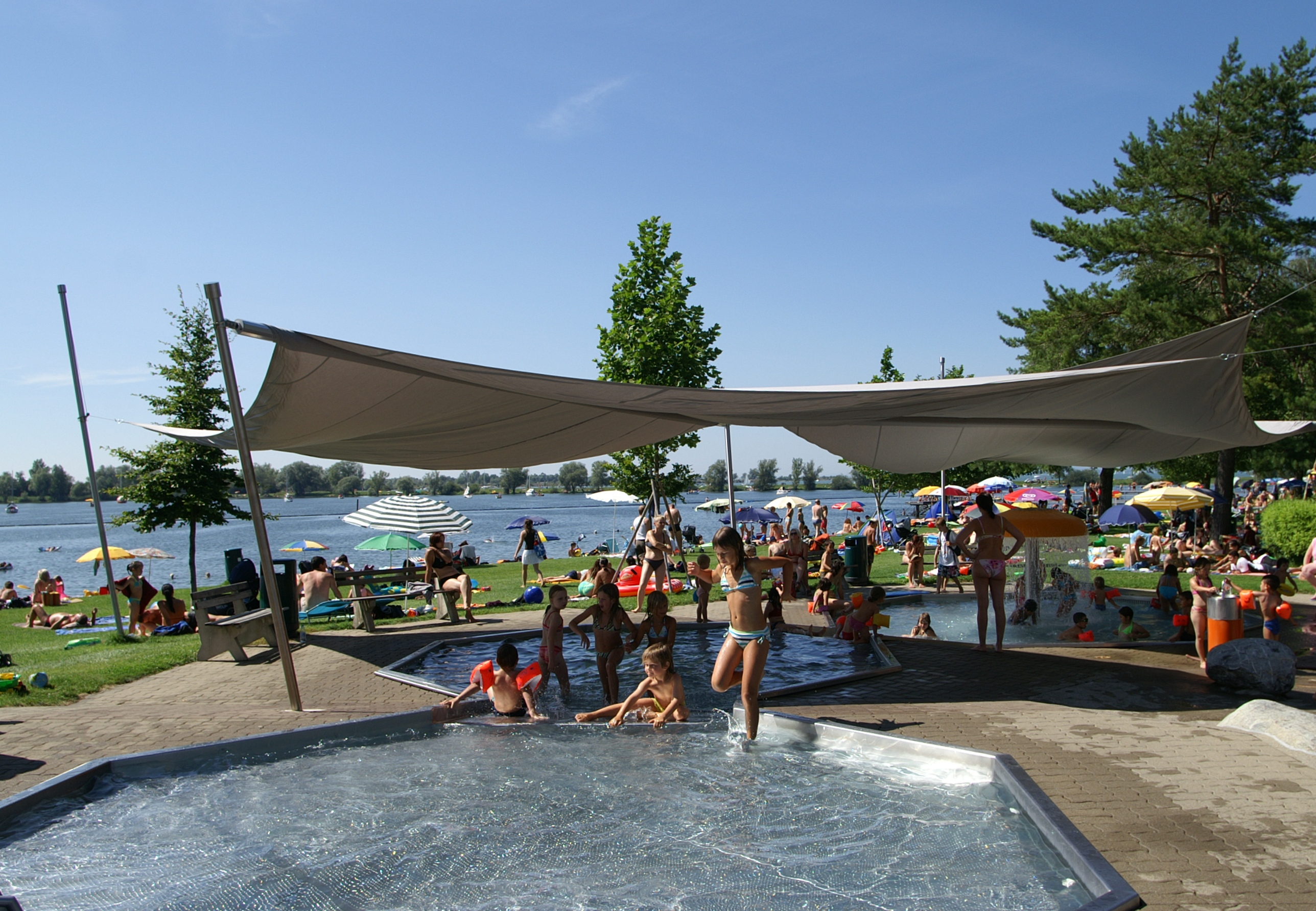
Bodamské jezero přitahuje v létě tisíce turistů. Na snímku pláž v obci Hard

V létě hrají ve vorarlberském turismu velkou roli horské sporty, jako jsou turistika, jízda na horském kole, horolezectví a běh v horském terénu. Celkově má Vorarlbersko více než 5 500 kilometrů turistických stezek v různých výškách pro zkušené i nezkušené turisty. Mnoho lyžařských areálů provozuje po celé léto lanovky, čehož horalové hojně využívají.
Po celém Vorarlbersku se nabízejí tematické túry, např. kulinářské túry, bylinné procházky, vzdělávací túry pro děti a noční procházky. Tematická trasa „Gauertaler AlpkulTour“, která se táhne kulturní krajinou Montafon v pohoří Rätikon, je oblíbenou turistickou stezkou. Bodamské jezero je magnetem pro pěší turisty, poutníky, rybáře a pozorovatele ptáků. Po dlouhou dobu sloužilo jako referenční bod pro důležité cesty poutníků, včetně Pěší stezky kolem Bodamského jezera, částí poutní cesty do Santiaga de Compostela a evropských dálkových tras E1, E4 a E5.
Vorarlbersko také nabízí asi 1 500 kilometrů značených tras pro horská kola a láká cyklisty všech úrovní. Túry na horských kolech s průvodcem jsou k dispozici například v údolích Brandnertal a Klostertal. Cyklistická škola v Bregenzském lese nabízí různé aktivity spojené s jízdou na kole, včetně cyklistických táborů, kurzů techniky a výletů na závodních kolech.

### Gastronomie během pandemie covidu-19
Od prosince 2020 do března 2021 byl gastronomický a kulturní sektor Vorarlbersku zcela odstaven kvůli vysokému riziku infekce koronavirem v průběhu pandemie covidu-19. V březnu 2021 bylo Vorarlbersko rakouskou spolkovou zemí s nejmenším počtem případů covidu-19. Proto sloužilo jako modelová oblast pro znovuotevření gastronomického a kulturního sektoru.
V polovině března 2021 bylo hostinským povoleno znovu otevřít své podniky. Požadavky pro povolení vstupu do zařízení byly: zaregistrovat se, ukázat negativní test na covid-19 a omezení počtu osob u jednoho stolu (maximálně čtyři dospělí z maximálně dvou domácností). Provozovatel musel zajistit dvoumetrovou vzdálenost mezi stoly a dodržení zákazu vycházení od 20:00. Vnitřní a venkovní akce byly povoleny za přísných podmínek: maximálně 100 účastníků, negativní test na covid-19, maska FFP2 a přidělená místa.
Nízký výskyt infekcí covidu-19 ve Vorarlbersku byl pravděpodobně způsoben následujícími důvody:
- všudypřítomné sledování kontaktů,
- cestovní omezení týkající se sousedních zemí(Tyrolsko, Německo, Švýcarsko, Lichtenštejnsko), kvůli kterým málo lidí překračovalo hranice,
- nízká míra výskytu varianty B.1.1.7 („britská varianta“) viru.

## Sport

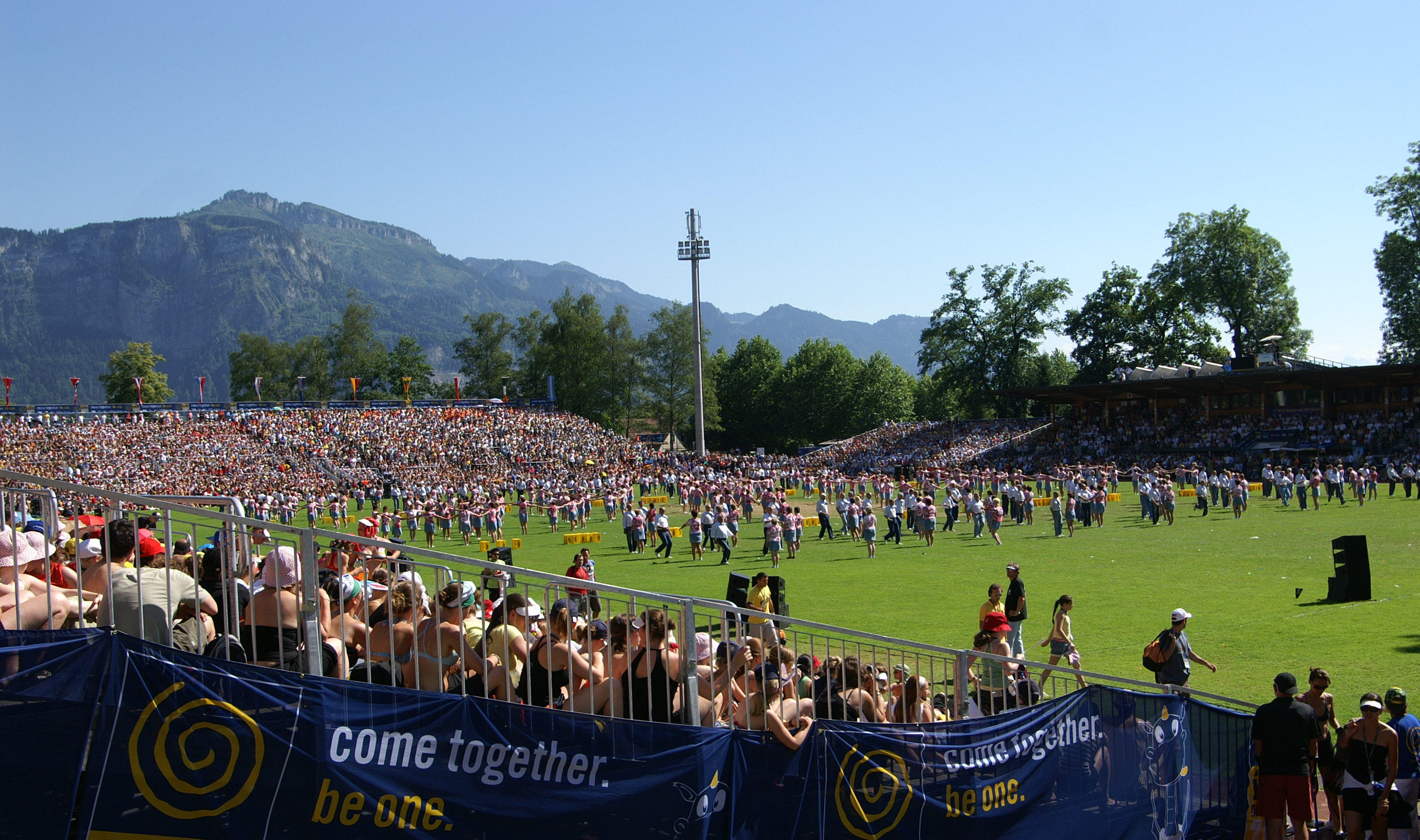
Zakončení gymnaestrády v Dornbirnu roce 2007

Hypo-Meeting je atletická soutěž, která se každoročně koná v květnu / červnu na stadionu Mösle v Götzisu. Organizuje ji Mezinárodní asociace atletických federací (IAAF) a sponzoruje ji Hypo Vorarlberg Bank (odtud její název). První Hypo-Meetingy byly organizovány od roku 1975 jako soutěže pro muže. Soutěže žen byly přidány v roce 1981.
V sezóně 2012/13 se jako součást Mistrovství světa v snowboardingu FIS konal první Světový pohár SBX Montafon. Tento světový pohár se koná každoročně v prosinci v údolí Montafon v lyžařském areálu Silvretta Montafon, začínají kousek pod vrcholem Hochjoch a končí poblíž horské stanice lanovky. Rozdíl v nadmořské výšce mezi startem a cílem je kolem 200 metrů. Návštěvníci světového poháru mohou během dne sledovat snowboardisty a lyžaře a v noci si užít koncerty ve Schrunsu.
V roce 2007 se v Dornbirnu ve dnech 8. až 14. července konala 13. Světová gymnaestráda, které se zúčastnilo přibližně 21 000 gymnastů z celého světa. V roce 2015 výkonný výbor Mezinárodní gymnastické federace oznámil, že město Dornbirn bude v roce 2019 znovu pořádat Světovou gymnaestrádu. Město se tak po pouhých dvanácti letech opět stalo hostitelem této významné mezinárodní akce. Světová gymnaestráda proběhla ve vorarlberském Dornbirnu od 7. do 13. července 2019 a před více než 220 000 návštěvníky vystoupilo cca 19 000 účastníků z více než 60 zemí.

## Kultura

### Tradiční kroj

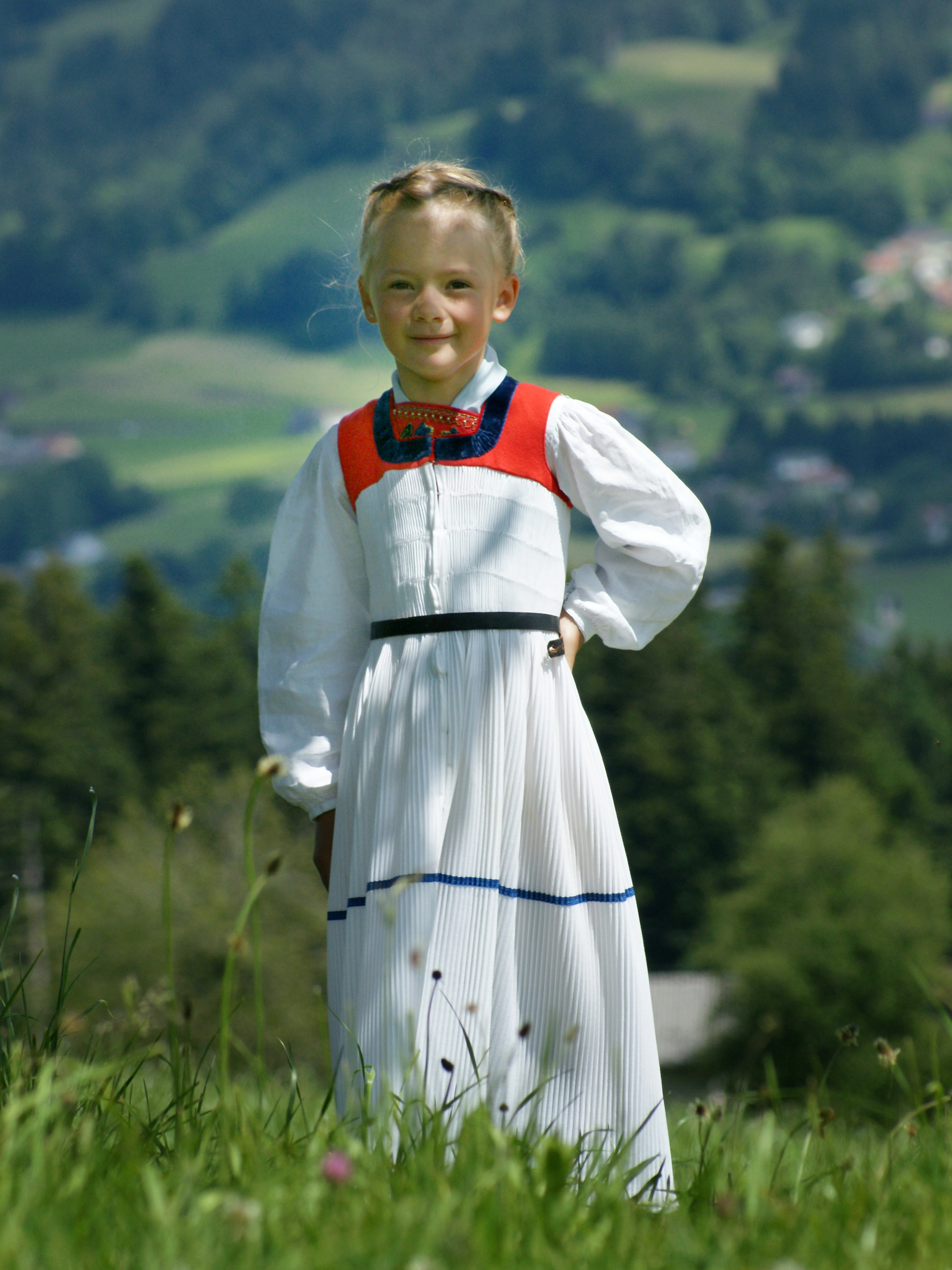
Dívka v tradičním kroji Juppe z Bregenzského lesa

Tradiční kroje („Tracht“) mají ve Vorarlbersku dlouhou historii. Mnoho údolí a vesnic má svůj vlastní druh oděvu, každý se zvláštními charakteristikami z určitých stylových období. Kroj z oblasti Bregenzského lesa je nejstarší, pochází z 15./16. století a je také nazýván „d'Juppô“ (bavorsky: „Juppe“). Montafonský kroj je inspirován barokní érou. Celý Tracht se skládá z několika prvků: „Juppe“ (zástěra), pokrývka hlavy (čepice či klobouk), halenka, „Tschopa“ (bunda) a punčochy. Účes (například vlasy s copánky) může být také součástí Trachtu.
V 70. letech 20. století nosilo Tracht jen velmi málo Vorarlberčanů. Důvodem byly přísné předpisy týkající se jeho nošení. Například ženy z Bregenzského lesa s krátkými vlasy neměly Tracht nosit, protože jejich vlasy byly příliš krátké pro upletení vhodného účesu (tzv. „Wälderzöpfe“). Teprve když se v 90. letech uvolnily předpisy a individualizovalo se oblečení, stalo se nošení Trachtu populárnějším. Dnes se tradiční kroj nosí hlavně při slavnostních příležitostech. V Riefensbergu se tradiční Tracht stále vyrábí. Existuje také „Zemské krojové sdružení“ (něm. Landestrachtenverband), které podporuje obyvatele a hudební kapely nosící vorarlberský Tracht.

### Kuchyně

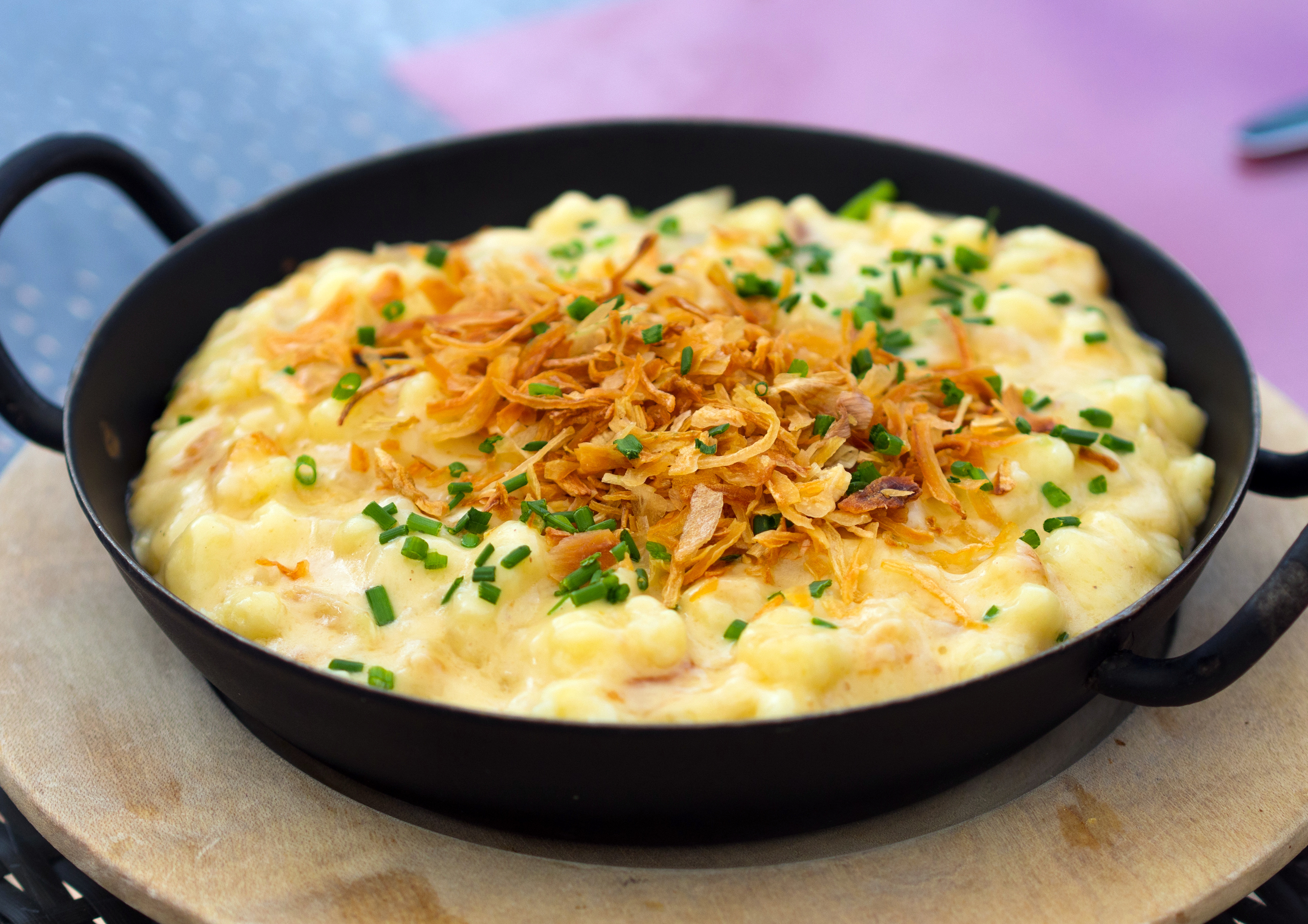
Tradiční Käsespätzle servírované v pánvičce

Ve Vorarlbersku se protínají vlivy alemanské kuchyně sousedních zemí s kuchyní rakouskou, přesto v případě tradiční vorarlberské kuchyně alemánský vliv převažuje. Sýr a další mléčné výrobky hrají hlavní roli v tradičních vorarlberských pokrmech. Typickými pokrmy z oblasti Vorarlberska jsou: Käsespätzle nebo Käsknöpfle (nudle z mouky a vajec se sýrem a cibulí), Riebel (pokrm z kukuřičné a pšeničné krupice, podávaný pikantní nebo sladký), Flädlesuppe (vývar se slanými proužky na palačinky), Grumpara mit Käs (loupané pečivo se sýrem), Öpfelküachle (jablka pečená v palačinkovém těstíčku, přelitá cukrem a skořicí). Mostbröckle (nakládaná a uzená klobása), původem ze Švýcarska, je také velmi oblíbeným pokrmem.

#### Regionální mléčné výrobky
- Bergkäse (doslova „horský sýr“). Konzistence Bergkäse je poměrně tvrdá, někdy s malými otvory nebo prasklinami, se silnou chutí, která může být až ořechová. V užším slova smyslu je Bergkäse sýr vyráběný v nízkých pohořích (mezi 600 a 1500 m). Příklady vorarlberských Bergkäse jsou Vorarlberger Bergkäse nebo Großwalsertaler Bergkäse nazývaný „Walserstolz“ (něm. Walserovská pýcha).
- Alpkäse (doslova „sýr z horských pastvin“ či „alpský sýr“). Alpkäse je tvrdý sýr, který chutí a strukturou připomíná Bergkäse. Rozdíl mezi těmito sýry spočívá v období a místě výroby. Bergkäse se vyrábí celoročně, takže i v zimě, kdy jsou zvířata ve stájích a krmena senem. Alpkäse je sezónní produkt, který se vyrábí pouze v létě od května do září na vysokohorských loukách nad 1500 m, kde se zvířata pasou na alpských bylinách. Příkladem je Vorarlberger Alpkäse.
- Sura Kees (doslova „kyselý sýr“). Sura Kees, původem z údolí Montafon, je známý již od 12. století a připomíná tyrolský šedý sýr. Je to nízkotučný sýr s jemnou smetanovou vůní, jehož chuť se pohybuje od mírně kořeněné až po kyselou, vždy se slaným podtónem. Sura Kees se obvykle podává s octem, olejem a cibulí, nebo samostatně na černém chlebu případně se konzumuje s bramborami.[74]

### Festivaly a každoroční akce

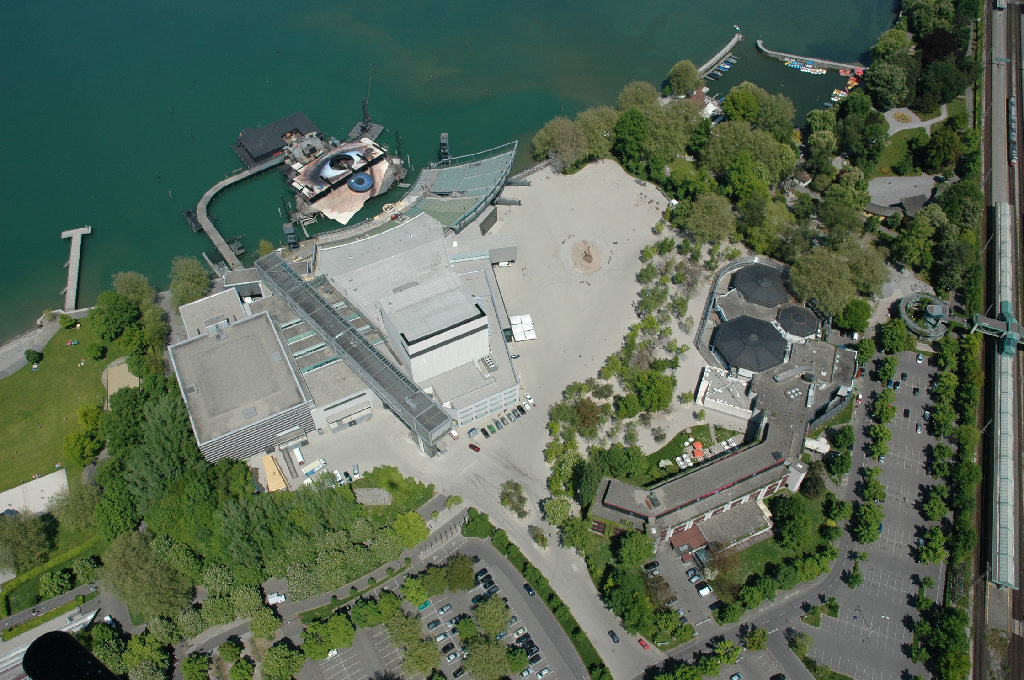
Areál jezerního jeviště v Bregenzu

Vorarlbersko nabízí kulturní atrakce všeho druhu. Mezi nejvýznamnější patří:
- Bregenzské slavnosti jsou nejznámějším festivalem v regionu a již od roku 1946 představují jednu z vrcholných událostí rakouské kultury. Každoročně se konají v červenci a srpnu. S operami a muzikály jako Die Zauberflöte (Kouzelná flétna), West Side Story a Carmen přitahuje tento festival každoročně stovky tisíc diváků. Festival proslul také díky tzv. Seebühne, působivému jevišti umístěnému na vodách Bodamského jezera.[75]
- Poolbar Festival je festival moderní hudby a kultury ve Feldkirchu. Koná se každoročně od července do srpna a jeho návštěvnost dosahuje přibližně 20 000 lidí. Návštěvníkům představuje moderní hudbu, výstavy, poezii, módu a jeho součástí je také cena za architekturu.[76]
- Každoroční Schubertiáda ve Schwarzenbergu a Hohenemsu je nejdůležitějším festivalem oslavujícím skladatele Franze Schuberta na světě, přičemž jeho skladby v repertoáru festivalu dominují. Jedná se o neformální setkání, kde hudbu hrají nebo recitují kluby přátel a hudebníci na profesionální i amatérské úrovni. První Schubertiáda se konala ve vorarlberském Hohenemsu v roce 1976.[77]
- Každý rok v srpnu se na festivalu krátkých filmů Alpinale v Bludenzu promítá přibližně 30 krátkých filmů od tvůrců z celého světa.[78]
- Literurfest Kleinwalsertal je literární festival skládající se z přednášek, workshopů, předčítání poezie a výstav, který se koná každý podzim v údolí Kleinwalsertal.[79]
- Festival světelného umění Lichtstadt Feldkirch umožňuje mezinárodním umělcům naplnit město Feldkirch světelnými objekty, projekcemi a sochami. Jeho první ročník se konal v roce 2018 a přilákal 30 000 návštěvníků. Festival se koná pravidelně každý druhý rok.[80][81]

Mezi další festivaly patří Montfortské nuance ve Feldkirchu, hudební festivaly Montafonské ozvěny a Klasický Krumbach, taneční festival Bregenzské jaro, divadelní festival Luaga & Losna, a festivaly lidových zvyků Walserské jaro a Blumeneggské léto.
Vorarlbersko také hostí několik různých veletrhů, kongresů a výstav, včetně veřejné zdravotní akce Medicinicum Lech, každoročního mezioborového sympozia Philosophicum Lech a veletrhu designu a festivalu POTENTIALe ve Feldkirchu. Mezi oblíbené kulturní atrakce patří také lodní výlety po Bodamském jezeře a poutní cesty (například Svatojakubská cesta).

### Muzea

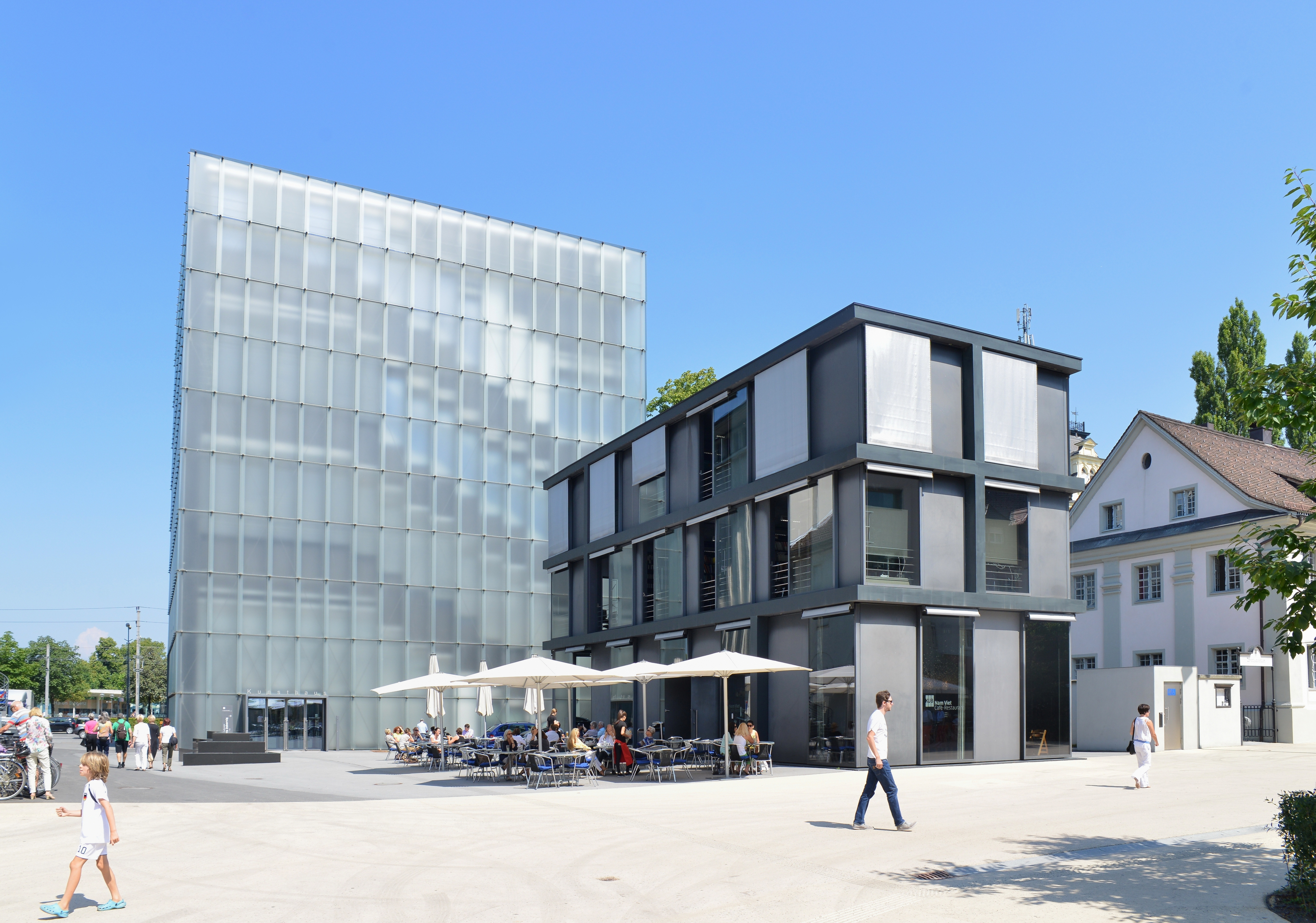
Dům umění v Bregenzu

Nejnavštěvovanějšími muzei ve Vorarlbersku jsou Dům umění a Vorarlberské muzeum v Bregenzu, inatura (interaktivní přírodní dobrodružná show a přírodovědné muzeum) v Dornbirnu a Židovské muzeum v Hohenemsu. Menší muzea zahrnují Muzeum Angeliky Kauffmann ve Schwarzenbergu, Muzeum žen v Hittisau, Rolls-Royce Muzeum a Mohren Biererlebniswelt v Dornbirnu, Muzeum v Eggu a Juppenwerkstatt Riefensberg (výrobce tradičních oděvů), Felder Muzeum v Schoppernau, muzeum Schattenburg umístěné ve stejnomeném hradě ve Feldkirchu, Muzeum betlémů v Dornbirnu, Heimatmuseum v Bezau a mnoho dalších.
Specifickou muzejní atrakcí je tzv. Wälderbähnle známá také jako Bregenzerwaldská železnice a s ní spojené Bregenzerwald Museumsbahn. Jedná se o úzkorozchodnou historickou železnici, která spojuje Schwarzenberg s Bezau uprostřed malebné alpské scenérie.

## Architektura

### Tradiční architektura

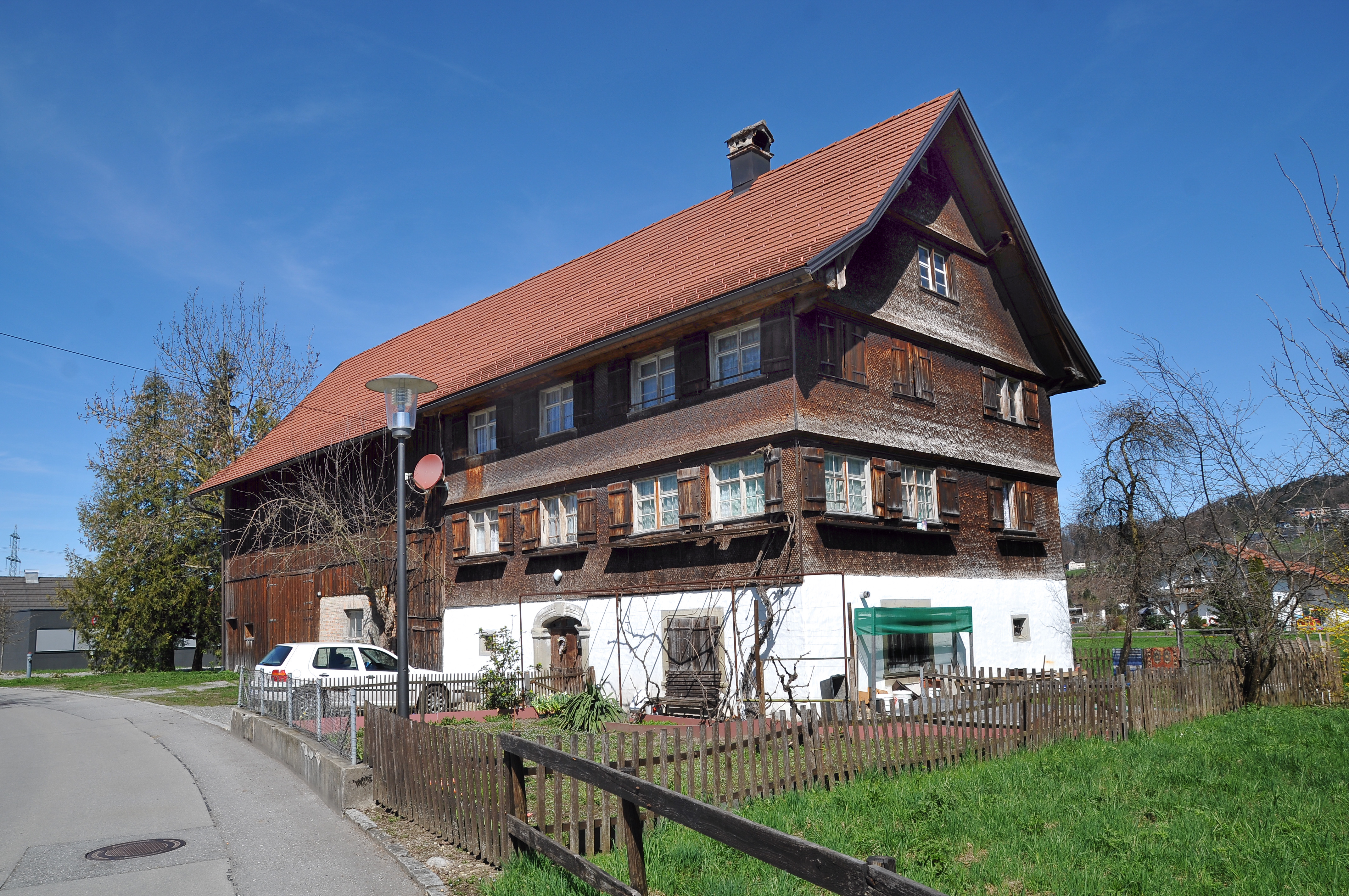
Typický dům ve stylu Rheintalhaus ve Schwarzachu

Pokud jde o tradiční architekturu, je Vorarlbersko známé mnoha barokními architekty. Tito architekti vytvořili svůj vlastní přístup k půdorysu kanonického kostela, označovaný jako „Vorarlberger Münsterschema“. Důležitým stavitelským cechem byl „Auer Zunft“ (Auský cech neboli Cech z Au), založený v roce 1657 Michaelem Beerem. Auský cech v 17. a 18. století vyškolil kolem 200 barokních architektů, kameníků a tesařů. Řemeslníci tohoto cechu vytvořili velké množství budov ve Vorarlbersku, Švýcarsku, Alsasku a v oblasti jižního Německa.
Svébytné architektonické typy domů Bregenzerwälderhaus, Walserhaus a Montafonerhaus jsou zvláště důležité pro historickou architekturu a neodmyslitelně patří k horské alpské krajině Vorarlberska. Rheintalhaus („Dům v údolí Rýna“) je tradiční forma venkovského domu v Dornbirnu a okolních obcích Rýnského údolí. Původ jejich vzhledu sahá až do 15. století. Tradičními materiály používanými při stavbě těchto domů jsou kámen a dřevo.

#### Secese

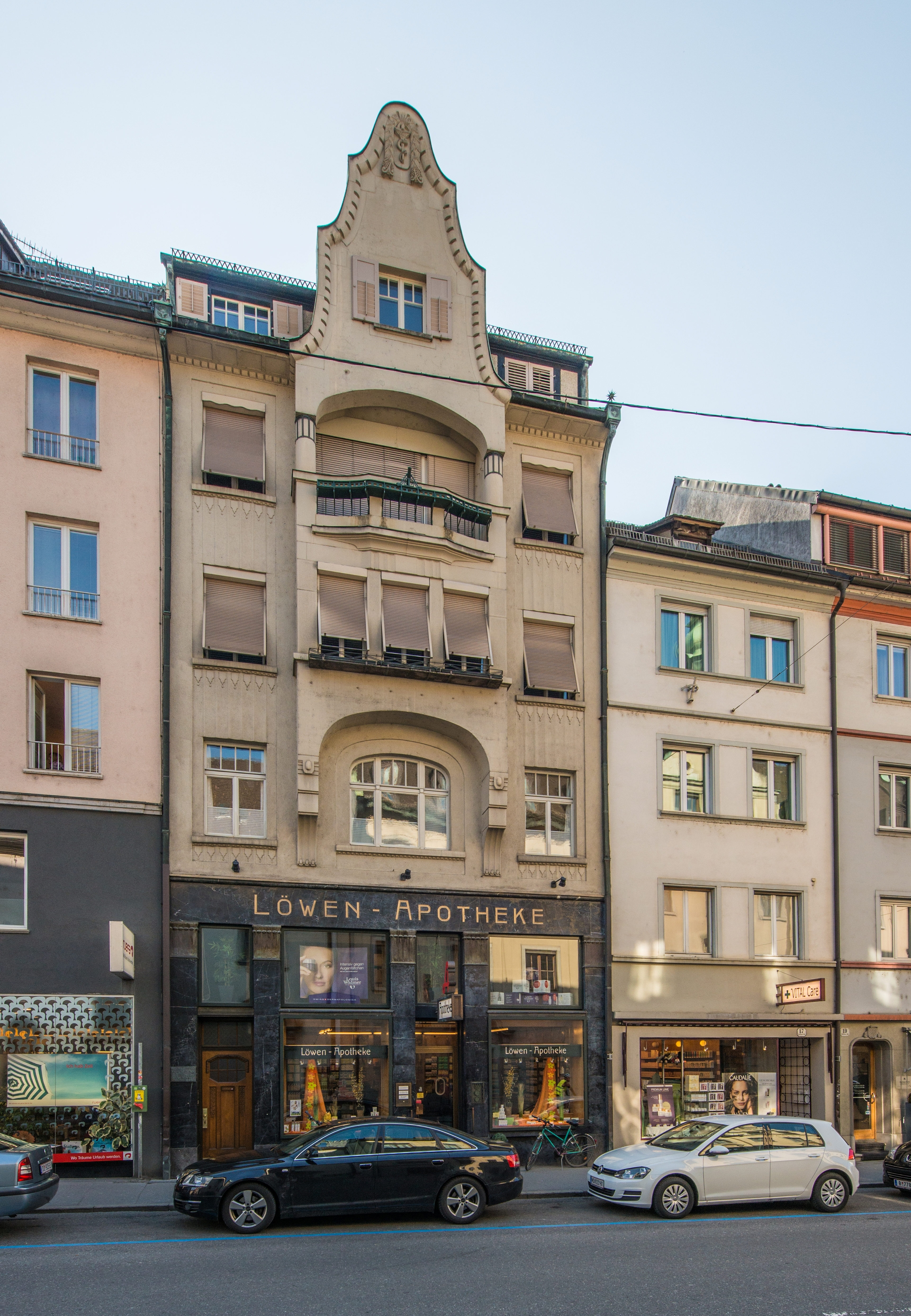
Secesní lékárna Löwenapotheke v Bregenzu

Na přelomu 19. a 20. století dominoval ve Vorarlbersku tzv. „Heimatstil“, jihoněmecká varianta secese. Příkladem tohoto stylu je lékarna Löwenapotheke v Bregenzu od Otta Mallauna. Dalšími významnými příklady secesní architektury ve Vorarlbersku jsou díla Ernsta Dittricha (např. zemský soud a zemské ředitelství finančního úřadu ve Feldkirchu) a Hannse Kornbergera (např. vily „Grabenweg č. 8“ a „Schulgasse č. 17“ v Dornbirnu a bývalá nemocnice v Hohenemsu).

#### Památky
Památky se nacházejí zejména ve starých městech Feldkirch, Bludenz a Bregenz. Na seznamu památkově chráněných budov se ale nachází také některé budovy v Bregenzském lese a Montafonu. Historická místa po celé vorarlberské krajině svědčí o minulosti různými způsoby. Vyznamná jsou také poutní místa, jako například poutní kostel v Bildsteinu, proboštství Sankt Gerold v Großes Walsertalu a bazilika v Rankweilu.

### Nová Vorarlberská stavitelská škola

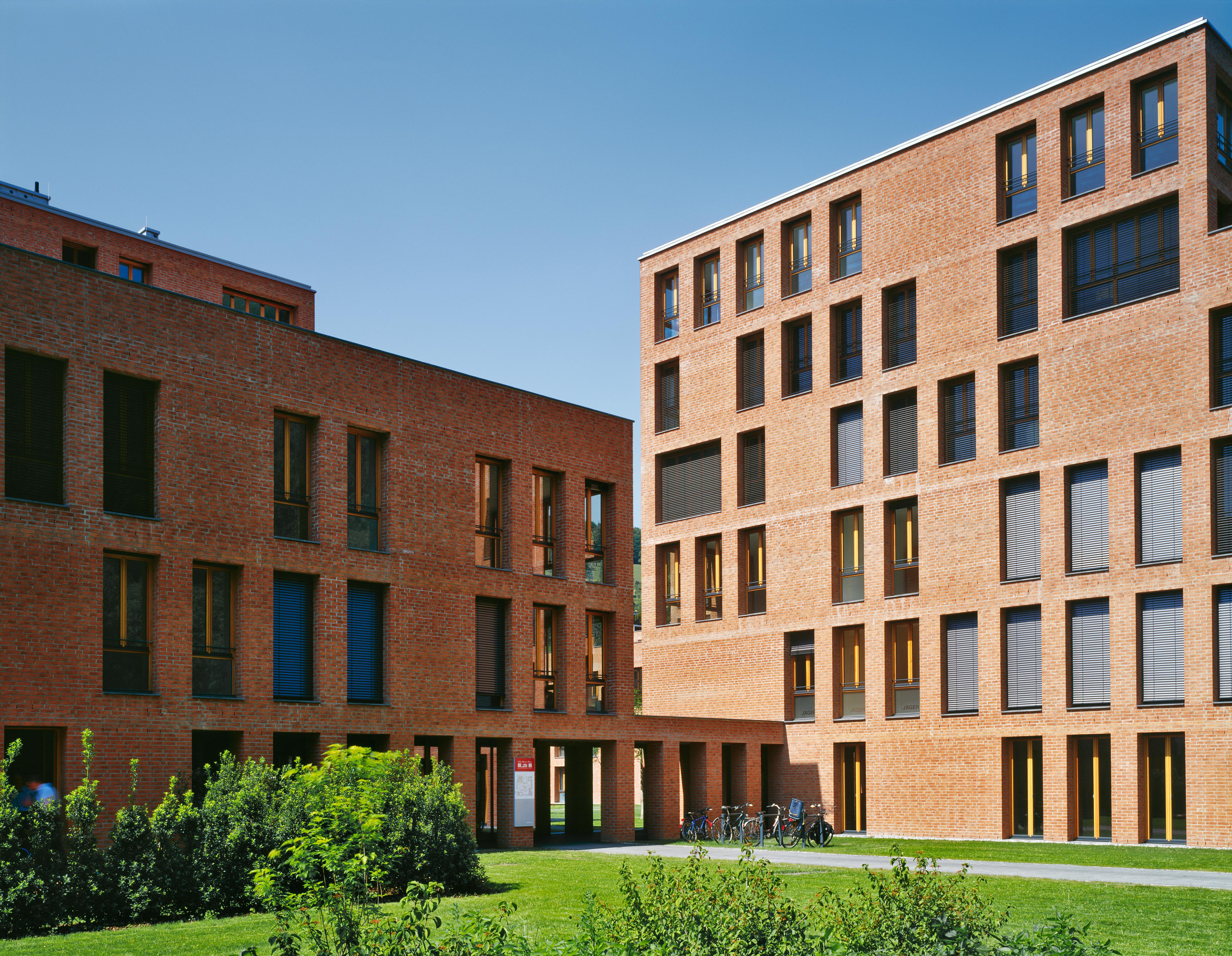
Villa Menti od architekta Dietmara Eberle, Feldkirch (2006)

Neue Vorarlberger Bauschule neboli Nová Vorarlberská stavitelská škola je považována za jednoho z nejdůležitějších průkopníků tzv. Nové alpské architektury. Architektonické stavební osnovy ve Vorarlbersku mají skvělou reputaci v celé Evropě a jsou známy svou náročnou sofistikovanou architekturu plnou plodné konfrontace mezi tradičními konstrukčními metodami a jejich moderní interpretací. Tento stavební přístup se organicky vyvinul ve druhé polovině 20. století a do procesu stavby vždy zapojoval řemeslníky a místní obyvatele. Typická vorarlberská architektura kombinuje tradici a modernost: čisté linie, sklo a místní dřevo. Tato harmonická směs vytváří zajímavé kontrasty, např. v případě hrázděných domů. Pohodlí a kvalita života jsou důležitými kritérii. V současné době mnoho soukromých domů a veřejných budov renovují architekti upřednostňující místní dřevo a omezování energetických výdajů.
Řada moderních budov určených pro kulturu, volný čas a cestovní ruch byla oceněna národními a mezinárodními cenami za architekturu:
- Vorarlberské muzeum v Bregenzu (navržené studiem Cukrowicz Nachbaur) získalo mimo jiné ocenění Mezinárodní cena za architekturu 2014, zlatou cenu Best Architect’s Award 2014, Vorarlberskou stavitelskou cenu 2015 a Rakouskou muzejní cenu 2016.[90]
- Dům umění v Bregenzu, navržený švýcarským architektem a nositelem Pritzkerovy ceny Peterem Zumthorem, obdržel v roce 1998 cenu Evropské unie za současnou architekturu.
- Festivalové a kongresové centrum v Bregenzu navrhli Helmut Dietrich a Much Untertrifaller. V roce 2007 získalo Mezinárodní cenu za architekturu a v roce 2010 Vorarlberskou stavitelskou cenu.[91]
- Montforthaus ve Feldkirchu, navržený architekty ARGE Hascher & Jehle a Mitiska Wäger je dalším kongresovým a kulturním domem. V roce 2015 byl oceněn Vorarlberskou stavitelskou cenu a v roce 2017 Rakouskou státní cenou za architekturu a udržitelnost.[92]
- Werkraumhaus Bregenzerwald (navržený Peterem Zumthorem) byl v letech 2014 a 2015 také oceněn Rakouskou stavitelskou cenou. Budova byla navíc zařazena do seznamu UNESCO pro ochranu nehmotného kulturního dědictví.[93]
- Statek Michelehof v Hardu, oceněný Vorarlberskou cenou za dřevostavby (2007), Rakouskou stavitelskou cenou (2007) a Vorarlberskou stavitelskou cenou (2010).[94]
- Hotel Krone v Hittisau, oceněný Vorarlberskou cenou za dřevostavby (2009), Hypo stavitelskou cenou (2010) a Lichtenštejnskou cenou za udržitelné budování a renovaci v Alpách (2011).[95]

| „ | Za posledních třicet let, […] si Vorarlbersko udělalo jméno svou současnou stavební kulturou. Vorarlbersko, které je obecně považováno za jedinečný fenomén v celé Evropě, si nejen vytvořilo vlastní regionální identitu, ale také slouží jako vzor daleko za svými hranicemi. […] Obzvláště důležitou roli hraje využívání inovativních materiálů a konstrukčních principů, integrace nejnovějších technologií a vývoj nových stavebních produktů. […] Harmonická spolupráce mezi architekty, řemeslníky, klienty a místními úřady nadále produkuje novou architekturu, která je progresivní, energeticky efektivní a udržitelná, a která získala Vorarlbersku reputaci v mezinárodním společenství návrhářů. | “ |
| — Ulrich Dangel: Sustainable Architecture in Vorarlberg: Energy Concepts and Construction Systems (2010) | |   |

### Současná architektura

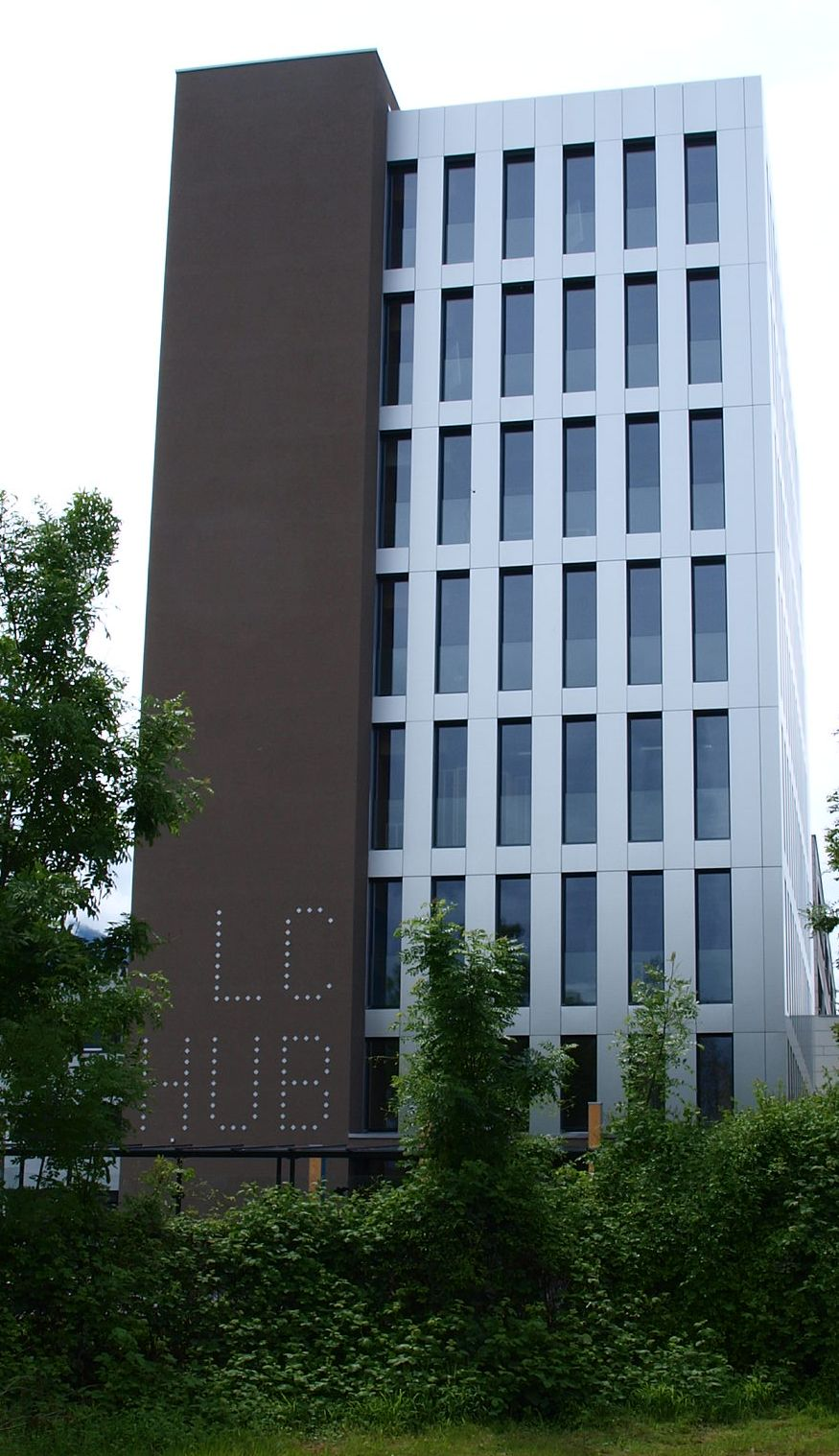
LCT ONE (LifeCycle Tower ONE), soběstačná modulární věž v Dornbirnu

Spousta příkladů současné vorarlberské architektury se nachází v Dornbirnu. Od roku 2010 Vorarlbersko investovalo do výzkumu obnovitelných energetických zdrojů a energeticky soběstačných domů, aby dosáhlo stanovených klimatických cílů. V roce 2012 byl v Dornbirnu postaven první modulární dřevěný hybridní komplex osmi pater: LifeCycle-Tower ONE (LCT ONE). Věž je vysoká 27 metrů a je vyrobena ze dřeva a betonu. V tomto architektonickém návrhu nejsou zakryty nosné prvky. Mezi výhody tohoto inovativního projektu patří ekologická a energetická efektivnost, o 90% nižší emise CO2, mnohem kratší doba výstavby a průmyslová výroba většiny použitých komponentů.
V roce 2014 zřídila obec Krumbach v Bregenzském lese sedm autobusových zastávek, které navrhly mezinárodní architektonické kanceláře ve spolupráci s místními architekty a řemeslníky. Projekt nese název BUS: STOP Krumbach. Tyto mimořádné autobusové zastávky získaly zvláštní uznání v rámci rakouských státních cen za architekturu i státní cenu za Public Relations.
Skyspace Lech je umělecká instalace v Oberlechu navržená Jamesem Turrellem v roce 2014. Jedná se o uzavřený prostor, který je otevřen do nebe skrz velkou díru ve stropě. Díky jedinečnému designu se denní světlo zaostří na stěnách a mění barvu během východu a západu slunce. Celý objekt je hladce integrován do krajiny v nadmořské výšce 1780 metrů.

### Architektonické iniciativy

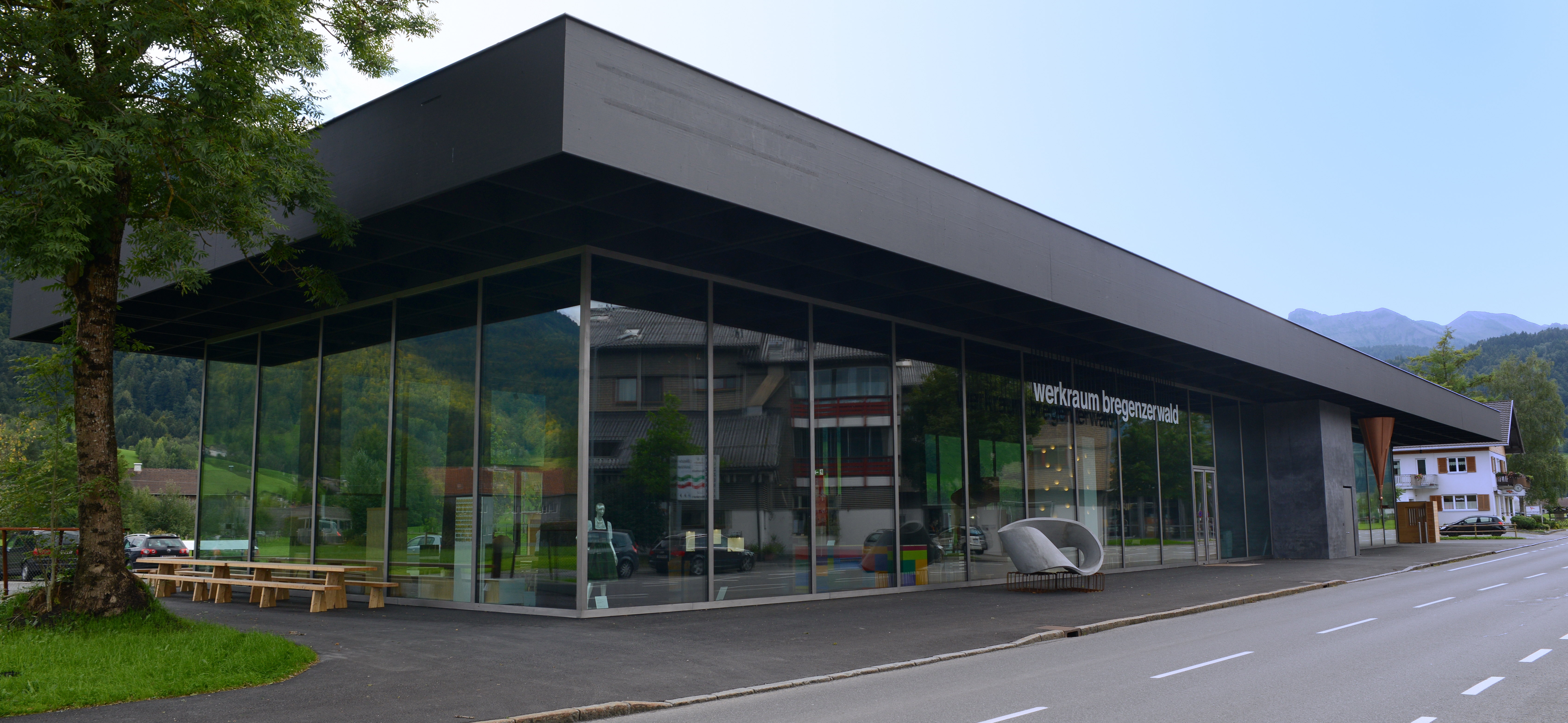
Werkraum Haus v Andelsbuchu

Místní řemeslníci pracují pod záštitou sdružení Werkraum Bregenzerwald založeného v roce 1999 v Bregenzském lese. Sdružení se zaměřuje na propojování a podporu řemeslných, designových a technologických podniků v této oblasti. Tzv. Werkraum Haus je veřejně přístupným místem a kromě shromažďování řemeslníků slouží především k prezentaci řemeslného umění, k podpoře stavební kultury ve spolupráci s architekty a ke zvýšení kompetencí v oblasti designu a kvality řemesel, pokud možno se zapojením mladých lidí.
Putovní výstava Getting Things Done, která od roku 2014 okupuje Werkraum Bregenzerwald, demonstruje prostřednictvím 230 vybraných projektů kvalitu vorarlberské architektury a nabízí odlišný pohled na to, jak se stavební kultura vyvinula od konce 50. let do současnosti. Tato výstava, kterou pořádá Rakouské kulturní fórum, je vystavena na více než 20 místech po celém světě.

#### Architektonické stezky
Vorarlberský institut pro architekturu a Vorarlberské turistické sdružení spolupracovaly na vývoji takzvaných architektonických stezek. Každá stezka má jiné téma: „Nové dojmy“, „Umění a kultura“, „Dřevo a hlína“, „Staré a nové“, „Revitalizované vesnice“ a „Architektura a krajina“. Stezky přivádí návštěvníky do městských i venkovských oblastí, a ukazují na vybraných příkladech architektonickou rozmanitost ve Vorarlbersku. Tyto příklady se vyznačují funkčním kombinováním, prostorovou všestranností, formálním radikalismem, ekologickou prozíravostí a sociální integrací.

## Významní rodáci

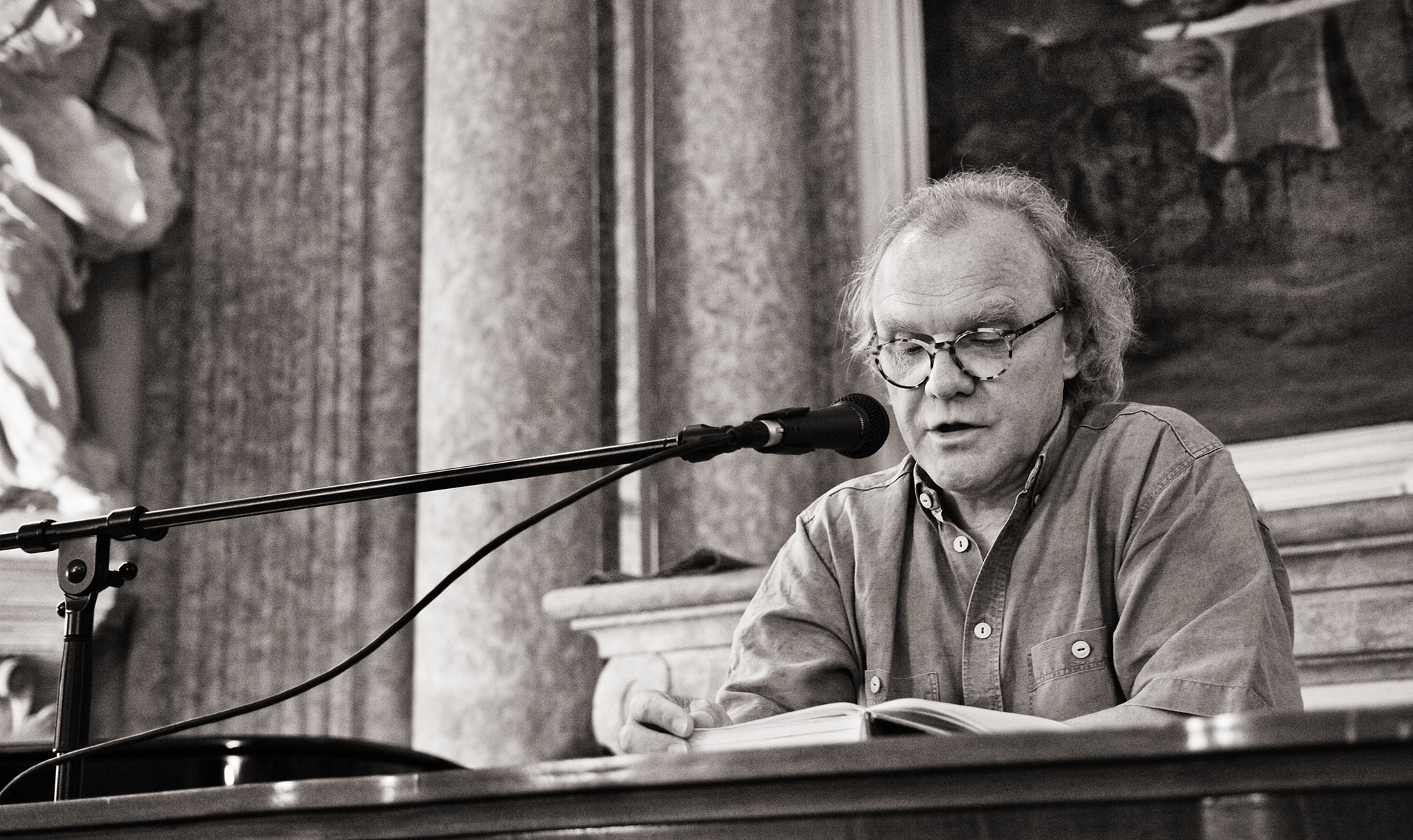
Spisovatel Michael Köhlmeier v Olomouci

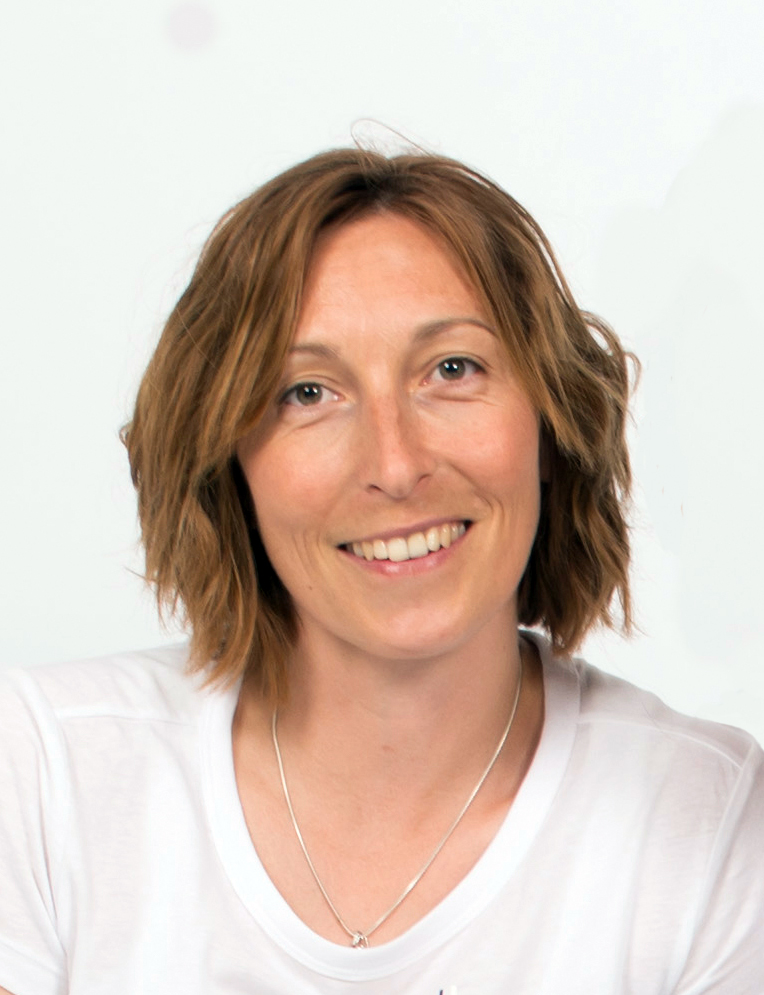
Tenistka Yvonne Meusburger-Garamszegi

- Franz Anton Beer (1688–1749), barokní stavitel
- Josef Anton Oelz (1812–1893), lékař a politik, člen říšské a zemské rady
- Albert Rhomberg (1819–1884), textilní podnikatel a politik, člen říšské a zemské rady
- Johann Georg Waibel (1828–1908), dlouholetý starosta Dornbirnu, poslanec [říšské rady
- August Rhomberg (1838–1912), účetní, prokurista a politik, člen říšské a zemské rady
- Johannes Thurnher (1838–1909), obchodník s vínem a politik, člen říšské a zemské rady
- Franz Michael Felder (1839–1869), spisovatel, sedlák, sociální reformátor
- Martin Thurnher (1844–1922), učitel a politik, člen říšské a zemské rady, člen prozatímního národního shromáždění
- Karl Drexel (1872–1954), politik (CSP), člen říšské rady
- Artur Doppelmayr (1922–2017), podnikatel a průkopník v oblasti lanovek
- Michael Köhlmeier (* 1949), spisovatel
- Wiltrud Drexel (* 1950), lyžařka
- Hans Jörg Schelling (* 1953), Politik ÖVP a rakouský spolkový ministr financí (2014–2017)
- Ingrid Thurnher (* 1962), televizní moderátorka
- Stefan Sagmeister (*1962), grafický designér a typograf
- Marc Girardelli (* 1963), lyžař
- Christoph Grissemann (* 1966), komik a moderátor televizních show
- Anita Wachterová (* 1967), lyžařka
- Patrick Ortlieb (* 1967), lyžař a poslanec za FPÖ (1999–2002)
- Matthias Strolz (* 1973), politik za NEOS
- Yvonne Meusburgerová (* 1983), tenistka
- Tamira Paszeková (* 1990), tenistka
- Katharina Liensbergerová (* 1997), lyžařka